# ドイツ本土空襲
ドイツ本土空襲（ドイツほんどくうしゅう、英: Allied bombing of Germany, 独: Luftangriffen der Alliierten auf das deutsche Städte）は第二次世界大戦中の1940年5月15日からイギリス空軍、アメリカ陸軍航空軍によってドイツ全土に加えられ、延べ400回、民間人の死者40万人、負傷者80万人、破壊された家屋180万戸、家屋を失ったのは500万人、うち子供の死者7万5000人に上る史上空前の空襲である。空襲の開始が早いものでは松谷健二（1974年）が西部戦線の攻勢開始日である1940年5月10日としたり、遅いものでは松村劭（2010年）がヴィルヘルムスハーフェンへの戦略爆撃があった6月20日としたり、期間や名称に関しては諸説ある。名称は野崎透（1990年）によるドイツ本土防空戦（Reichsverteidigung）や樺山紘一（2018年）によるドイツ爆撃などがある。
1945年5月2日にドイツが降伏の交渉に入る前日まで続けられ、連合国ではパイロットなど搭乗員のみならず、整備兵、輜重兵、衛生兵、炊事兵ら180万人とそれらを支援する民間人が連合国空軍のために動員された。使用された爆弾の量は270万トン、爆撃機は144万ソーティ（出撃回数）、護衛戦闘機は268万ソーティを送り出した。このうち、ドイツ空軍の戦闘機と高射砲によってイギリス空軍とアメリカ航空軍の搭乗員約16万人が失われ、生き残った搭乗員も高々度で最大零下50度という超低温による凍傷や酸素マスクの不備による酸欠、猛烈な対空射撃を受けた戦闘のストレス、道徳心が欠如していると糾弾やレッテル貼りによる心的外傷に苦しんだ。
1940年8月24日、ドイツ空軍によるロンドンの住宅地に対する誤爆から始まった攻撃（ザ・ブリッツ）はエスカレートを重ね、バトル・オブ・ブリテンにおいてドイツ空軍とイギリス空軍は指導部に振り回された。当初の軍事目標への精密爆撃はやがて人口密集地への絨毯爆撃に変わり、火災旋風を発展させた火災嵐を起こして焼き尽くす作戦が効率的だと考えられた。1944年の春頃にイギリス空軍とアメリカ航空軍は制空権を奪取すると敗色濃厚な戦争末期ドイツの都市に集中して行われた。多くのドイツ人が避難所とした地下室は猛火の自然現象で空気を奪われて窒息し、狭い地下道網ではパニックによる圧死が頻発した。戦後に行われた軍事裁判でドイツと日本への空襲による民間人殺傷が法的審査で問われることは一度としてなかった。

## 背景

### 第一次世界大戦

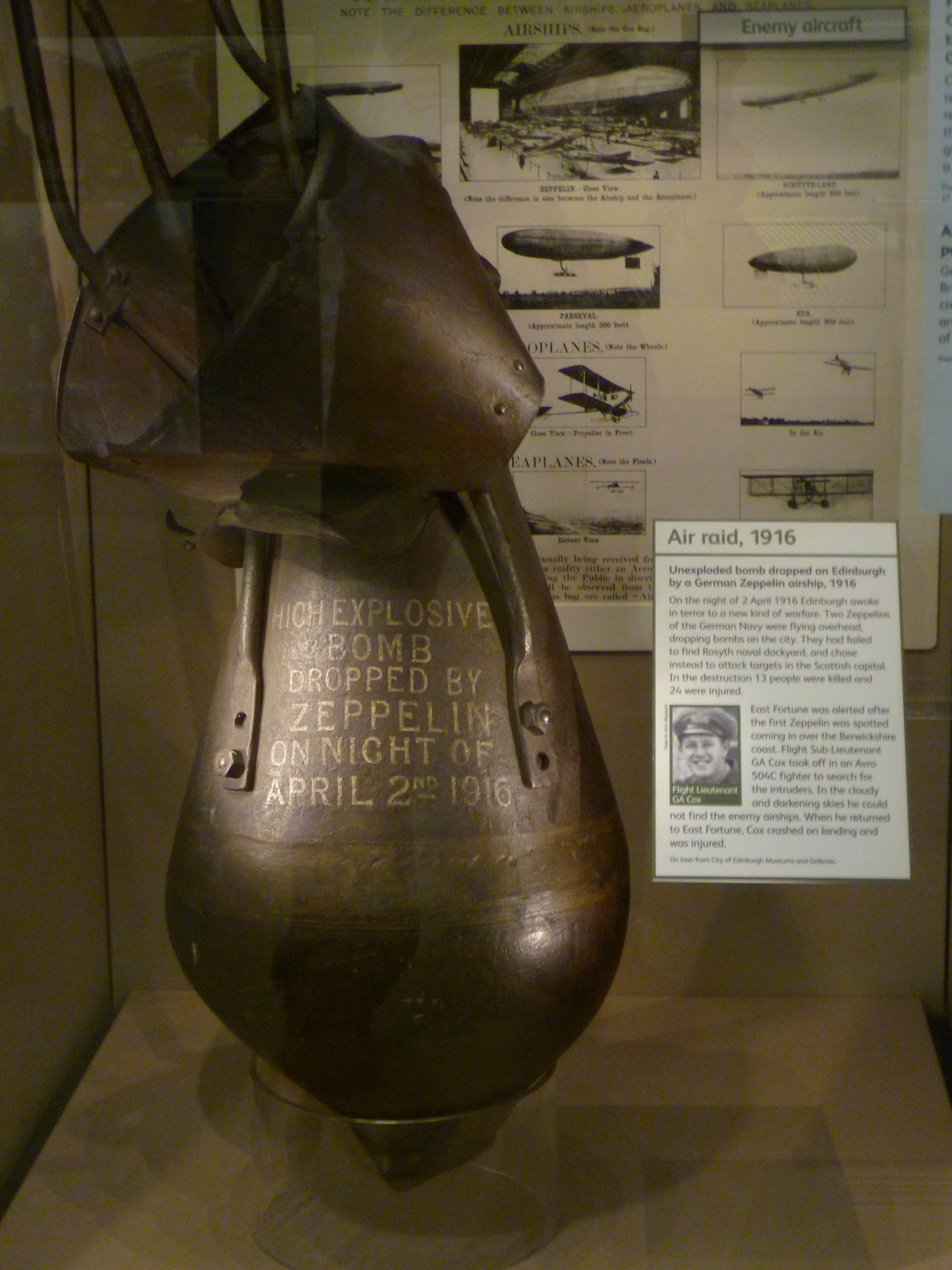
ツェッペリン飛行船が投下した爆弾（スコットランド国立航空博物館収蔵）

1915年1月19日、第一次世界大戦中にドイツ帝国のツェッペリン飛行船はノーフォークの海岸で灯りを目標に爆弾を投下した。この攻撃で民間人4人の死者を出し、16人が負傷した。その後、19回に渡ってツェッペリン飛行船はイギリスに向かい、民間人498人、軍人58人を殺傷した。イギリスの首都ロンドンが最初に攻撃されたのは5月30日の夜で死者7人だった。1917年から1918年にかけて双発機（エンジン2基）ゴータスと4発機（エンジン4基）リーゼンの爆撃機が空襲を続け、死者836人、負傷者1994人を生じた。日中に飛行中のドイツの爆撃機は5機に1機が撃墜され、半数はロンドンを見つけることができなかった。
1918年6月6日にイギリスは報復で、エアコー DH.4によるドイツのコブレンツやティオンヴィルに対する爆撃を始めた。ドイツの首都ベルリンを目標にした攻撃こそなかったが、多数の都市に対する空襲でドイツ側は死者746人、負傷者1843人を生じた。しかし、これら空襲合戦の応酬は当時の年間交通事故死者にも届かない程度だった。第一次世界大戦では、航空機の攻撃で都市を完全に破壊するのは不可能だと考えられた。そこで、当時の軍需大臣であったウィンストン・チャーチルは1919年に「1,000機の爆撃機」でベルリンを攻撃する計画を立てた。これは1919年6月28日にヴェルサイユ条約の署名によって終戦したため、実行に移されることはなかった。また、第二次世界大戦の緒戦において、チャーチルはドイツへの爆撃を命じることになったが、爆撃機の数が足りず、1940年8月25日に50機の爆撃機がドイツを目指した。これは逆風による燃料切れで、往路で3機が墜落、帰路でまた3機が墜落、ローゼンタールにわずかな被害を与えただけだった。

### 戦間期

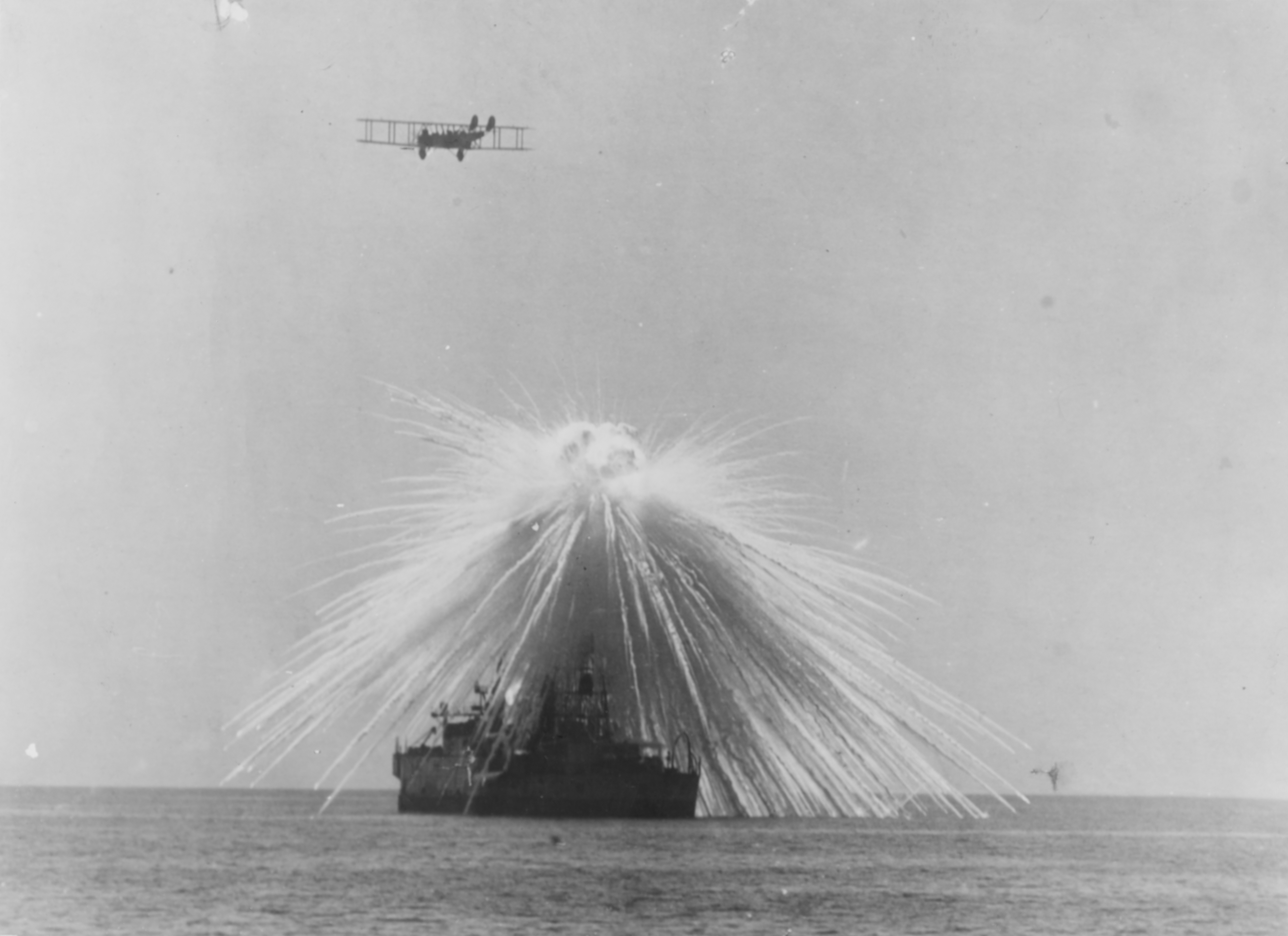
白リン弾を用いたエアバーストの爆撃試験を受ける戦艦アラバマ（1921年9月27日）

1914年から4年に渡る工業力を駆使した最初の総力戦が終わり、将来の戦争についての考察がしきりに行われた。伊土戦争を経て、第一次大戦に参戦したイタリアのジュリオ・ドゥーエは退役後の1921年に「制空」を発刊し、抜粋翻訳文も制作して配った。これは陸軍が守勢に回っている間に爆撃機を持つ空軍が都市を攻撃すれば民衆はパニックを起こし、厭戦気分を蔓延させれば、戦争を終戦させることが出来るというものだった。クラウゼヴィッツの「戦争論」のような軍隊の撃破を目的とした作戦を暗に必要ないと否定した。アメリカのウィリアム・ミッチェルは1904年の日露戦争視察後、カーチスで飛行訓練を受けた。アメリカが第一次大戦に参戦後はフランスで航空課を設立し、イギリスやフランスの士官と協議を重ね、ヨーロッパの航空機とその戦略を知った。ミッチェルが唱えたのは工場、インフラ、港湾、農業生産など中枢（Vital Center）を叩き、敵の航空戦力を守勢に回らせ、早期終戦に持ち込むという理論だった。戦後、1921年にアメリカで始まった爆撃機で戦艦を攻撃する実験の成功で自信を深めたが、停船した戦艦に連続爆撃するなど本来の実験規定を破るなど周囲と対立を起こしながらも、1925年に「空軍による防衛」を発表してベストセラーとなり、軍内部では孤立したもののアメリカ国民の関心を引いた。

### イギリス空軍解体の抵抗
イギリス空軍生みの親ヒュー・トレンチャードは第一次大戦は個々の兵士の戦闘力より多くの兵器を生産する工業力に依存するようになったため、次の戦争は戦場ではなく、戦場の後方で生産力と生産者が所在する地域が勝敗を分けると主張した。同時に軍事的な生産、すなわち軍需工場は航空機そのものを作る工場だけを指すわけではない。航空機には多数の資材によって構成されており、この中では重要な圧延鋼板、ボールベアリング、ゴム、潤滑油、インジケーターが含まれ、そして労働者とその住居がある。トレンチャードは工場だけを見ていたわけではなく、爆撃の効果を減らさないために目標を広く見ていた。「敵の抵抗を挫き、戦意を低下させる効果的なもの全て」だった。そして、それこそが空軍の存続理由であると言い、戦争への備えとは都市への爆撃を意味した。

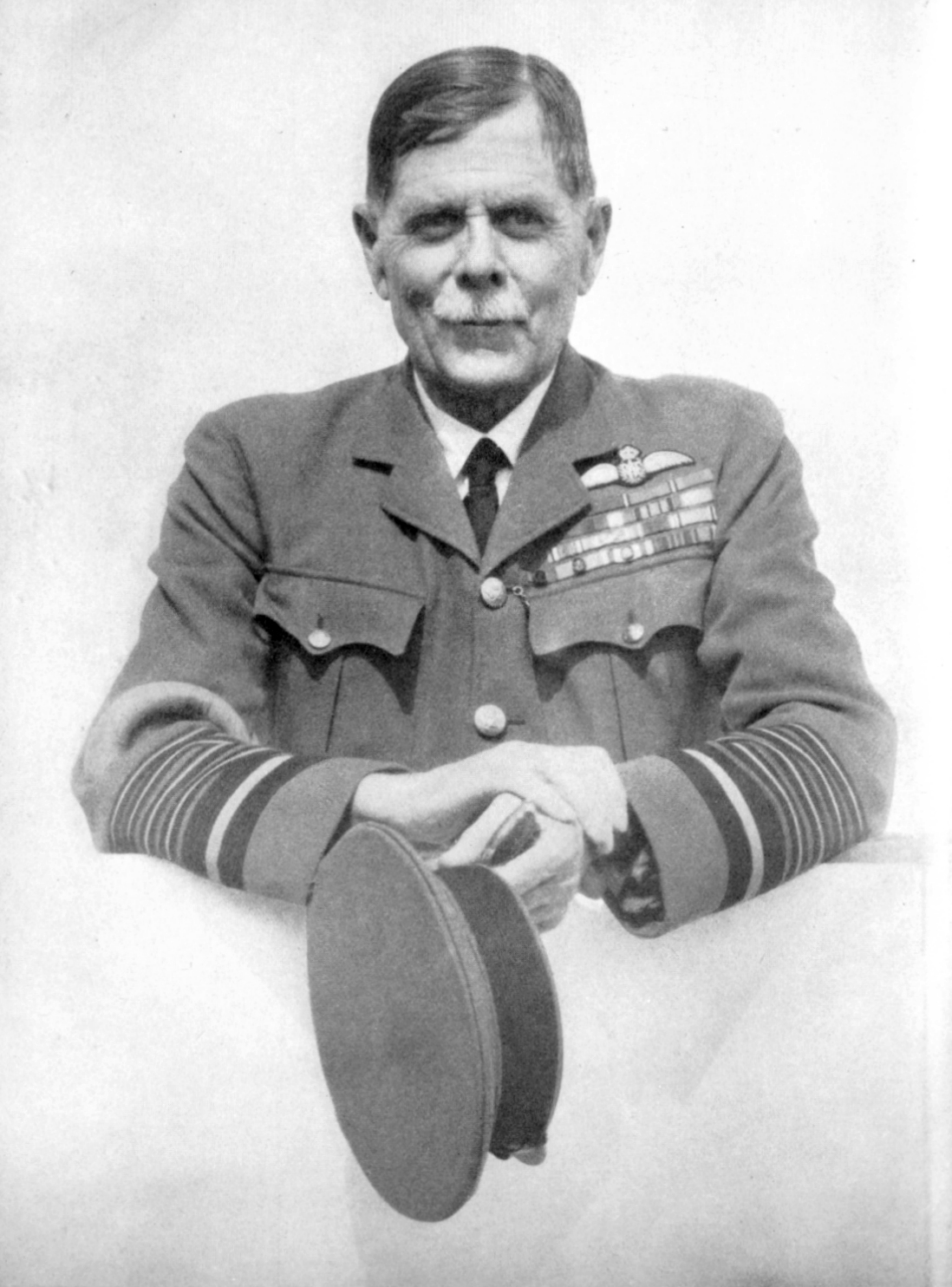
イギリス爆撃論者ヒュー・トレンチャード（1943年）

爆撃論者の影響は世界中に広まり、平和主義者で知られるスタンリー・ボールドウィン首相は都市への爆撃に戦慄し、1932年11月10日に議会で「爆撃機は常に到達する」と発言したが、当時の軍国主義者も平和主義者も同じ誤りに陥っていた。到達する前に何かしらの障害が発生すると相場が決まっていた。そうした爆撃論者の間違いはあれど、戦間期の縮小路線を逃れて世界初の空軍として独立を果たし、イギリス空軍は戦略攻勢の性格を持って整備された。目標こそ遠大な部分はあったものの、本国は戦闘飛行隊が守り、遠方を制するのは戦略爆撃飛行隊であるという構想だった。その反面、海軍と陸軍の作戦に協力する飛行隊が軽視された。結果、緒戦における海上爆撃は拙劣であり、ドイツ空軍とは真逆に陸軍に協力する爆撃機は実戦不適だったため、ベルギー戦、フランス戦では痛撃を受けた。

### ドイツの攻勢方針

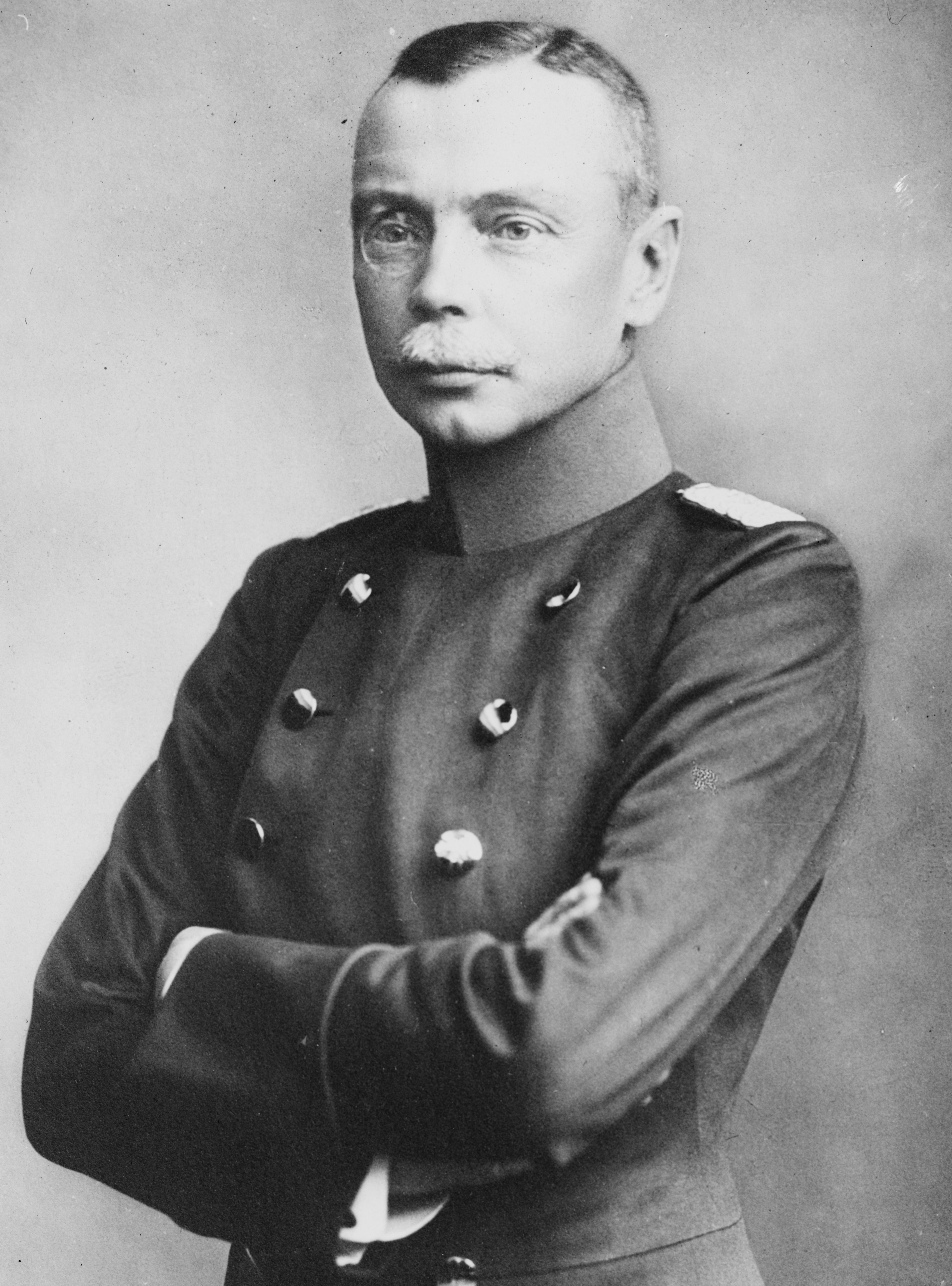
元共和国陸軍ハンス・フォン・ゼークト（1915年撮影）

1926年に憲法違反を追及されて辞任することになったハンス・フォン・ゼークトはドイツ国防軍を立ち上げる委員会の主導をしていた。ゼークトが去った後、1933年に設立されたドイツ空軍は歩兵、砲兵、航空機が連携する諸兵科連合によって全ての火力を集中させて重要な拠点で粉砕するという作戦は、ゼークトの構想、ドクトリンに基づいていた。これは「国防」（Landesverteidigung. 1930年）の出版でも述べられている。1935年のドイツ空軍が再建されると参謀総長ヴァルター・ヴェーファーは教範「航空戦行動」（Luftkriegsführung）によって陸軍との連携を確立すること、近接航空支援を重要視しており、空軍基地と航空機を防御するためには敵の空軍を攻撃すること、としていた。
史上初の絨毯爆撃（無差別爆撃）はスペイン内戦中の1937年4月26日に起きた。ドイツ空軍がスペインの工業都市ビルバオを遮断するため行った都市ゲルニカへの爆撃は世界中からの批判を呼んだ。当時、義勇軍のコンドル軍団に参加していたアドルフ・ガーランドは橋梁攻撃を指示されたが、都市への爆撃は聞いていないと主張したが、後にフォン・リヒトホーフェンの命令だったことが判明した。ゲルニカは亡命政府が設置された交通の要衝で、スペインのルール工業地帯であるバスク州に比べれば重要度は低く、政治色の強い攻撃だった。また、ドイツがスペイン・モロッコ運輸会社へ提供した輸送機ユンカース Ju 52はスペイン保護領モロッコから精鋭部隊をスペイン本国へと輸送する作戦フォイエルツァウバ作戦（魔の炎作戦）によって、軍事力は反乱軍側が上回るようになった。6月16日、フランコ将軍の軍はバスク州ビルバオを占領し、内戦は転換点を迎えた。スペイン内戦の教訓を経て、ドイツ空軍内部で研究、開発が進み、第二次世界大戦の開戦から軍事行動に貢献し続けた。しかし、ジョン・クレイス（1988年）によれば、この教範では敵の戦闘機との戦闘は奨励されておらず、制空権獲得の定義は先制攻撃に留まっていたため、ドイツ空軍が守勢に回る事態を想定していなかった。

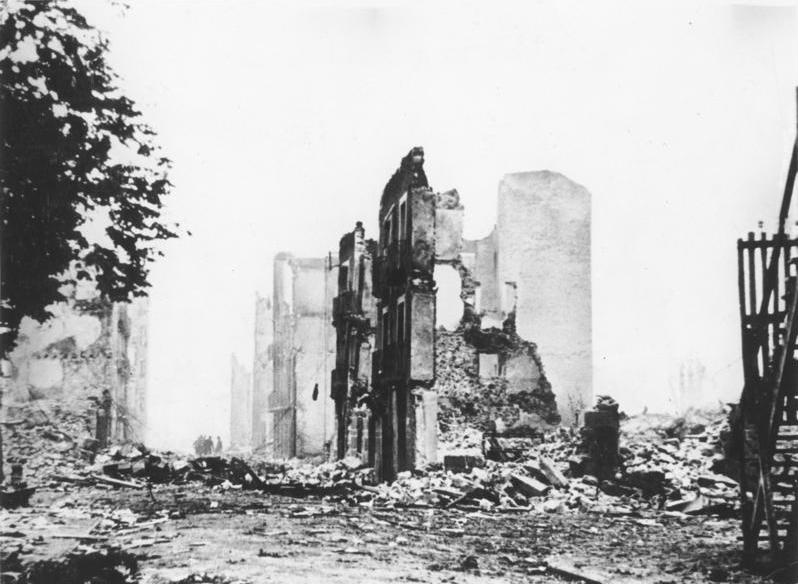
1937年のコンドル軍団によるゲルニカ爆撃

このゲルニカ爆撃は戦略爆撃に含まれる書籍の方が多いが、小野塚知二（2016年）は「無差別爆撃」と「戦略爆撃」は違うと主張し、ゲルニカ爆撃は戦略爆撃ではないと否定している。その理由として、戦史上なかった大規模な攻撃ではあるが、戦闘機や高射砲などに迎え撃たれることなく、爆撃機は自由な方角、高度から攻撃することが出来たことをあげている。小野塚知二は攻撃期間、長距離、防空戦力の所在する拠点に対するものとして、ゲルニカから4か月後、同1937年8月に始まった大日本帝国海軍の渡洋爆撃が最初の戦略爆撃と主張している。
田中利幸（2008年）によれば、そうしたゲルニカ、渡洋爆撃の他、1935年の第二次エチオピア戦争中に行われたイタリア空軍の毒ガス爆撃や1938年の重慶爆撃などは当初の目標が軍隊や軍事施設に対する戦略爆撃であり、結果的に無差別爆撃に近い形になったという意見もある。ドイツ空軍のドクトリンはあくまで航空機工場と空軍基地への攻撃であり、1935年の教範「航空戦行動」では、「国民の士気を挫く」ことなど念頭になく、都市爆撃の手法もなければそうした作戦行動に重要性を置いてもいなかった。1930年代のファシズム国家（枢軸国）の指導部に戦略爆撃論を持つものはおらず、大日本帝国海軍には無差別爆撃しか選択肢がなかった。しかし、その10年前からイギリス空軍では植民地に対する懲罰として、戦略爆撃が実践されていた。中東のソマリランドの反乱やイラク王国の鎮圧で行われた無差別爆撃が隠蔽されたことで、アメリカのドクトリンである精密爆撃の本質を曇らせたことに違いないと記している。

## 開戦と政治力学
第二次世界大戦は1939年9月1日に始まった。イギリス空軍はワルシャワ爆撃に対する報復に取りかかったが、ドイツ空軍がフランスへ報復しないように海軍施設への限定攻撃にすることにした。そうしてドイツ本土への攻撃は1939年9月3日のヴィルヘルムスハーフェン海軍工廠への嫌がらせに近い小規模な爆撃から始まった。1940年の2,000人の死傷者を出したオランダ、ロッテルダム爆撃に対する回答にイギリス政府はルール地方の工業地帯に対する攻撃を決定し、この5月からドイツの都市に所在する工業地帯を狙った夜間爆撃が始まった。5月29日と30日の夜間にルール地方のエッセン、デュースブルク、デュッセルドルフに爆撃が行われた。
イギリス空軍が戦略爆撃を開始した時、最初にわかったのは爆撃機が目標に到達しないことだった。戦略爆撃論の原理や予言を主張した側ではなく、ヘルマン・ゲーリング率いるドイツ空軍によって端緒が開かれた。これは計画も戦略でもなく、ただただ単純にドイツ空軍がイギリス海峡に面した海岸近くの空軍基地に進出し、そこからイギリス本土へと爆撃機を送り込めたに過ぎなかった。また、イギリスでは敵の中心部に対する爆撃に対して、理論的に眉唾ものの説だと否定する者もいたが、ドイツが空軍力で優位にたつと非常識な説と化した。当初は空軍基地、工場、港湾を狙った精密爆撃を行っていたが、1940年9月からイギリス南部、中部の都市に対する戦略爆撃を開始し、1941年3月までに3万人の死者を出した。引き返すことが出来ない新時代の爆撃戦争への突入を可能にした第一歩は、奇妙な政治力学の背景があった。

### ベルリン空襲

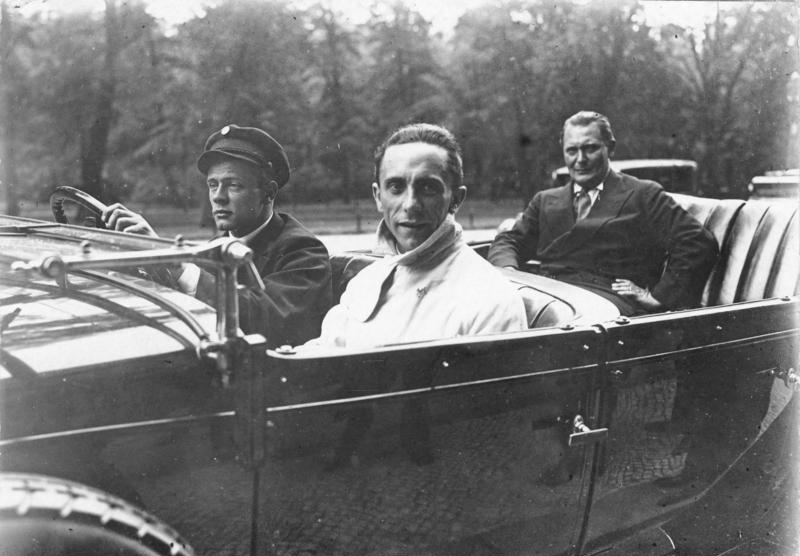
1930年撮影の国会に向かうゲッベルス（手前）とゲーリング（奥）

ドイツの宣伝大臣ヨーゼフ・ゲッベルスは1940年8月26日に報復で行われたベルリン空襲が失敗に終わったのを受け、ベルリン市民の雰囲気を吟味し、大興奮していると感じた。4時間鳴りっぱなしだった空襲警報に耐えた次の日の朝のことだった。ベルリンには焼夷弾2発しか落ちず、被害はほとんどなかった。ゲッベルスはロンドンへの報復を望む声が燃え上がっていると記しているが、ベルリン市民はそのような攻撃に対して軽蔑を示しただけで、怒りの発作はナチス党員や政治家が作為的に起こしただけに過ぎなかった。一方、ウィリアム・シャイラー（1997年）は「ベルリン市民は唖然とした」と記している。空襲警報ではなく、高射砲が撃ち始めてから本物の空襲だと気づき、地下室に避難し始めた。戦争はイギリス上空で行われいて、それが自分たちの空で始まったことに動揺し、漠然とした不安を掻き立てた。
ウィンストン・チャーチルはベルリン空襲に固執し、イギリス空軍のシリル・ニューアルに再度ベルリンの攻撃を求めた。航路をそれた爆撃機12機による誤爆とはいえ、チャーチルはロンドンを攻撃された以上、徹底的にベルリンを攻撃しなければならないと強く言った。7月1日、デュッセルドルフで4人、キールで8人の民間人が死亡した。9月4日夜、ベルリン・クロイツベルクのゲルリッツ駅が爆撃を受け、死者10人を出した。その2日後はジーメンスシュタットが攻撃された。ゲッベルスは誰もアドルフ・ヒトラー総統の指示通りに避難せず、ヒトラー自身も、ベルリンが爆撃される時はベルリンに身を置き、激昂していると記している。

### 政治力学
ヒトラーはイギリスのベルリン空襲は週末に強化されると予想し、それが実行されたらロンドン爆撃を行い、対策として絵画、美術品を避難するよう指示した。そのため、翌5日は何も起きなかった。ゲッベルスは、「総統は今のところ慎重な姿勢を崩していない。それがいつまで続くだろうか。国民は秋には戦争が終わるだろうと思っている。もし、戦争が冬を越せばアメリカの参戦は確実だ。フランクリン・ルーズベルトはユダヤ人の奴隷だ。」と記したが、ヒトラーは演説で空襲について触れ、「（フランス降伏後も）3か月も続いている。イギリス人が白昼に海峡を超えることができないから、決まって夜間だ。爆弾は住宅地だろうと駅であろうと村であろうと、どこにでも無差別に落ちてくる。いつかこの乱暴狼藉が止むだろうとの希望の下、我々は耐え忍んできた。しかし、イギリスはそれを弱さと受け止めたのである。その結果、毎夜毎夜の攻撃という回答を受け取っているのである。」と報復をほのめかした。9月7日、ロンドンを目標にした爆撃が行われ、市民は死者300人の犠牲を出し、1300人が負傷した。

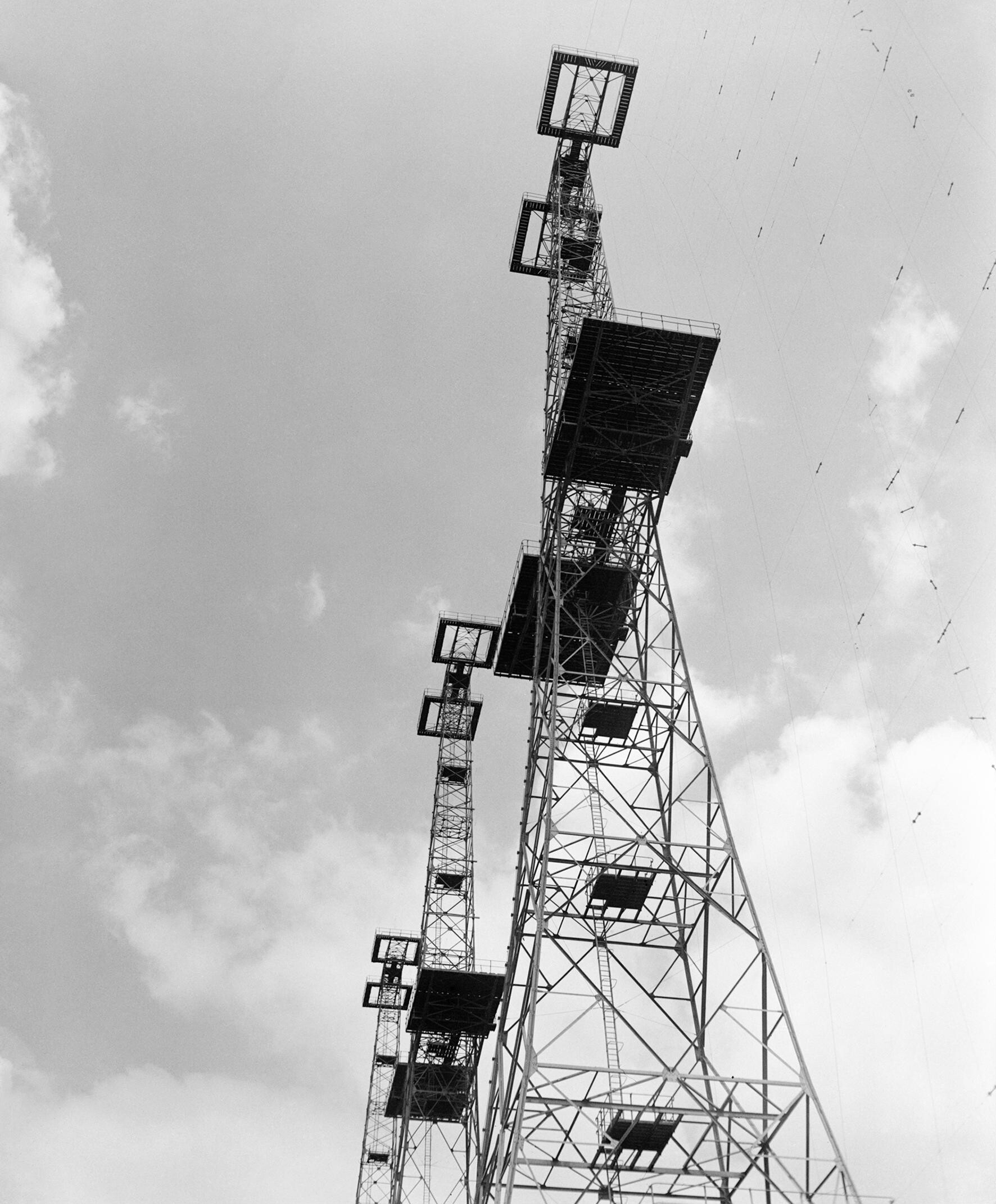
ドイツ空軍機の迎撃に活躍したチェーン・ホーム・レーダー

ヘルマン・ゲーリングはロンドン空襲に疑問を持ち、参謀長のハンス・イェションネクに「ベルリンが廃墟になったら、ドイツは降伏するかね？」と尋ねた。イェションネクはイギリス人の士気はドイツ人より脆いはずだと答えたが、ゲーリングはイェションネクの解釈が間違っていると指摘しながらも、9月末までに降伏に持ち込めるかも知れないと考えるようになった。ゲッベルスやゲーリング、軍の幹部がイギリスの降伏について言及するのに対し、ヒトラーは何も答えず、決断を出せないでいた。和平の申し入れを断られ、イギリス本土侵攻（アシカ作戦）は難しく、爆撃機に訴えるしかなくなっていた。一方で、イギリス空軍の爆撃機軍団副司令官ロバート・ソーンドビーは同じ応酬を見ながら、まったく別の解釈をしていた。戦闘機軍団の戦闘機と基地はドイツ空軍の攻撃を何度も受けたことで散々な目にあっていると考えた。実際に8月末はイギリスの戦闘機損失は生産量を上回っていたので、あと3週間すれば予備機を使い果たしてしまうのではないかと危惧した。
ロンドンへの爆撃でチャーチルは「ドイツ空軍の攻撃が空軍基地からロンドンに向けられることによって窮状が緩和されたが、同時に民間人が被害に合うことを意味していたものの、戦闘の転換点となり、イギリス勝利の可能性を大いに増したのである。」と語った。当時、最も尊重された軍事研究家リデル・ハートも「首都ロンドンとその住民が受けた懲罰が、崩壊寸前の軍隊を救った要因である。」と記している。人間が盾となって流血したのは、それをさせた側、ドイツの汚点として宣伝し、それに耐え抜くロンドン市民を称えた。しかし、現実としてドイツはイギリス海峡まで押し寄せ、ロシアと同盟を結んでイギリスだけと対峙していた。チャーチルもまたドイツへの地上戦での反撃、海上経済封鎖の難しさから、戦略爆撃しか選択肢がなかった。アメリカでは参戦に賛成する国民は7.7パーセントしかおらず、その5倍以上が反対していた。19パーセントの中間層は民主主義を守るために介入してもよいと考えており、ルーズベルト再選（1940年アメリカ大統領選挙）がヨーロッパにおける爆撃の闘争、ヒトラー阻止の鍵を握っていた。

## 開戦後の変化

ネヴィル・チェンバレンの辞任により、1940年5月10日にウィンストン・チャーチルは戦時内閣を組閣した

ボールドウィンから1937年5月に首相を引き継いだネヴィル・チェンバレンは抑止力として大型爆撃機の整備を進めつつ、1938年6月21日に庶民院において、「市民を標的にした爆撃は国際法違反であり、未発行に終わったハーグ空戦条約の原案に基づき、イギリスは無差別爆撃を行わない」と公式に宣言していた。アメリカの大統領フランクリン・ルーズベルトもドイツがポーランド侵攻を開始したその日に、市民や無防備な都市への攻撃は控えるべきだと主張した。実際、イギリスもドイツも第二次大戦直後は都市への爆撃には慎重だったが、バトル・オブ・ブリテンを経て、それまで控えていた無差別爆撃は報復措置として例外として扱うようになり、イギリスの爆撃機軍団は1942年2月11日に戦闘機の護衛を伴わないドイツ本土への昼間爆撃を中止、夜間爆撃のみに限定し、フランスやルール地方の工業地帯に対する民間人を対象に含む「地域爆撃」、事実上の無差別爆撃の実施を決定した。
ノルウェーの戦いでの敗北からチェンバレンが引責辞任し、1940年5月10日にウィンストン・チャーチルは戦時内閣を組閣したが、フランスの問題（イギリス海外派遣軍）から取り組まなければならなかった。爆撃機軍団は、それに付随してドイツの侵攻を遅らせるためマーストリヒトのアルベルト運河にかかる橋といった通行網に対する攻撃（ベルギーの戦い）を実施した。しかし、あまりの損害の多さに5月14日に爆撃は中止された。
5月15日、戦時内閣はフランスやルール地方の工業地帯という制限を撤廃し、ライン川以東への「地域爆撃」の拡大を正式に許可した。イギリス空軍の爆撃こそ唯一の攻勢手段であり、無差別爆撃への願望が煽られた結果だった。特にチャーチルは、それが顕著だった。
1940年8月の最後の週、チャーチルはダッチーズ・オブ・リッチモンド号に乗り込む化学者ヘンリー・ティザードを見送った。ティザード使節団と呼ばれる使節団は最高機密のレーダー技術、アメリカに先鞭をつけて進めているホイットルジェットエンジンの計画、ロールス・ロイス製マーリンエンジンを持ち込み、物理学者ルドルフ・パイエルスとオットー・フリッシュが同行した。この二人の科学者はウランの核分裂が爆発を引き起こす臨界量を算出しており、ベルギー領コンゴに所在する世界最大規模のウラン埋蔵量を持つカタンガ鉱山（シンコロブエ鉱山）の情報も持っていた。また、レーダーは当時アメリカが独自で開発するSCR-268レーダーやCXAMレーダーより優れたマグネトロンを使うものだった。ルーズベルトは来たるべき同盟の前払いとして受け取った。
1941年6月にソビエト連邦は独ソ戦で参戦した。2回目のモスクワ会談は不機嫌だったヨシフ・スターリンの雰囲気から始まった。招待されたチャーチルは、約束していた1940年中の第二戦線の形成について説明しなければならなかった。この1942年8月12日に始まった会談で、大西洋を渡る輸送船団の問題、上陸作戦で使う上陸用舟艇の問題といった第二戦線を形成する反攻作戦が、すぐさま実行不可能である理由を述べた。チャーチルは1942年中にエルヴィン・ロンメル将軍の背後で「トーチ作戦」を計画していることを告げてスターリンの興味を引くことに成功し、「ドイツの都市ほぼ全ての住居を粉砕したい」と述べたことで両者の緊張関係は緩和した。チャーチルはモスクワ会談をドイツへの「地域爆撃」が第二戦線の形成になる、という無理のある言い訳でしのいだ。

### 地域爆撃へ

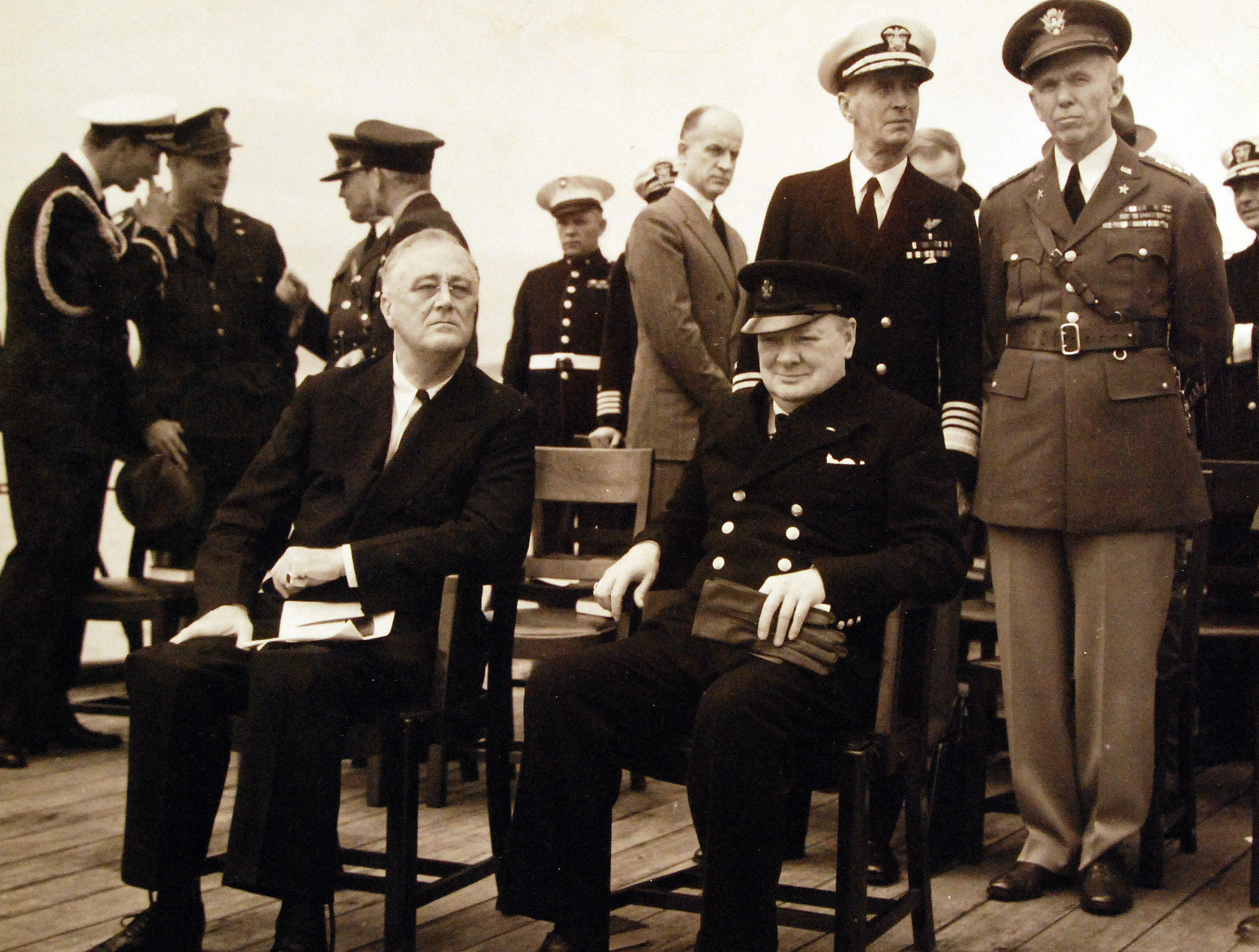
戦艦プリンス・オブ・ウェールズ上のイギリス首相ウィンストン・チャーチル（右）とアメリカ大統領フランクリン・ルーズベルト（左）- 1941年大西洋憲章

バトル・オブ・ブリテンの厳しい夏を乗り越えて、10月25日にイギリスの爆撃機軍団司令官だったチャールズ・ポータルはイギリス空軍参謀総長に昇進し、後任にはリチャード・パースが任ぜられた。1940年10月30日、チャーチルの意見に同じくするポータルがパースに出した最初の命令は主にドイツの燃料関係工場、アルミニウム工場への爆撃であり、主要な都市、工業地帯への定期的な爆撃であった。1940年11月のコヴェントリー爆撃に対する報復として始まった12月のマンハイム爆撃は双方の都市を焼き払った。しかし、爆撃機軍団の1941年の間に行われたルール工業地帯と都市への地域爆撃は、天候や工場の煤煙に影響され、攻撃を受ける地上側よりする側の爆撃機の死者の方が多いと皮肉られるほど効果が薄かった。特に1941年11月7日と8日に実施されたベルリン空襲では爆撃機軍団が大きな損失を出し、ポータルはパースの判断力を疑った。この2日間はベルリンとルール地方も攻撃対象だったが、損耗率は12.5パーセントに上った。パースに代わって爆撃機軍団司令官に就任したアーサー・ハリスはそういったイギリス空軍内の様々な議論に終止符を打った。
1942年2月12日、ハイ・ウィッカム空軍基地に着任したアーサー・ハリスは後に”ボマー”ハリスの異名をつけられるほど、ポータル同様に爆撃論者であった。2月14日に空軍参謀本部はハリスの着任を待って「地域爆撃」への制限は撤廃させ、目標地域全般に対して行う、事実上の「無差別爆撃」がハリスの主導で始まった。1942年3月始めのパリに近いビランクールのルノー社工場に対する夜間爆撃では、初めてマーカー弾（照明弾）を用いる実験的な攻撃によって工場を壊滅させ、参加した爆撃機235機のうち損失はわずか1機だった。3月28日にはリューベック空襲は激しい火災となって、それは最初の火災嵐となって80パーセントの市街地が焼失した。古都リューベックは軍事施設の存在しない美しい街として知られていたが、そこが北欧から鉄鉱石がドイツへと運び込まれる港町で、Uボートの訓練基地が所在すると理由付けを行った。

## 発展した戦術と兵器

### 爆弾

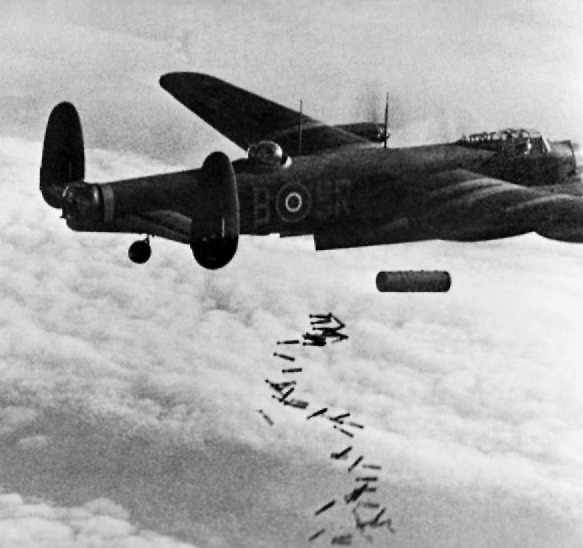
ドレスデン爆撃で投下される焼夷弾とブロックバスター爆弾

1940年から1942年にかけてパイロットは爆弾を投下する時、命中したか外れたかの2つに1つだった。イギリス航空省の研究班は測量図と航空写真を仔細に調べ、防火帯を彩色し、攻撃対象となる都市に必要な爆弾投下量の構成を計算し、最新の空襲を分析しては学習したことを次の空襲に活かした。爆弾と一緒にフラッシュ爆弾を投下して、カメラが作動した。次の日には偵察機が飛んで、空襲の成果を写真に収めた。常に戦争は戦略家と手練れの戦士による経験によって得られた事実、着想、直感にもとづいていた。学問がそれに正確無比な仕事を付け加えた。
火災を阻む障壁となる防火帯や防火壁は機能していた。それを十分に備えたベルリンのような都市は燃やすのが難しい。まず、防火壁を破壊しなければならなかった。それはブロックバスター爆弾で可能だった。通常爆弾は重量のある鋼鉄の殻を爆発で粉々に飛ばし、破片が人体を殺傷する。鉄筋コンクリート、レンガ、バラスト、砂袋で防御されたシェルターはそれを耐えられた。ブロックバスター爆弾は弾殻が薄く、爆薬が30から70パーセントの割合で含まれ、爆発時に炸裂すると同量のガスとなって高圧で拡大し、周囲の空気を圧縮して超音速で広がる衝撃波を生み出した。衝撃波は建物の壁、屋根、窓ガラスを吹き飛ばした。円筒形をしていたのでドイツ人からボイラーと呼ばれたブロックバスター爆弾は4,000ポンド (1,800 kg)の重量があり、ドイツ本土空襲を通じて6万8,000発が投下された。
8,000万発が使用された4ポンド焼夷弾は条件によって1,000倍から2,000倍の重量のある通常爆弾より広い範囲を壊滅できる。ただし、攻撃目標の地域を詳細に分析する必要があった。鉄筋コンクリートで覆われた建物、運河、そして橋を破壊するため、圧力と爆発効果のバランスを考えたミディアム・キャパシティ爆弾が製造された。これはから500 - 22,000ポンド (230 - 9,980 kg)まで幅広い容量で製造され、通常爆弾に代わって75万個が使用された。開戦時、炸裂弾と高性能爆薬弾を中心に考えられていたが、爆薬では都市に損害を与えるに不十分であることがわかった。爆弾の爆薬は、燃焼物と結びついて、かつてない規模の威力を発揮する兵器だった。投下する焼夷弾、破片弾、ブロックバスター爆弾といった爆弾の混合割合、順番、密度が重要だった。

### バット報告書

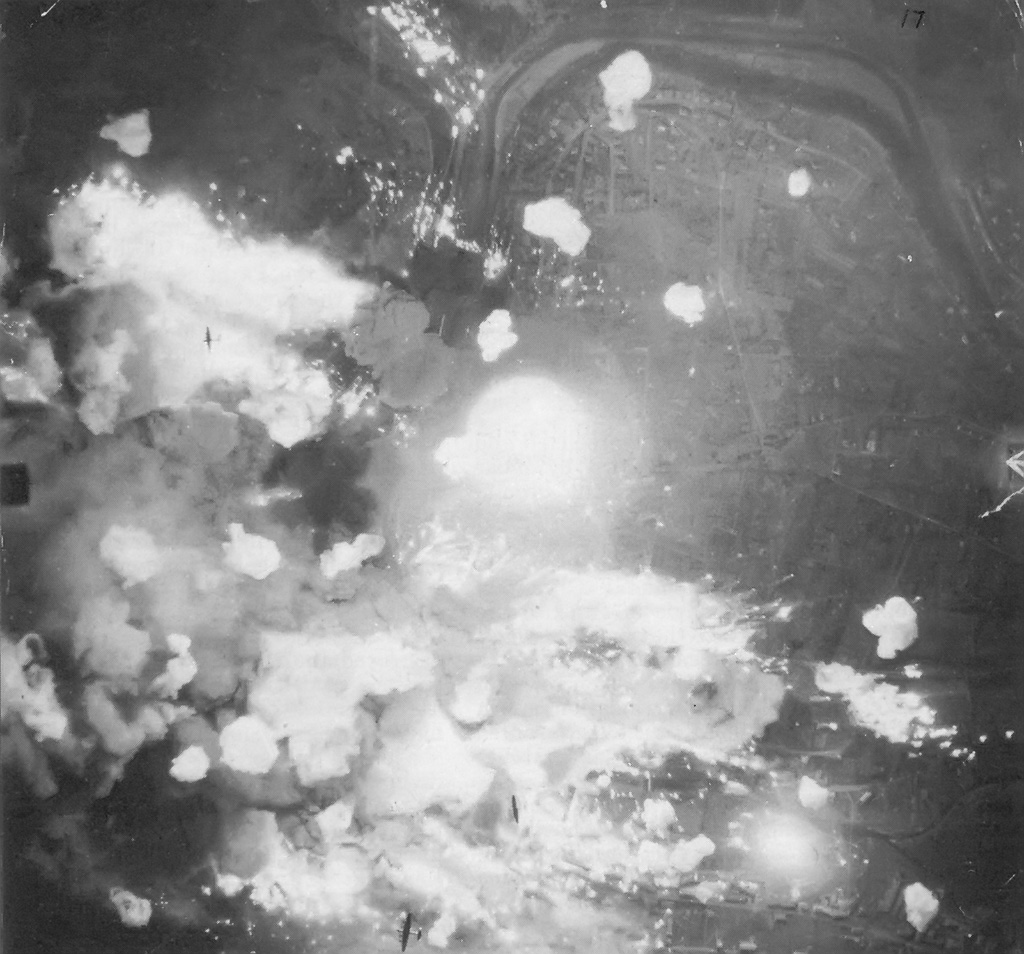
夜間空襲中に高度を低空まで下げて撮影された航空写真

1941年秋に官僚デイヴィト・バットとそのチームが提出したバット報告書で明らかになったそれは、爆弾が標的にほとんど命中していないという事実だった。夜間どころか良好な条件下の昼間爆撃においても5マイル (8.0 km)以内に投下した爆撃機は3機に1機しかいなかった。イギリスは火器の殺傷能力改善のために開発の強化に乗り出した。通常爆弾は輸送が困難なわりに敵に対して損害を与えなかった。軽量の可燃物は大量に投下可能で、もし目標に当たれば被害は大きく拡大する。それまではテルミットの焼夷弾がやみくもに投下され、都市の火災について考慮されなかった。イギリス空軍はそれらを解析できる専門家が欠けていた。消防の防火技術者が計画に加わることで、新しい学問が生まれた。火と戦う職業と火をつける職業は同じ可燃物に深く関わっており、ドイツの物理的な住宅特性から効率的な放火方法を導き出した。焼夷弾は命中から8分から30分の間、燃え続ける必要があった。その小さな火災の芽をどのように拡大し、障害物を超えて通りの空き地を横切り、数キロにわたって範囲を広げるかは数学者、統計学者、作戦分析官の仕事だった。
空からの攻撃で都市は完全に焼き払うことが可能なことが学者たちの研究で明らかになった。レンガ作りで強固に見えていたドイツの都市も例外ではなかった。都市の外縁は19世紀と20世紀に建てられており、新しい住宅と工業地帯がある。これら外郭の建物には鋼鉄製の梁が通され、防火帯のために建物の間には広い空間があった。都市の内側に入ると18世紀の普仏戦争後に建てられた安請負の町並みが広がる街区があり、通気性が悪く、暗く、梁は木製で4階から7階建ての建物が林立し、屋根裏は物で一杯だった。都市の中央部まで来ると旧市街の地域となり、中世、近代初期の建築様式になる。壁は連続して建てられ、建物を支える梁は木製で屋根はレンガに変わったが、建築時は粘土が使われていて修繕も粘土だった。通りは狭く、入り組みながら建物が結びつき、火災が容易に隣へ広がる作りだった。

### 火攻

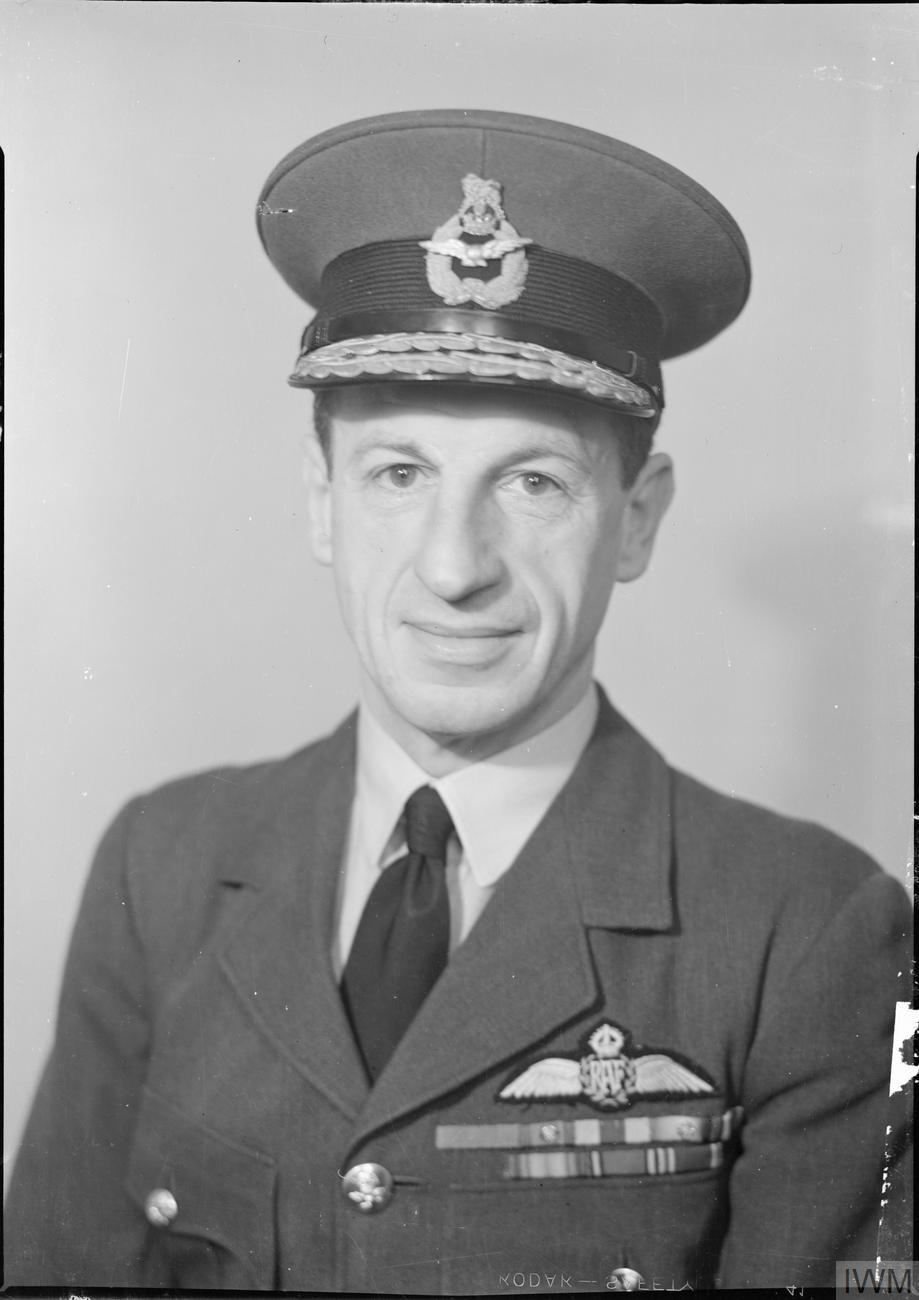
爆撃論者チャールズ・ポータルはアメリカ陸軍航空軍やイギリス海軍との交渉も受け持った（1941年情報省の撮影）

イギリスのオペレーションズ・リサーチによって好都合な目標に選ばれたのは街区だった。急速な勢いで発展したため、住宅の中庭は狭いか空間がまったくない。可燃物が多数存在する倉庫や工場は木製だった。延焼を起こすには隙間を埋める必要があったが、レンガと木枠で組まれた屋根は燃えやすく、火がつけば下へと燃え広がった。火災は1階ごとに約3時間を要するが、爆弾の信管を調整すれば爆発地点を下の階にすることもできた。火災の勢いを増すには通風も必要で、ブロックバスター爆弾が屋根や窓を吹き飛ばせば暖炉が完成した。暖炉に焼夷弾が雨となって降り注ぎ、オペレーションズ・リサーチの火攻術は出来上がった。
追加して投下されるのは通常爆弾と時限信管付き爆弾だった。空襲後の消防隊は火元と水場に行く必要があったが、通常爆弾が地中にある水道管を引き裂いて通りを穴だらけにして行手を阻んだ。時限信管は爆撃機が去ってから数時間で爆発し、火元に向かう消防隊は避難を余儀なくされた。消防隊に阻止されることがない勢力を保った「火災」は条件が良ければ「火災旋風」へと拡大し、「火災嵐」を引き起こした。そうした破壊の様子を地図、航空写真で経済学者、情報収集者、写真分析者からなる組織によってドイツの解剖図、「爆撃機用ベデカー旅行案内書」が作られた。
1942年8月のモスクワ会談の際に告げた通り、チャーチルのブレーン役だったフレデリック・リンデマンは1万の爆弾で2,200万人のドイツ人の住居を奪い、3人に1人を路上生活に追い込む計画を立てた。これに反対したヘンリー・ティザードはチャーチルから遠ざけられたが、チャールズ・ポータルはその計画を拡大し、「2,500万人のドイツ人が家を失い、死者90万人、重症者100万人を出すだろう」と主張した。1943年から125万トンの爆撃で、600万戸の住宅、同程度の工業、行政が灰燼に帰すというものだった。実際には125万トンもの爆弾はイギリスに用意できるものではなく、5年以内の戦争終結までに必要な爆弾は65万7,000トンと見積もられていた。ポータルのそうした突飛とも言える考えは、1942年夏の戦果が不調であることに起因している。1942年9月でのイギリス爆撃機軍団の損失は10.6パーセントに達し、30回の出撃で生きて帰ってこれる搭乗員がいないことを意味した。

### 爆撃機

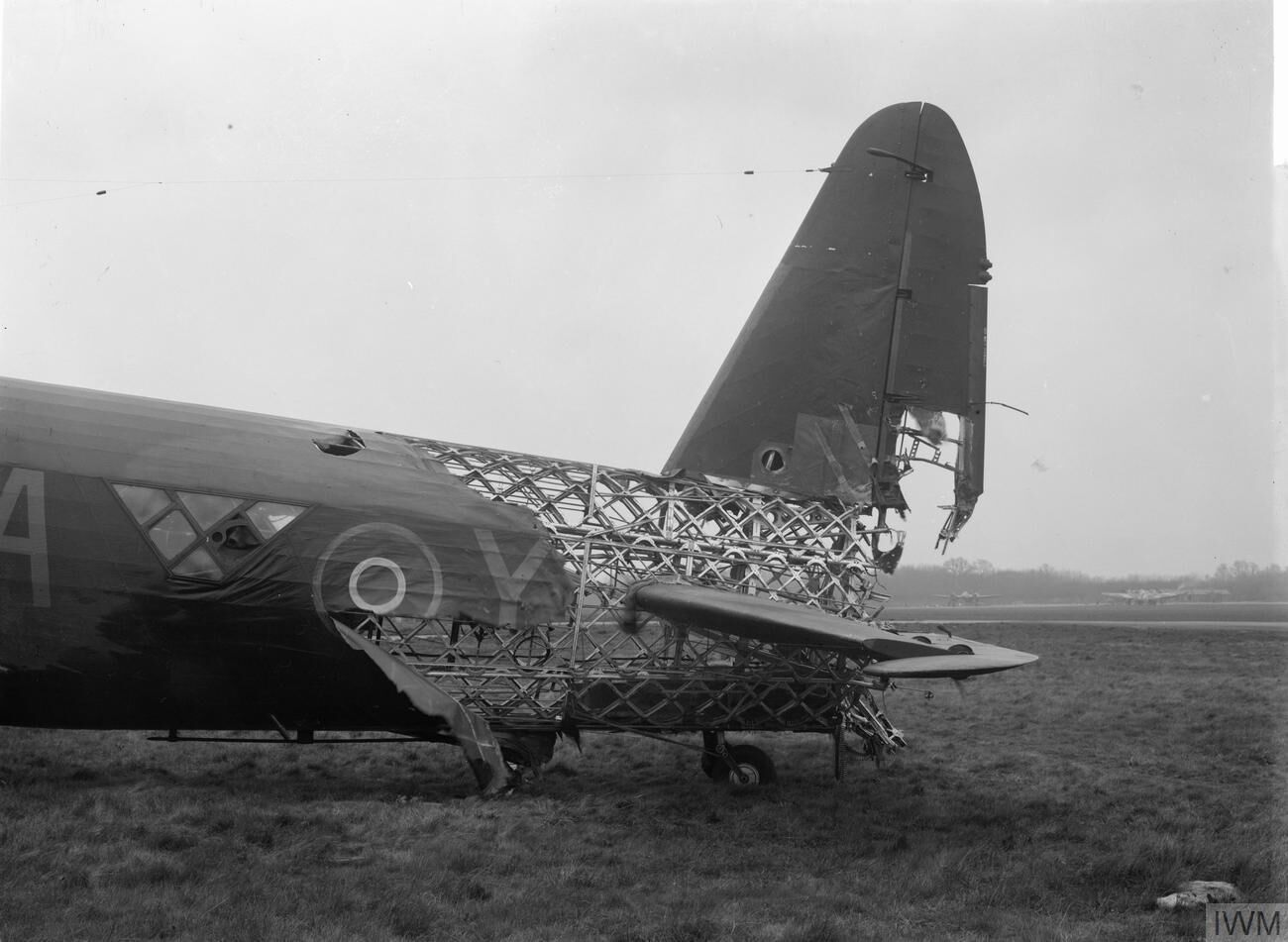
高射砲で穴だらけになって緊急着陸したイギリス空軍爆撃機ウェリントン

イギリス空軍の重爆撃機は1924年から開発が始まっていた。重爆撃機の役目は遠距離飛行に必要な燃料を搭載し、敵地を低空で攻め入ることであった。さらには戦闘機や高射砲から爆撃機の機能と搭乗員を保護するため、装甲板と機上火器を搭載したため、積み荷とあわさって重かった。戦争末期の最優の重爆撃機であるアブロ ランカスターとアメリカ製B-17 フライングフォートレス「空の要塞」はフル装備で25トンにもなり、B-24 リベレーターにいたっては27トンに達した。その重さゆえ速度は遅く、旋回は慎重さが求められ、高度を上げるには時間がかかった。このようなタイプの航空機は遠くの地域を攻撃可能であるが、受ける抵抗は最小限のまま標的にたどり着く計算で作られたものだった。白昼に飛来し、攻撃目標が視界内にあり、こちらも敵から見られるかもしれないが、攻撃はされないという場合になる。そのどれもが現実とはそぐわないことが明らかになった。
実戦に投入されたイギリス爆撃機アームストロング・ホイットワース ホイットレイ、ハンドレページ ハンプデン、ビッカース ウェリントンなどは全て1930年代に設計、生産が始まった爆撃機で、時速300キロから400キロ、最高高度7,000メートル、爆弾の搭載量は1トンに満たなかった。こういった爆撃機による攻撃は政治的威嚇には使えたが、効果のある爆撃には向いていなかった。構想では少数で敵地に侵入し、協力して敵の戦闘機を締め出すのに集中援護射撃を行い、機体の尾部で回転可能なプレキシガラス製の半球や砲塔の動力銃座、あるいは銃架にそれぞれ射撃手がつき、二連装か多重の.303インチ (7.7 mm) ヴィッカース機関銃で追い払う手筈だった。しかし、爆撃機それ自体が鈍重で大型であるため夜間でも攻撃されやすかった。9,000リットルの高オクタン価ガソリン、高性能な爆薬を詰め込んだ爆弾と焼夷弾、機関銃の弾薬と照明弾を搭載した爆撃機は火薬庫そのもので、耐火性を持たせる設備はなかった。いったん戦闘機に発見されれば、逃げきれる可能性はほぼなく、積み荷を捨てて急いで高度を上げ、運良く雲があればそれに隠れた。夜闇に紛れて敵の目をかいくぐるには単独で飛行したほうが危険が少なく、編隊飛行は1942年5月までできそうになかった。イギリス空軍の爆撃機は昼間爆撃での失敗から、闇夜に隠れて夜間の爆撃へと切り替えたが、これにも困難があった。航法と照準である。

### 誘導

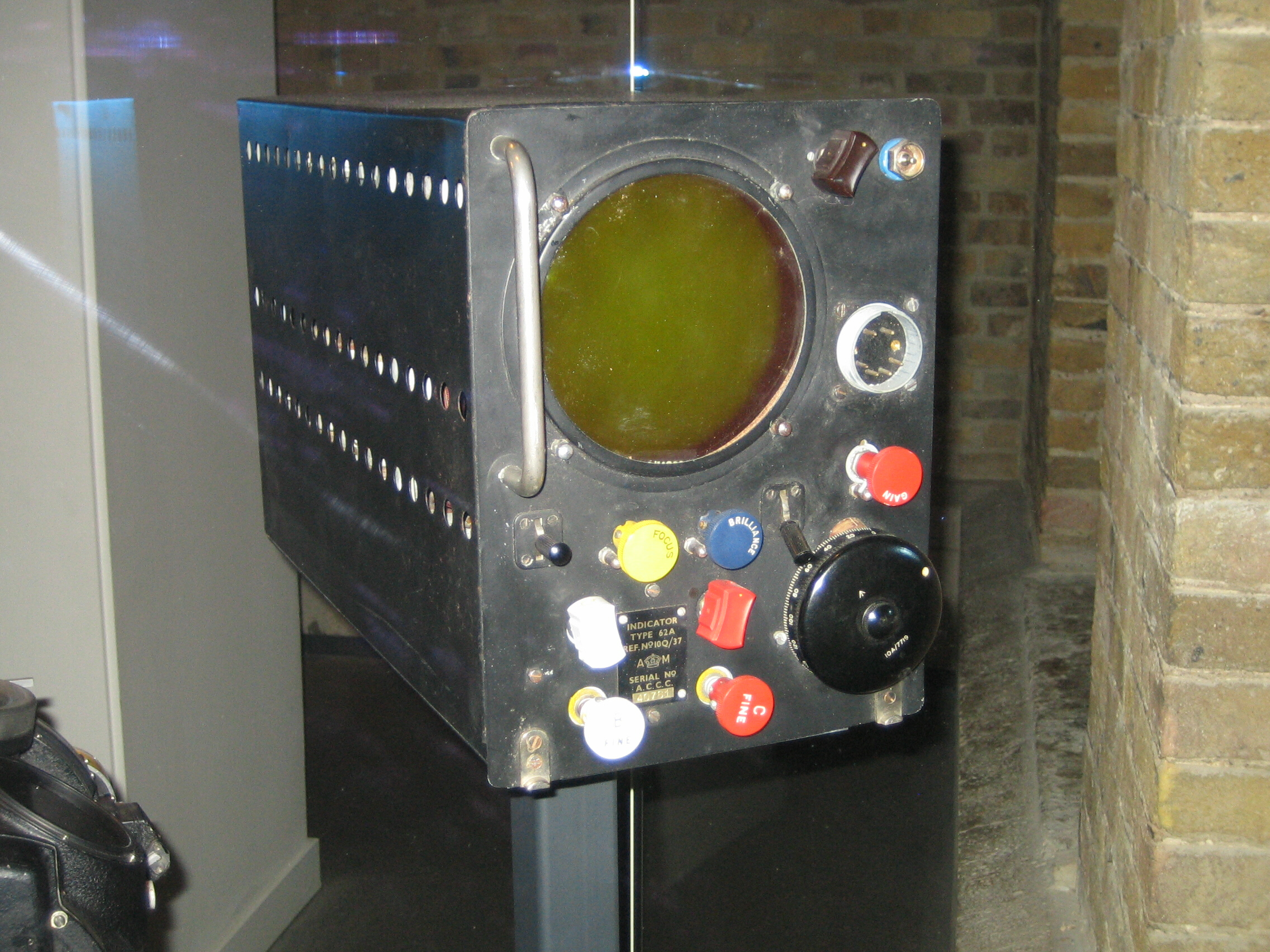
オーボエの受信機（帝国戦争博物館展示2014年撮影）

戦闘機と爆撃機の機能を持たせることができる双発汎用機デ・ハビランド モスキートは1940年冬に登場した。当初800キロ、改良型は1.8トンの爆弾搭載量があり、高度1万2,000メートルまで上昇でき、最高速度は時速635キロで、ドイツ空軍がジェット戦闘機を装備するようになるまで速度で負けることはなかった。これは小規模な破壊をしながら、爆撃飛行隊の誘導に役立った。オーボエ誘導装置、後にH2Sレーダーといった高価な電波装置を搭載したモスキートは大きな抵抗を受けずに着色灯火で平面を照らすマーカー弾を投下することで、暗闇の中でも爆撃機を誘導するシステムが確立された。目標進入時には黄色のマーカー、爆撃時には赤と緑のマーカーで合図した。爆撃機は赤と緑のマーカーで形成された枠内に爆弾を投下した。
1942年12月に爆撃機へオーボエの装備が始まるまで爆撃飛行隊は暗闇の中で目標を探し続けた。海や河川のような光を反射する地形であれば識別が出来たが、月明かりが乏しければ地上のわずかに消されず残る電灯を頼りにして爆弾を投下した。当時、ハンブルクに対して行われた40回の爆撃のうち、20回はもともとリューベックとキールを狙ったものだった。海岸と河川に近い3つの都市は容易に到達できた。それがどの都市であるかの識別は重要ではなく、運が良ければ目標の都市に爆弾が落ち、運が悪ければ何もないところに爆弾は投下された。オーボエは3万4,000トンの爆弾の投下を決める爆撃手のヘッドフォンに目標上空に飛来したタイミングで木管楽器オーボエに近いメロディが流れる。イギリスの基地から出される電波のパルス信号に反応して電波を送り返し、基地のオペレーターが距離の情報を送信した。手順は簡単で、モールス信号の要領で音や文字を送信して合図を送ることが出来た。目標に接近している間は短音、航路から外れると長音が鳴った。それから音が連続した後、オーボエのメロディが鳴り響いた。このメロディが鳴り止んだら爆撃手は投下ボタンを押すだけだった。

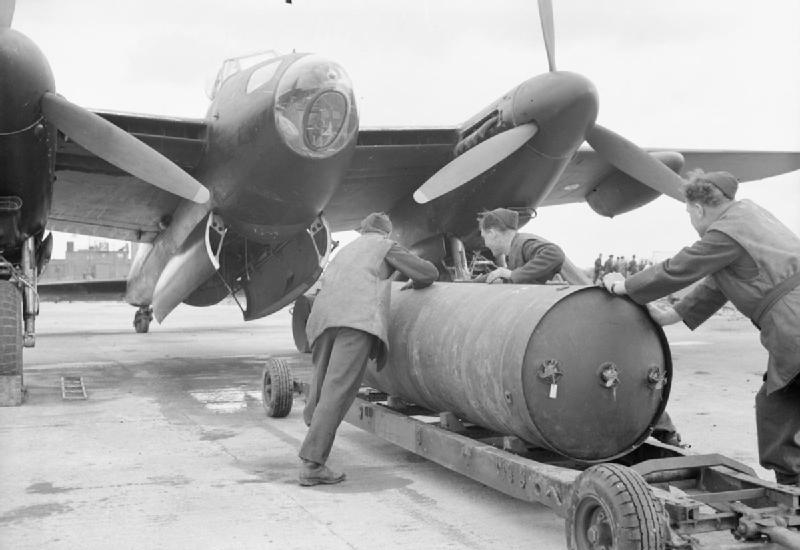
ブロックバスター爆弾を積み込む爆撃機モスキート（1944年）

モスキートとオーボエ、マーカー弾の組み合わせはパスファインダーとして部隊に形作られた。この部隊はより正確な爆撃のためにマーカー弾の投下を役割別に分けた。第1弾のパスファインダーはオーボエ、またはH2レーダーを確認して基地から指令されている目標に赤のマーカー弾を投下した。続いて第2弾のパスファインダーが侵入し、わずかに数秒しか確認はできないものの、赤く滝のような光で照らし出された都市の中心部を目視で探して、緑のマーカー弾を投下した。パスファインダーの隊長は照らされたマーカー弾の具合を確認して、良好と判断したら、爆撃飛行隊を呼び寄せる。何波にも分かれる爆撃の投下する順番は予め計算して決められており、最初の爆撃飛行隊はすぐさま攻撃体制に入った。マーカー弾は7分から12分でゆっくりパラシュートで落下しながら燃焼剤が燃え尽きるため、その光は薄れてしまう。また、爆撃が開始されれば火災で発生した煙などに隠れたり、その日の天候によっては強風で流されたり、見えなくなるかもしれない。そこに火災で明るくなった都市を確認して、第3弾のパスファインダーが追加のマーカー弾を投下し、より正確な位置を知らせた。すかさず次の爆撃飛行隊がスタートした。
爆撃機は夜空を疾駆するが、爆弾が投下されてから地上に叩きつけられるまで30秒から40秒かかった。その間、進行方向へと向かう力が働くので爆撃機は数秒前に投下した。しかし、爆弾がどう飛ぶかについての弾道学は十分ではなかったため、ブロックバスター爆弾や焼夷弾など、大きさも重さも異なることから同じ方向に曲がって落下しなかった。他にもクリープバック現象で目標の手前に爆弾が落ちる問題があった。7月のハンブルク空襲でハマーブロークが攻撃されるように設定されたようにクリープバック現象は爆撃の計画段階から対策が取られた。こうして抽象化された目標に爆撃飛行隊の爆撃手は投下ボタンを押した。目標の選定も、目標の合図も、実際の爆撃も、それぞれ別々の人の手に委ねられていた。

## ドイツの対応
国防軍立ち上げに貢献したゼークトのように航空機産業も製造能力の保護と高度化する技術の発展に付いていくため、1920年に新設されたドイツ航空局は航空機産業の軍民転換に答えを求めた。まず、第一次大戦後のヴェルサイユ条約にともなって戦闘機を郵便機に、爆撃機を旅客機や輸送機に転用する試みが行われた。しかし、開発における関連性こそ深いが、軍用の部品などを取り除いても民間機とは求める条件が異なった。そんな中、戦後のインフレ下でユンカース社が民間向けの旅客機の開発を始めている。1920年にユンカース F.13の製造を始め、これを戦時中から準備していたAEG社傘下の航空会社ドイツ航空社の路線へ投入し始めた。そうしたドイツの航空メーカーによる民間機の製造を発表する際に工場の片隅に置かれた第一次大戦時の軍用機の取り扱いも問題になった。ヴェルサイユ条約が発行する1920年1月までに国外に売却するか、解体しなければならなかった。

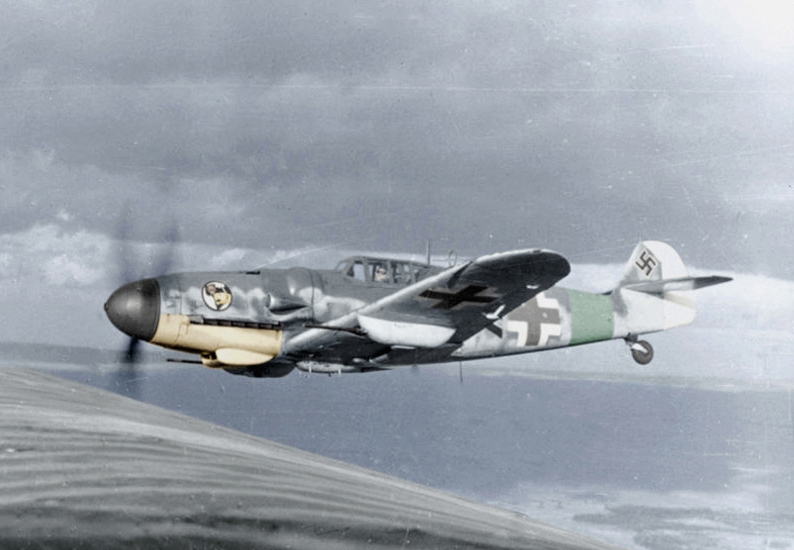
第52戦闘航空団のメッサーシュミット Bf109G型

航空会社ドイツ・ルフトハンザの重役だったエアハルト・ミルヒは元空軍のヘルマン・ゲーリングに接近したことをきっかけに空軍再建に協力することを打診された。ドイツ航空局はドイツ運輸省を経て、1933年に航空部門はドイツ航空省の管轄になった。ミルヒは航空省の次官に就任し、1934年から軍用機や補助機、練習機などの製造計画（ミルヒ計画）を立案したが、ユダヤ人ではないかという疑惑をかけられる場面もあった。これに関してはアドルフ・ヒトラーを含むナチス幹部の後援を受けたことで、ミルヒは計画から外されることはなかった。また、急速な空軍再建に向けたミルヒの働きの実力も認められて、そういった話はかき消された。

### 空軍の軍備
ヴェルサイユ条約によって航空機の性能が制限されることで、国内で新型航空機の製造が事実上不可能となり、1929年の世界恐慌はドイツに限らず世界的に産業界へ打撃を与えた。そうした危機に陥った場面で、航空省やヴァイマル政府が支援を行った。秘密裏に進められた国防軍による再軍備計画は1927年から始められ、ハインケル社を中心にその需要に応えた。1930年代のドイツ自動車産業でトップシェアを持っていたのはアメリカのGM社の子会社アダム・オペル社であり、代表格にオペル・オリンピアがあった。1938年9月17日に空軍のヘルマン・ゲーリングはアメリカのGM本社社長ウィリアム・ヌードセンにアメリカ製の設備を用いた航空機用エンジンの工場建設を求め、航空省のエルンスト・ウーデットはダイムラー・ベンツの航空機用液冷エンジン向けギア工場建設を求めた。アダム・オペル社はGM本社の了解を取って、ドイツ空軍の要求に応えた。そういったドイツ空軍や陸軍との交渉や契約の過程で問題がなかった訳ではない。工場長が軍需品の生産に対して拒否する事態が発生し、ナチス幹部による工場への介入などの問題があった。ポーランド侵攻後、1939年11月15日に開かれたアダム・オペル社の監査役会議においてドイツ人幹部とアメリカ人幹部は協議の末、GM社の利益を損ねず国際企業としてナチス政権への協力姿勢を明確にした。

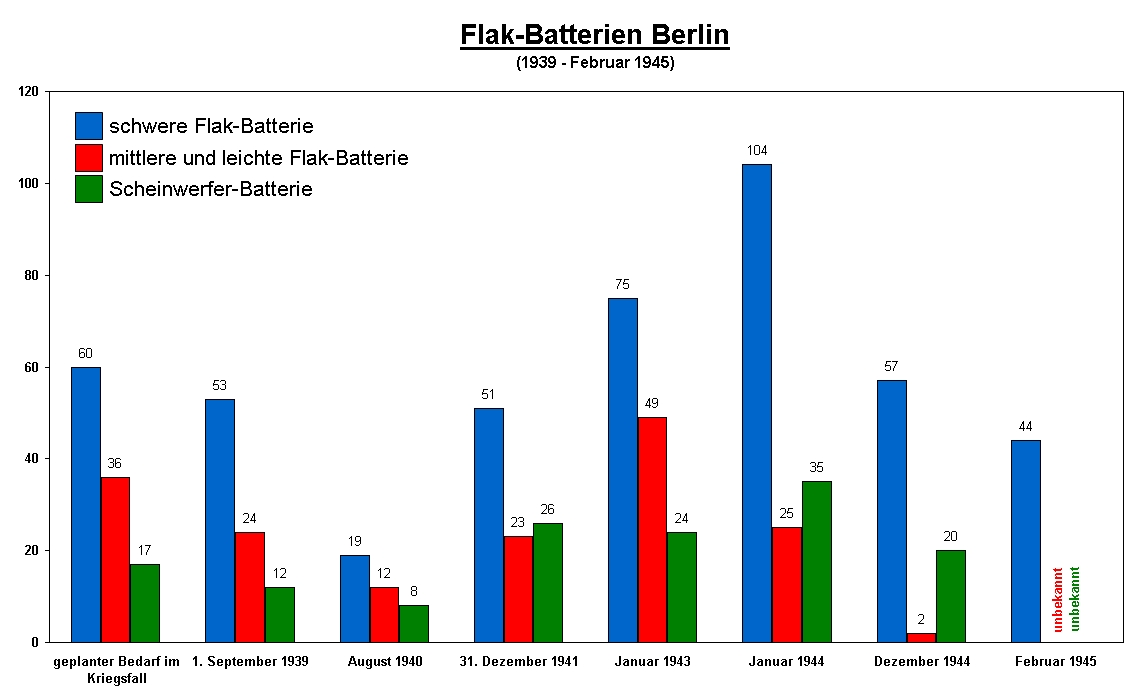
在ベルリン高射砲の砲門数推移

ラインメタル社はスイスのゾロータン社に出資していたことから、1920年代に37ミリメートル (3.7 cm)Flak18高射砲を開発することが出来た。クルップ社はスウェーデン、ボフォース社の数部門を所有していたため、最新の開発情報がドイツへともたらされた。この水面下での成果によって、有名な88ミリメートル (8.8 cm)高射砲は1933年に生産が開始され、後に主力高射砲となった。ジェームズ・クラブツリー（1994年）によれば、秘密裏に設立された高射砲7個中隊は輸出向けに製造されていた75ミリ高射砲を使用し、僻地に隠されていたが、1932年に輸送部隊として組織された。1933年にはドイツ航空スポーツ連盟が組織され、機関砲を装備した対空部隊が作られ、最初は1934年に航空省が飛行場防衛用のために陸軍へと編成されないよういくつか引き抜かれた。翌1935年にはドイツ空軍の下で7個大隊が新編された。これで合計は18個大隊が編成されることになり、以降、大隊は2個大隊を基幹に連隊を作ってゆき、拡充されていった。
ドイツ空軍は防空の役目も担ったが、その主体として拡大された高射砲部隊があり、通信部隊が迅速な行動を支援する手筈だった。第一次大戦での教訓から夜間に襲来する航空機を撃墜するのは高射砲と照空灯（サーチライト）であり、それ以外の方法がなかった。なぜなら、戦闘機も照空灯による誘導がなければ爆撃機を撃墜できなかった部分があり、昼間爆撃への対応にはダイムラー・ベンツ DB 601を搭載して優秀と判定されている迎撃戦闘機（要撃機）メッサーシュミット Bf109の開発があった。ドイツにおけるレーダーを始めとする電波を用いた装置の開発は行われていた。ただし、バトル・オブ・ブリテンにおいてイギリスの都市空襲で夜間の誘導に活躍した無線誘導装置があり、それの元を正せば夜間の着陸誘導を行う装置として始まっていた。国防軍が想定していた戦力化計画よりも第二次世界大戦の開戦が早かったため、防空システムが十分に構築されておらず、防空の責任を負っていた空軍管区（Luftgau 航空管区とも）によって高射砲部隊はより強化された。これは空襲を受けるベルリン市民の心理的な支えになると考えたヒトラーによって後押しされた。ポーランド侵攻の間は、本国の戦闘機が極端に減少したため、空軍のカール・キッツィンガーが西方防壁（ジークフリート線）の西方防空地帯責任者に任ぜられ、1,300門の高射砲で防衛せねばならなかった。
| 年次    | 重砲（8.8cm, 10.5cm, 12.8cm） | 中・軽砲（2.0cm, 3.7cm, 5.0cm） | 照空灯（150cm, 200cm） |
| ------- | --- | --- | --- |
| 年 1939 | （2,600門） 650個中隊 | （6,700門） 560個中隊 | （3,000基） 188個中隊 |
| 1940    | 423個〃 | 333個〃 | 143個〃 |
| 1941    | 537個〃 | 395個〃 | 138個〃 |
| 1942    | 744個〃 | 737個〃 | 174個〃 |
| 1943    | 1,234個〃 | 693個〃 | 350個〃 |
| 1944    | 1,508個〃 | 623個〃 | 375個〃 |
| 備考    | ・1個中隊あたり重砲4～5門、中・軽砲12～15門、照空灯16基 ・1940年の減少は本国から転出が上回ったため ・1945年2月15日時点 高射砲隊将兵82万1,300人 ・参考として日米開戦時の日本保有高射砲は陸軍500門、海軍200門の記載がある | ・1個中隊あたり重砲4～5門、中・軽砲12～15門、照空灯16基 ・1940年の減少は本国から転出が上回ったため ・1945年2月15日時点 高射砲隊将兵82万1,300人 ・参考として日米開戦時の日本保有高射砲は陸軍500門、海軍200門の記載がある | ・1個中隊あたり重砲4～5門、中・軽砲12～15門、照空灯16基 ・1940年の減少は本国から転出が上回ったため ・1945年2月15日時点 高射砲隊将兵82万1,300人 ・参考として日米開戦時の日本保有高射砲は陸軍500門、海軍200門の記載がある |

### 爆弾とコンクリートの戦い

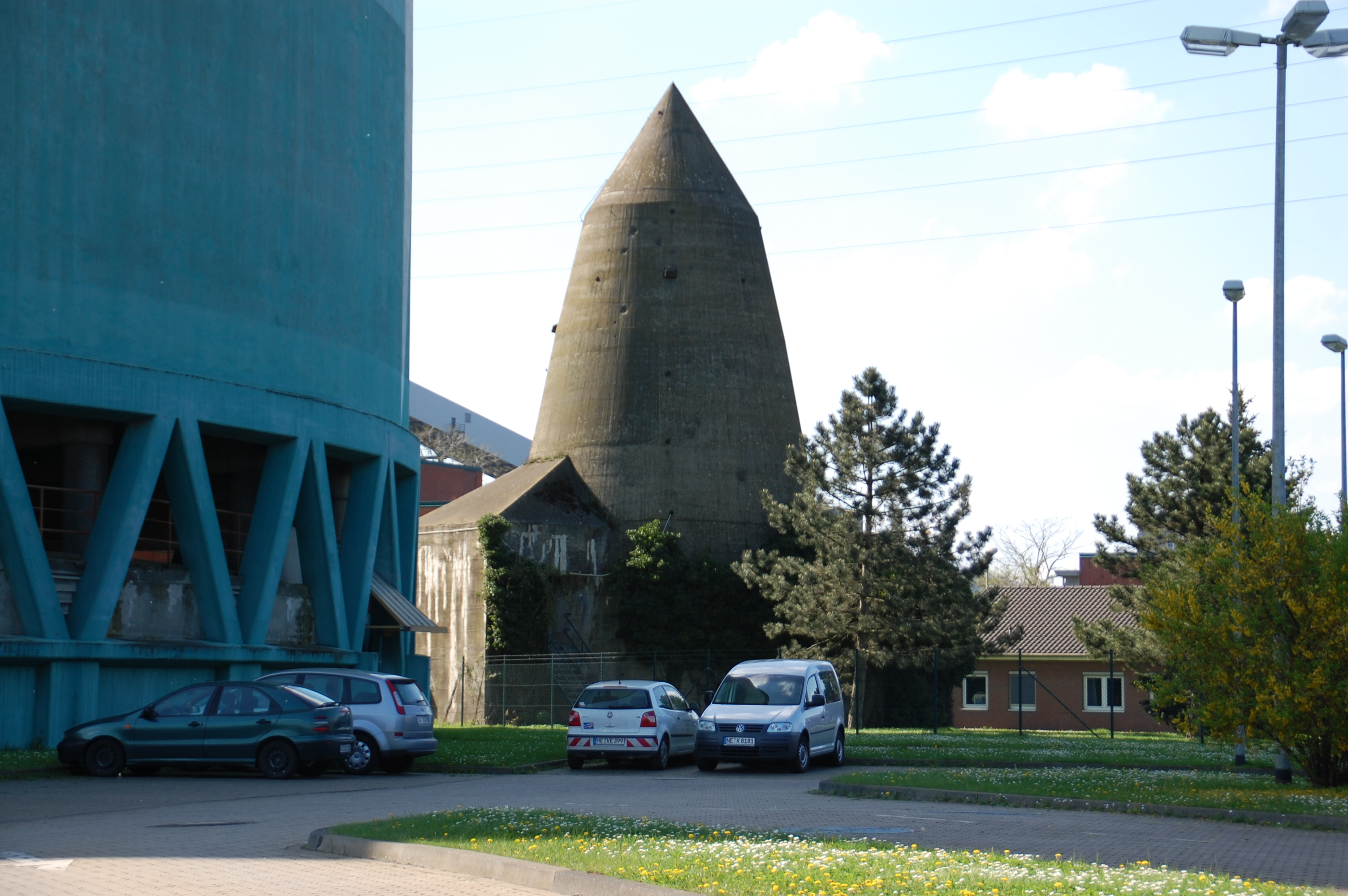
ナップザックのゴルトベルク発電所にあるヴィンケル式蟻塚（2009年）

戦争となると人間は防衛行為を行う。かつての都市は大砲の砲弾から耐えるために市壁（城壁）に囲まれ、防御された場所だった。砲弾がそれを打ち破るようになると、市民は堡塁を築いて堅固にした。しかし、時代が進んで、砲兵隊が放物線を描いて砲弾を都市に届かせるようになると攻撃側の方が有利になった。都市にも防衛手段が残されていたので、反撃して抵抗を示したが、補給が得られなければひどく弱かった。そこは多くの民間人を抱えているからである。さらに時を進めて空から降ってくる爆弾に抵抗するには、水平方向ではなく、垂直方向になった。つまり、地面である。逃れるのは地下に潜るしかなかった。ヘルマン・ゲーリングは積極的な戦闘機と高射砲を用いた防御を希望していた。一方、アドルフ・ヒトラーは防衛思想が気に入らなかった。恐怖を与える攻撃は同じ手段で報復するしかないと考えていた。しかし、その手段が乏しかったことから、1940年10月10日に総統緊急計画によって、ヒトラーは耐爆防空施設の建設が命じた。翌1943年夏までに50万人が避難できる防空室を作るために400万立方メートルのコンクリートが準備された。リストに上がったのはほとんどが工業地帯であったが、空襲を受けていないヴュルフラート、ノインキルヒェン、オーバーヴェセルのような街もあった。
1934年から建築家レオ・ヴィンケルは蟻塚と呼ばれる防空避難所の特許を申請した。1937年には防空塔（ルフトシュッツトゥルム）を設計して自身の会社を立ち上げ、国防軍、国鉄、工業会社へと売り込んだ。入り組んだ鉄道施設構内において限られた敷地に有用と目され、ドイツ国営鉄道が採用した。ドイツ国営鉄道は17基を建設した。工業系企業もこれに注目し、先陣をきって航空機産業が29基を注文した。ブレーメンのフォッケウルフ社工場にはそのうちの7基が建設され、ベンツ社の工場はもちろん、製鉄、アルミといった工場にも波及した。国防軍はポツダムの国防軍司令部用に4基とツォッセンのOKH陸軍司令部用に19基が建設された。西方防壁の建設に従事していた労働者の手が空いた1940年からこれらの建設は加速した。摸倣例が多かったのが、狭い敷地に建設できるヴィンケルの蟻塚だった。また、1939年にヴィンケルにはライバルが現れた。技術者のパウル・ツォンベック（Paul Zombeck）は新型防空塔を提案した。特徴的な丸天井のある塔の地下室には換気用の縦杭が設けられ、換気装置のある機械室、人員収容用の階が4層、円錐状の屋根には軽高射砲と照空灯が設置できた。このタイプは西方防空地帯に2基、ヴィルヘルムスハーフェンの海軍基地に1基しか建設されなかった。

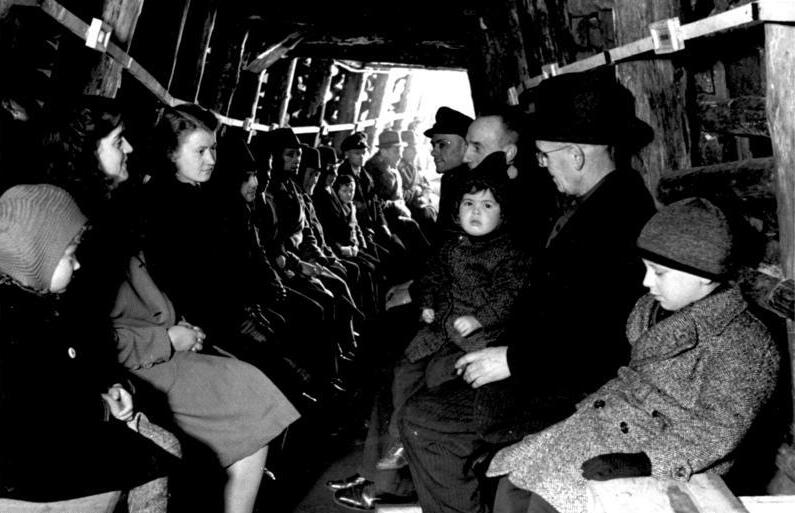
ルール地方の防空坑道

最も一般的だったのは民間防空壕だった。1941年7月には防空壕に最低限の安全性をもたせるためのパンフレットが配布された。初期の防空壕は天井厚1.4メートルで500ポンド (230 kg)爆弾に耐えられるようにしたが、1942年には2メートルで1,000ポンド (450 kg)、最終的には2.5メートルのコンクリート厚によって2,000ポンド (910 kg)爆弾への防御まで引き上げられた。
大西洋の壁など政府主導による建設に資材が割かれるようになると、供給も渋られるようになって工業都市以外の街は地元組織によって建設が行われた。1943年には縦杭と横杭が繋がれ、硬質レンガで覆われ、湿度の対策がなされた。地下に放置された空間はどこも開放されていた。廃道、秘密の通路、坑道、天然の洞窟、鉱山の横杭と縦坑、地下物置、そして地下酒類貯蔵庫といった大量の地下室である。最も堅牢なのは地下10メートルから12メートルに掘られた深部坑道で、これに勝るのは山の斜面にある斜面坑道ぐらいだった。斜面坑道は安価かつ早く作れるので好まれた。平地でも選炭微粒ズリ（ボタ山）、溶鉱炉スラグの山に掘られた。排水、電気、糞尿汲み上げ装置を付け、石材で内部の水分に対処していたが、トールボーイのような地震爆弾で石材が割れるため、厚さ5メートルのカバーがかけられた。工業地帯のエッセンは5万8,000人を収容する坑道が人力で掘られた。隣のドルトムントでは中央駅からヴェスト公園まで地下坑道が掘り進められ、1943年には8万人が収容できるようになった。オスナブリュックも長さ5.5キロの坑道に無理やり押し込めば、4万5,600人を収容した。

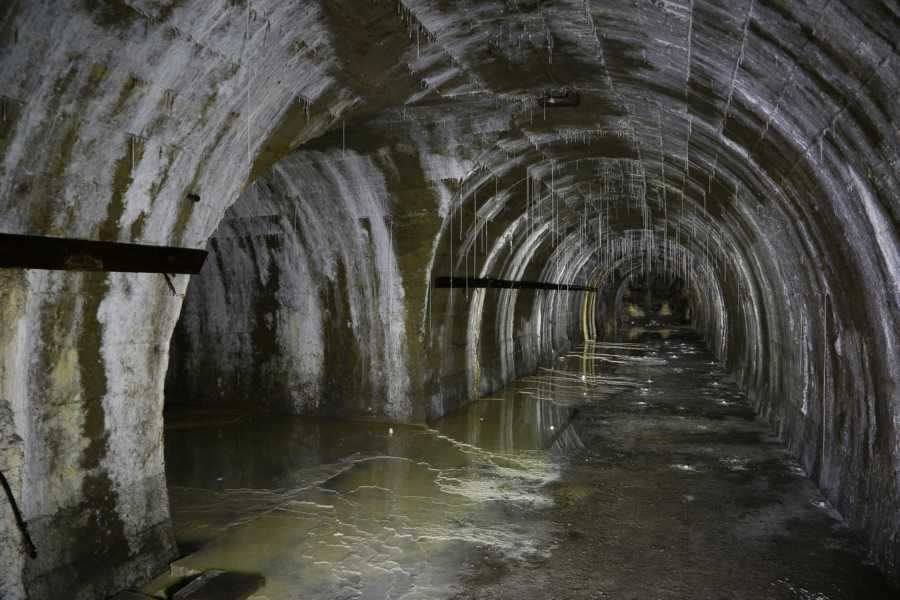
ドルトムントの地下坑道（Großstollenanlage Dortmund）は一部現存している（2013年）

ハンブルクとデュッセルドルフでは、地下水面が高いことから建物の90パーセントの地下室が地上側に出ていた。これは露出した地下室の壁を補強することで爆撃に耐えることが証明された。フランクフルトでは地下室を網目状に張り巡らせ、緊急時はマイン川へ脱出できるよう作られた。しかし、カッセルでは地下室を連結したが、一街区に留まったため、誰かが持ち込んだ石炭が加熱され、倉庫の可燃物がくすぶり、地下室内にガスが充満した。発生した熱が地下室の天井に上り、地上の火災によってそれが吸引され、地下室の気圧が下がるインジェクター効果が発生した。ハンブルクとカッセルの火災による犠牲者は70から80パーセントが地下室のガスで死亡した。戦後の調査では、5から30パーセントが直接的な爆弾によるもので、爆弾の衝撃と破壊の余波によるものが5から15パーセント、60から70パーセントが一酸化炭素中毒だった。この教訓を学んだドレスデンはエルベ川や南の大庭園など脱出経路が掘られたが、ドレスデンの旧市街には高低差があった。高い地下室の扉が閉鎖されずに煙突効果で地下室まで火の手が及んだ。一方で、工場の側に設置されたブンカーも万全ではなかった。ミュンスターやボンで地震爆弾と呼ばれる爆弾がブンカーを破壊したという噂が広がると、天井や壁の補強は怠ることなく進められ、4.4メートルまで厚さを増されたところもあった。「耐爆構造と貫通力を増す爆弾による決着のつかない競争」が続いた。
1940年8月にヒトラーは民間人のシェルターと重高射砲陣地を兼ね揃えた高層ブンカーの建設を承認した。これは世界でも類を見ない避難施設であり、防御陣地だった。設計はアルベルト・シュペーアで、建設はOTによって行われた。ベルリン、ハンブルク、ウィーンでは2基1組で建設されたが、片方が高射砲でもう片方は射撃管制を備えていた。最初の4組がベルリン、1組はハンブルクに建設された。設計を改良したものがハンブルクに1組、ウィーンに2組が建設された。ウィーンとブレーメンにさらなる高射砲塔の建設が始まっていたが、これは1942年秋まで完成しなかった。もっとも有名な高射砲塔は1941年4月に完成したベルリン・ティーアガルテンのベルリン動物園塔である。コンクリートの地上7層からなる内部には8,000人、記録によればその3倍以上を収容したこともあった。給水設備、自家発電機、手術室、さらには美術品の保管室まで用意されていた。最上階には高射砲の砲兵300人の営所があり、屋上には露天型砲楼に重高射砲が設置された。砲座の側には装甲キューポラで防御された給弾エレベータが設置され、屋上の中央にある窪みには高射砲師団と接続された射撃管制装置があった。ハンブルクの高射砲塔4号ハイリゲンガイストフェルト（G塔）は設計が異なり、完成すれば1万8,000人を収容できた。これらは市を中心に三角形を作るよう配置されたが、厳密に高射砲塔はベルリン、ハンブルク、ウィーンにしか建設されていない。類似した建造物に高射砲が設置されていたがために高射砲塔と誤って呼ばれることもある。

### 夜間戦闘機隊の設立

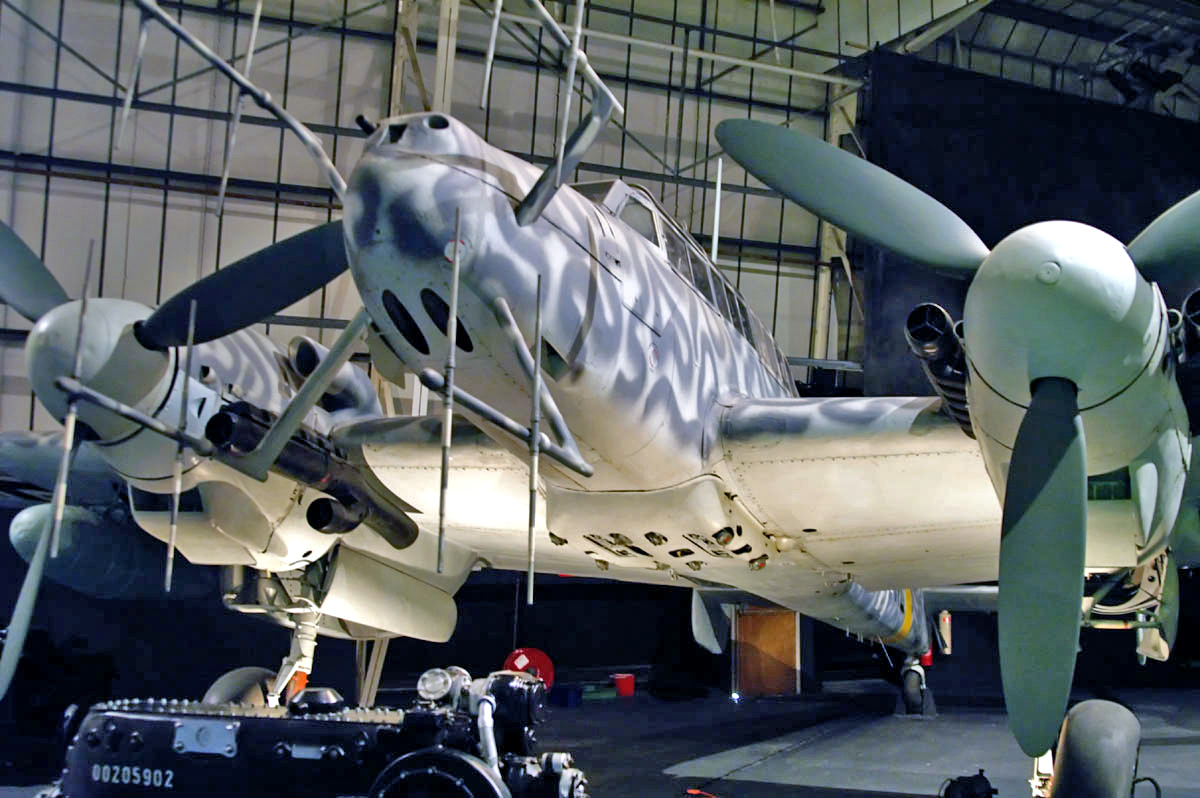
Bf 110 G-4は3人の搭乗員、FuG 202/220レーダー、シュレーゲムジーク、GM-1を搭載した。

開戦前の世界列強と共通認識に基づいて空軍の攻勢戦略は爆撃機が軸となるだろうという判断でドイツ空軍は近距離爆撃機の整備がなされたが、イギリス空軍は爆撃機の航続距離が長く、防御用の動力銃座といった装備の整備という違いこそあったが、いずれも夜間の空襲は考えられていなかった。第一次世界大戦の戦訓から最初の夜間戦闘機は1939年2月の第131戦闘航空団の第10飛行中隊が試験的に導入したものしかなかった。しかし、イギリス空軍は同年12月18日のヴィルヘルムスハーフェン軍港に対する昼間爆撃で大きな損失を出したことから、夜間爆撃へと切り替え、これに立ち向かうドイツ空軍の戦闘機Bf 109では味方の照空灯が平面の樹脂ガラスに反射してパイロットの視界は妨げられた。昼間用戦闘機隊に付随する形で設けられていた夜間戦闘機隊は実戦での経験を踏まえて、1個隊へと統合された。先駆けとなったのはメッサーシュミット Bf 109D型を装備する第76駆逐航空団と双発戦闘機メッサーシュミット Bf 110C型を装備する第1駆逐航空団であった。1940年4月にデンマークのオルボア（オールボー）に展開した両部隊はデンマークに侵入するイギリス爆撃機を迎え撃つにあたって、そのほとんどは照空灯による誘導を受けながら爆撃機への接触、いくつかの撃墜を可能であることがわかったが、偶然の産物であった。オルボア空軍基地が爆撃の対象になったことから5月にはドイツ北西のギュータースローへ移動となったが、第1駆逐航空団のヴォルフガング・ファルクはBf 110が有用な夜間戦闘機になり得ると確信し、包括的な報告書を仕上げて上層部の興味を引いた。
1940年5月初頭、イギリス空軍がそれまでのビラの空中投下やハラスメント的な爆撃に代わって、100機規模で工業地帯へと戦略爆撃を実施した。イギリス空軍は統制や夜間戦闘機に対抗する手段が研究されておらず、撃墜された爆撃機は高射砲の被弾によるものと判定しており、洗練されたものではなかった。一方で、ドイツ空軍も夜間戦闘機隊と高射砲隊、照空灯隊の連携が取れておらず、指揮系統の違いが問題として浮き彫りになった。1940年6月に設立された第1夜間戦闘航空団には翌7月に上位組織として夜間戦闘師団が設けられると照空灯隊もその指揮下に組み込まれ、地上レーダーは爆撃機の想定侵入経路へと設置が進められた。爆撃機ドルニエ Do 17の爆撃手の席に機関砲を装備した重夜間戦闘機を装備するようになった。最初のテレフンケン社製機上レーダーはDo 17-Z-10型で試験された。これは1941年春からDo 215が後継機として更新されていった。1941年8月8日の夜、Fug 202B/C型レーダーを装備したDo 215がイギリスの爆撃機を夜間に初めて撃墜した。こうした砲撃管制用のレーダーが機上レーダーとして発展し、夜間でも航空機による索敵に光明がさしたかのように見えた。しかし、より高性能なレーダーの開発は中断されてしまい、再開はドイツへの空襲が激化する1942年以降となった。1940年11月に編成された第2夜間戦闘航空団は地中海戦線へと引き抜かれた。

## 電波戦争

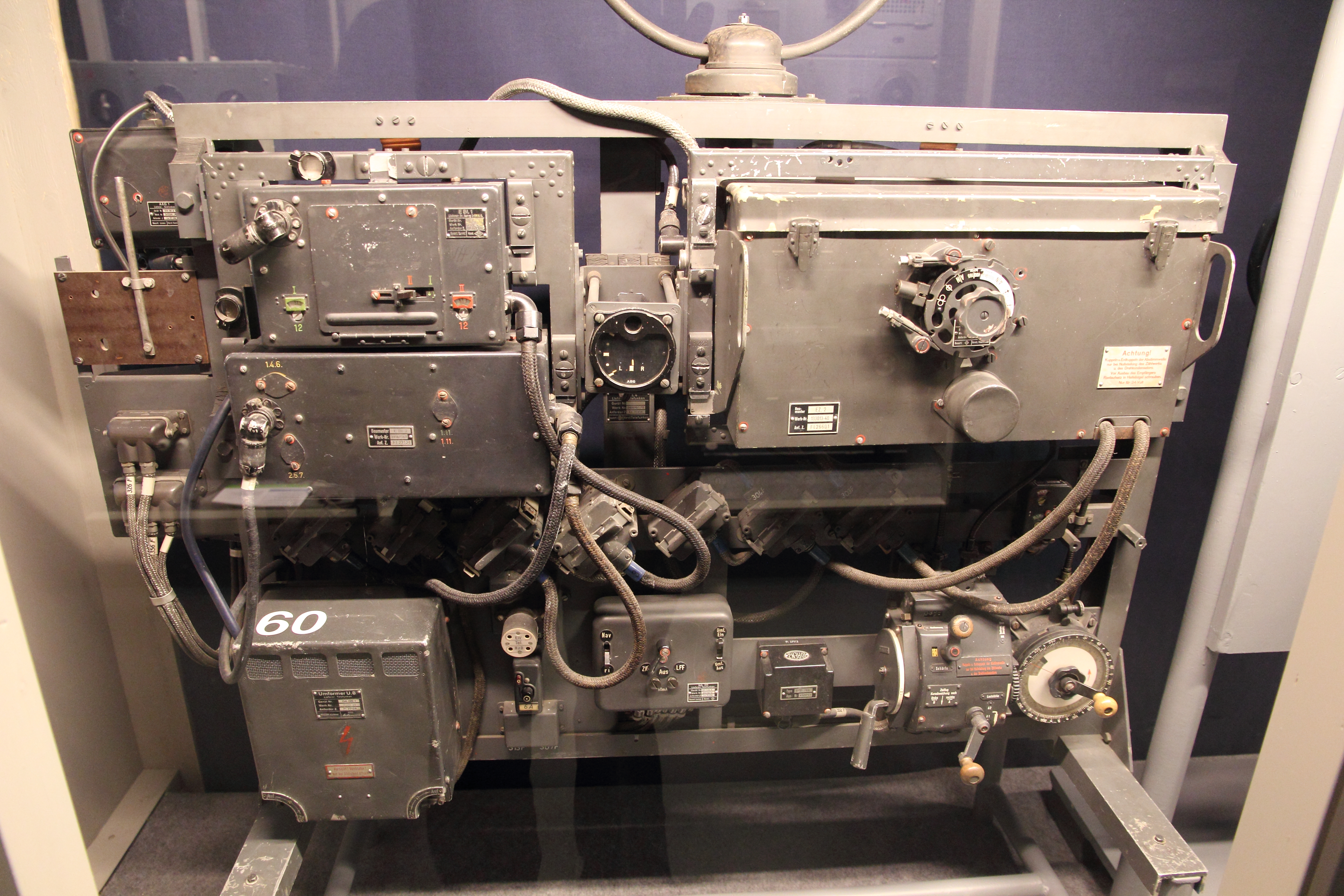
クニッケバインのEuBl1電波受信機（左上）、（その下）EBl 2進入受信機、（上中央）AFN1ディスプレイ、（左下）U.8型コンバーターとFuBl 1着陸システム

第二次大戦における主要戦線であるヨーロッパの戦いは、学問の学際的性質をはっきりとさせた。それまでエーテル（電磁場を媒介すると考えられた物質）が存在すると考えられた世界で、空の戦いにおける優位を巡って各種電子装置が作られた。日常的に意識を向けることがない空間から生じた、それらもまた戦場となった。その舞台となった開発競争が勝敗を分けるだろうと思われておらず、科学者達はせいぜい敵より一歩先んじることを目指していた。ヨーロッパにおける空の戦いにおいて先んじるための研究が次々と成果を出したが、全てが一方的な勝利へと繋がるわけではなかった。全体の流れとして、ドイツのクニッケバインからイギリスのオーボエ、オーボエからドイツのヴェルツブルク、ヴェルツブルクからイギリスのウィンドウ（チャフ）、ウィンドウからドイツのネプトゥン・レーダーが生まれたが、最終的にH2Sレーダーによって締め出された。ドイツはH2Sレーダーにナクソスやコルフで対抗したが、イギリスはティンゼルによる電波妨害で大きく成功した。
イギリスもまた夜間の誘導装置として1937年から始まっていたジー航法装置と呼ばれる夜間着陸装置を発展させたが、夜間爆撃の必要に駆られて1940年に無線航法への転用を検討し始めた。オペレーションズ・リサーチはドイツ空軍を真似ることから始めた。これはジーのよる大まかな誘導とオーボエによる精密な誘導の装置を使い、航法が確立するまで約2年かかった。1941年5月からジーのテストが始まっていたが、ドイツ空軍はジーによる誘導にすぐ気づいて約8週間をかけてこれに対抗する手段が模索された。1940年に入手していたクニッケバインの説明書と実機を参考にし、イギリス空軍も誘導機とフレアを使用する方法で夜間爆撃の精度を上げていたが、1942年夏にジーへの電波妨害が実施された。ドイツ空軍は誘導装置を無効化しつつ、その位置を特定することでエッセンへ襲来した爆撃機64機を撃墜する成果を出した。しかし、イギリス空軍は電波妨害を察知すると、アンテナを追加して偽の電波を発信しながらドイツ側に探知されないミリ波の電波を使った。

## カムフーバー・ライン

1942年までに構築されたカムフーバー・ライン

1940年夏にはロンドンの爆撃に対する報復として本格的なベルリン空襲が行われた。その年の秋から1943年の夏にかけて、ドイツ空軍は地上レーダー、聴音機、照空灯、その上空を哨戒する戦闘機からなる長さ何百キロにも及ぶ防衛線が構築された。それは防衛地帯を生み出した責任者ヨーゼフ・カムフーバーからカムフーバー・ラインと呼ばれたが、ヨーゼフ・カムフーバーはヒンメルベッド（天蓋付きベッド）と名付けた。1940年9月に配備されたフライア・レーダーは120キロの探知範囲があったが、高度を測れず、8000メートル圏内なら高度を含めたすべてを見通すことが出来た。それから1年後にヴェルツブルク・レーダーがフライアを補完した。ヴェルツブルクは53.3センチの波長でどんな高度の航空機でも探知できたが、近視眼でその範囲は35キロだった。最も遠い距離を測れるのは無線聴音機で、540キロ離れた航空機の離陸音を聞き取ることが出来た。これに続いてフライヤ、ヴェルツブルクが次々と爆撃機を探知して、その襲来を察知した。これらがヒンメルベッドの防御陣第1段階だった。

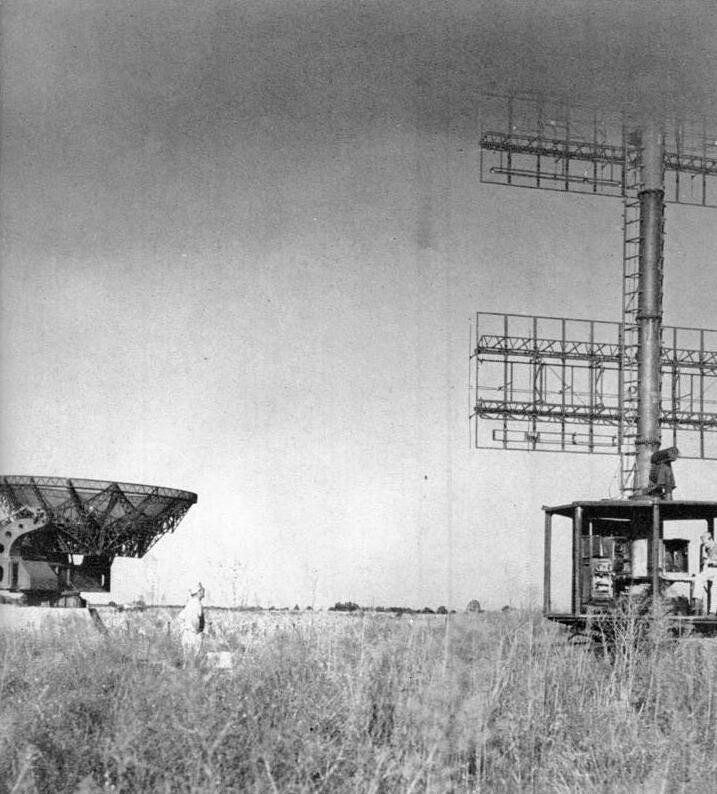
ヴェルツブルク・リーゼ（左）とフライヤ・レーダー（右）

1942年3月のリューベック空襲の被害を受け、ドイツ空軍はさらなる強化に乗り出して探知範囲を2倍にしたヴェルツブルク・リーゼ（Würzburg-Riese）が配備された。フライヤもヴェルツブルクも照空灯と接続され、レーダー探知した航空機を照らし出した。また、レーダーの探知データは夜間戦闘機司令部へと送信され、半透明のガラス版に位置を映し出した。これに味方の夜間戦闘機を指揮するセクターも表示された。イギリス海峡の背後に半径36キロの円で区切り、ヴェルツブルク・レーダーはその中央に配置された。ヒンメルベッドの防空地帯に爆撃機が接近すると夜間戦闘機司令部がパトロールに出ている夜間戦闘機を割り当て、オペレーターから夜間戦闘機に対して無線で侵攻する爆撃機が照空灯で映し出される地点を連絡した。パイロットは3分で爆撃機を探し出し、最大でも10分を使って攻撃を開始して撃墜しなければならなかった。撃墜に失敗するか敵を見失った場合、追跡しないことになっていた。そうなると防衛線の第3段階に入った。
ミュンスターからルール地方にかけて鎖状に照空灯群が立ち並び、これは30キロ先まで照らすことが出来る。1943年7月にはスカゲラク海峡からマルヌ川まで延伸された。さらに150センチの照空灯9基を3つの照空灯群に分け、中央に照空灯群を配した正方形に区切られた防空域を形成した。この照空灯は高度13,000メートル上空まで照射でき、ヴェルツブルク・リーゼの誘導で360度に回転した。この照射線の背後には、「光の夜襲」の戦闘機部隊が控えていた。これらが第3段階で、ヒンメルベッドの全貌だった。しかし、結果的にヒンメルベッドは失敗に終わった。イギリス空軍に対して4パーセントの損失を出させたが、平均化すると爆撃機の搭乗員1人あたり対して25回の出撃に1回の撃墜にしかならなかった。ヒンメルベッドは100箇所に増設され、それ1つにつき100人の要員が必要とされたことから、夜間戦闘機司令部はやがて手狭になり、半透明のガラス板もプラネタリウムへと改められ、アーネム、シュターデ、メス、デーべリッツ、シュライスハイムにマンモス級の司令部が設置された。
E.R.フートン（1997年）によれば、1942年末の時点では重高射砲中隊の30パーセントが目標探知装置を持たず、射撃管制レーダーを備えたものは30パーセント未満だったとしている。高射砲部隊は増強されていたが、肝心の重高射砲がドイツ国外に大部分が配置されたため、戦闘機で代替すべきであったと記している。1942年2月のバイティング作戦では、ル・アーヴル北部に設置されたヴェルツブルク・レーダーのアンテナを外し、大胆にもイギリスへと持ち帰った。直ちにその性能が測定され、航空写真の撮影で確認されていた目立つ建造物は皿型受信機（パラボラアンテナ）であることが確認された。

### ボマー・ストリーム

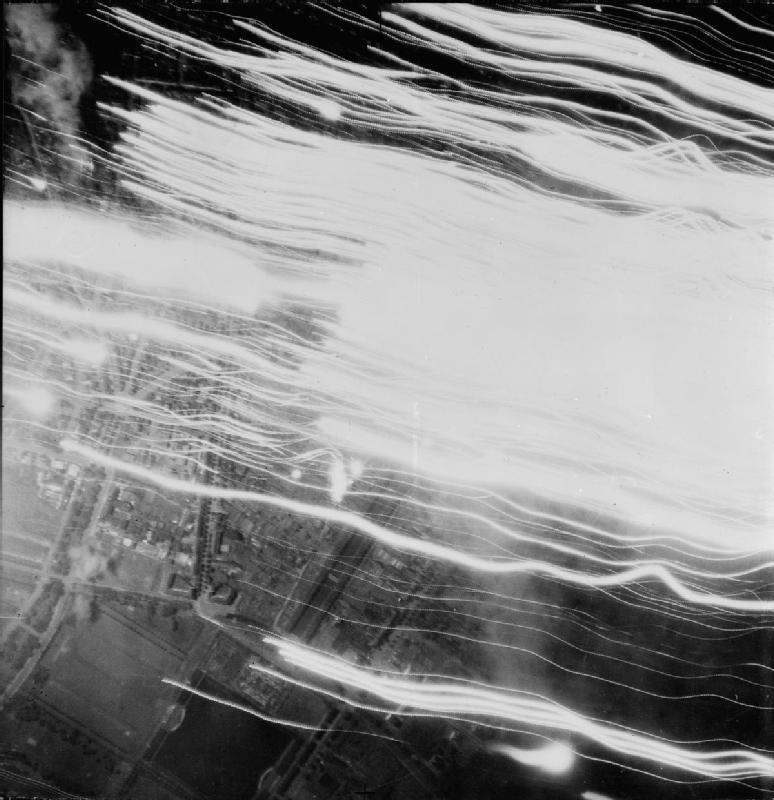
ケルン爆撃時に上空から撮影されたもの。サーチライトと対空砲の曳光弾による発光で軌跡を引く様子。

イギリス空軍のウェリントンやハンプデンといった2発爆撃機の役割が終えようとする前に第一次世界大戦でチャーチルが計画した「1,000機の爆撃機」による攻撃計画は”ボマー”ハリスが実現することになった。空軍の爆撃機だけでは数が足らず、海軍の指揮下に入っていた沿岸軍団の爆撃機も投入されることになったが、Uボートとの戦いが佳境を迎えた時期に対潜水艦爆撃機（対潜哨戒機）として重要な位置にあった爆撃機を外すことはできないとの判断で、後にこれは撤回された。代わりに投入されることになったのは訓練部隊の爆撃機だった。そういった紆余曲折があったものの、1,047機の爆撃機が集められ、このうち602機がウェリントンだが、4発の重爆撃機を主体にしたミレニアム作戦、「ボマー・ストリーム」 （爆撃機の奔流）が実行された。1942年5月31日の夜間、標的に選ばれたケルン上空に全部隊が送り込まれた。これだけの爆撃機が全部、目標に投弾したわけではないが、これまでに類のない攻撃にドイツ空軍に対し、来たるべき恐ろしい事態の前兆を示した。
ケルン空襲に対する夜間戦闘機隊は激しく抵抗し、イギリス空軍は41機の爆撃機を撃墜されたが、ケルン上空で撃墜されたのは4機に過ぎず、ほとんどが道中に夜間戦闘機によって撃墜されたものだった。しかし、多数の爆撃機が目標に向かう往路、投弾して帰還する復路でヒンメルベッドは1時間あたり6回の迎撃にしか対応できず、多目標に対して有効に対応するには夜間戦闘機が明らかに少なかった。こうしてボマー・ストリームに対して歯が立たないことがわかるとドイツ空軍は地中海に派遣していた第2夜間戦闘航空団を呼び戻し、1942年秋までドイツ空軍の夜間戦闘機隊が増強され、第4、第5夜間戦闘航空団が編成された。ドイツ空軍内部でもこうした夜間戦闘機の成果がイギリスの爆撃機部隊にどの程度の損害を与えているのか判断に苦しんだ。いくつかの理由から撃墜した爆撃機の数は常に異なり、イギリス空軍の動きが天候に左右されたこともドイツ空軍側の奮戦努力が実を結んだのか判定を難しくさせた。
イギリス空軍側でもボマー・ストリームの成功が市街地への爆撃であり、ドイツ空軍の戦力、装備、機材にどの程度の被害を与えているのか予想するのは困難だった。ドイツ空軍の夜間戦闘機隊はイギリス空軍が襲来しない限りにおいて、イギリスの空軍基地に対する夜間襲撃を実施していたため、諜報機関のみならず、互いに捕虜に対する尋問など情報の流入量は多かった。その中でも爆撃機モスキートの登場はドイツ空軍にとって新鋭戦闘機を求める声に弾みをつけ、ロストック近郊のマリーエンエーエ工場が爆撃されるという障害こそあったが、ハインケル社が開発した夜間戦闘機をカムフーバーが大変気に入り、ウーフー（ワシミミズク）と名付けられたハインケル He 219がAr 240、Fw 187、Me 210といった急造の夜間戦闘機ゆえにできたギャップを埋める機種となった。

## アメリカの参戦

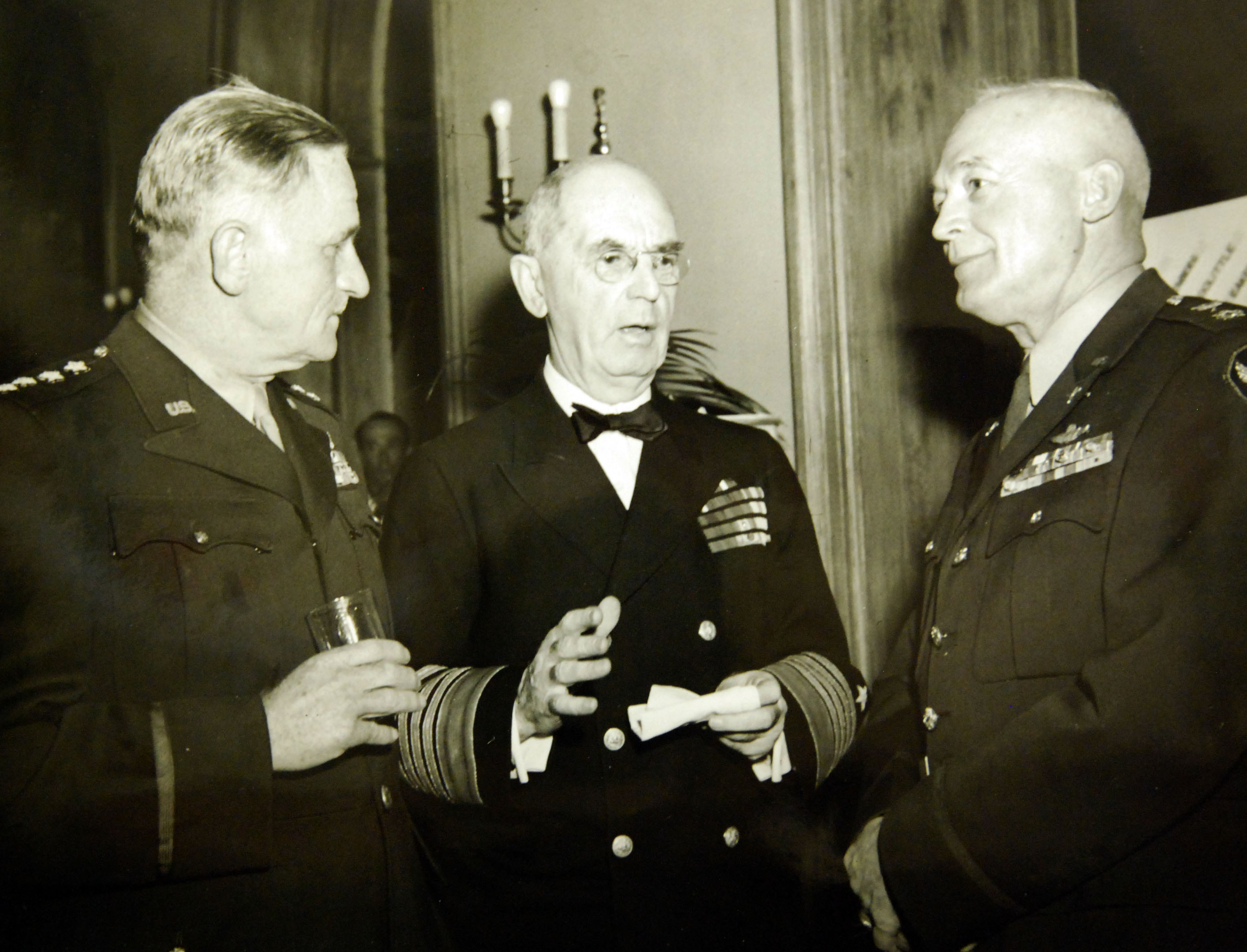
左からアメリカ第8航空軍司令官カール・スパーツ、大統領フランクリン・ルーズベルト、陸軍航空軍司令官ヘンリー・アーノルド

1942年5月、アメリカ陸軍航空軍（後にアメリカ空軍）のカール・スパーツ率いる第8航空軍（後に第8空軍）がイギリスに到着した。最初の作戦は12機の「空の要塞」で、同年8月17日にフランス北部のルーアンにある操車場を爆撃するという小規模なものだった。その後、同月から9月にかけて、フランス北部のドイツ海軍Uボート基地、セーヌ川河口に所在する造船所、メオルトのポテ工場、アミアンの操車場、オランダのウィルトン造船所、そしてベルギーのコルトレイク・ウェフェルヘム飛行場に対する攻撃を行った。いずれもイギリス空軍の戦闘機による護衛が可能な距離だった。
これらの昼間精密爆撃は成功させたが、ロッテルダム攻撃から帰投中の海峡でドイツ空軍の戦闘機から攻撃を受けることがあった。イギリス空軍の応戦にも関わらず、「空の要塞」B-17が被弾して搭乗員が重傷を負った。ドイツ空軍の戦闘機は「空の要塞」の機銃掃射によって撃墜された。これによって戦闘機の護衛がなくても対応できるということが示された。航空戦争計画局のヘイウッド・ハンセルはワシントンにこれらの成果を持ち帰って、航空戦争計画局において対ドイツ戦に必要な航空機の数と機種の選定、部隊編成の計画を計算した。
第8航空軍の司令官カール・スパーツは基本的に作戦立案において爆撃が民間人に及ぼす影響についてイギリスと異なる立場を取っていた。1941年から1942年に策定されたアメリカの主要な作戦の中にドイツ国民の「士気を挫く」ことは重要視されていない。その理由として、ルーズベルトが1939年の時点でアメリカが無差別爆撃をやらないことを表明していた部分もあるが、軍内部はもとより、アメリカ国内から大きな反発があったからである。アメリカには様々な移民がいて、その中には当然ドイツ系の移民も含まれた。また、カール・スパーツに限らず、アメリカ航空軍の司令官ヘンリー・アーノルドもまたウィリアム・ミッチェルの影響を受けていた。インフラ、発電所を中心としたドイツの経済や産業システムの中枢に対するピンポイントの精密爆撃によって、継戦意欲は挫かれ、無差別爆撃に頼ることなく同様の影響を及ぼすことが可能だと想定していた。
また、アメリカ本土のアメリカ陸軍航空軍司令部はヘイウッド・ハンセルによって持ち帰られた情報を元に対ドイツ戦において13万の軍用機を必要という推定で軍備計画を完成させたが、戦闘機や爆撃機の搭乗員訓練が必要であったため、当面の間、作戦行動は極めて限定的にせざるをえなかった。また、これらの計画は昼間精密爆撃を想定したものであり、チャーチルを始めとするイギリス空軍側に懸念や不満をもたらした。イギリスは政府を通じて、アメリカ政府に昼間爆撃へのこだわりに疑問を投げかけ、「第8航空軍によるフランス昼間精密爆撃を楽観視していられない」と伝えた。また、そういったアメリカの航空機産業が昼間爆撃用の爆撃機に生産を集中しないよう要請した。これらのやり取りはメディアでも取り上げられ、重爆撃機は昼間爆撃に向かないという認識はイギリスにおいて定着しつつあった。

### 爆撃機

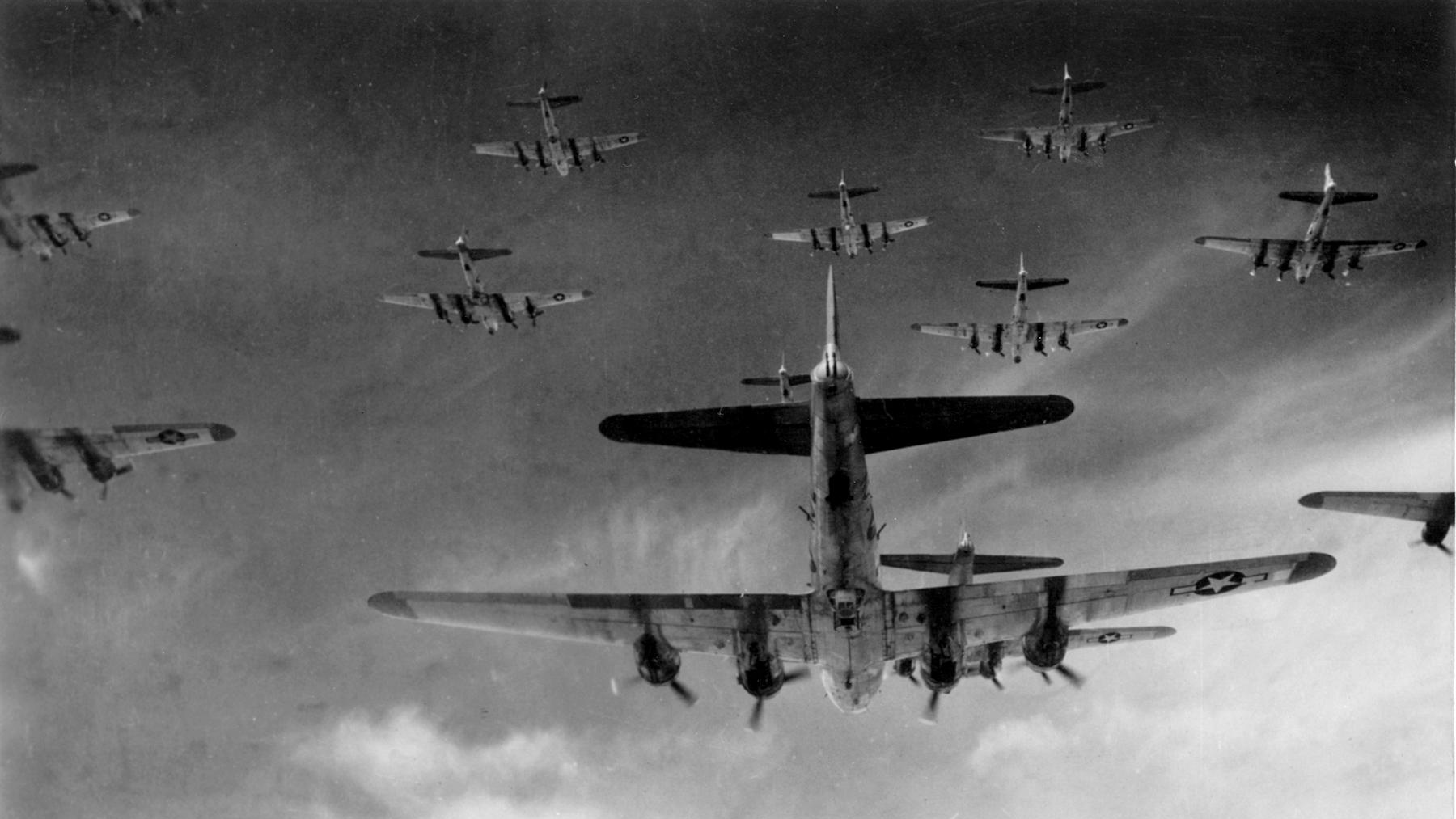
ノイミュンスター爆撃に向かうアメリカ爆撃機フライングフォートレス「空の要塞」

アメリカでは参戦に向けた準備が進められ、1941年5月4日付けで大統領ルーズベルトは重爆撃機を月産500機体制にすることを指示した。すでに1938年にフライングフォートレス「空の要塞」が完成していたが、アメリカ財務省は大規模な予算を投じて、さらなる重爆撃機の開発と生産が始まった。1939年に市民や都市への攻撃を自重するよう求めていたルーズベルトのような平和主義者が、いつから無差別爆撃もいとわない爆撃論者に変わったのか完全に解明されていない。しかし、1938年のミュンヘン会談を巡ってナチス政権に嫌悪感を示す発言をしており、1939年の閣僚会議ではドイツの成層圏爆撃機と特殊爆弾の脅威を訴えている。成層圏爆撃機は3日間でアメリカ本土に達して特殊爆弾でニューヨークを灰燼に帰すというもので、どういうわけかアメリカの情報機関はルーズベルトにそういった誤った情報を伝えていた。長距離爆撃機1万2,000機を含む4万2,500機の軍用機を生産すると分析されていたが、実際に1941年を通してドイツは1万1,776機しか生産しておらず、そこに厳密な意味での長距離爆撃機は含まれていなかった。
1943年7月に第8爆撃機軍団、第8戦闘機軍団合わせて1,823機、年末には2,893機がイギリス本土へと展開し、ドイツ本土空襲に参加した。イギリス空軍が3万6,000ソーティ（出撃回数）の夜間爆撃を行っている間、第8航空軍は昼間爆撃で1万2,000ソーティという低調具合だった。一方で、重爆撃機の製造において最大の進歩を収めていた。1936年にウィリアム・ミッチェルは死去したが、その思想を色濃く影響されたアメリカ航空軍は本土防衛を名目にマーティン B-10を開発、製造し、さらにフライングフォートレス「空の要塞」を開発した。これにはアメリカ本土に接近する敵を海上で攻撃するため、海上で軍艦を撃破を可能にする精密なノルデン爆撃照準器が搭載されていたが、「空の要塞」の爆撃手として従軍していたハワード・ジンの著書「テロリズムと戦争」（2003年）によれば、このノルデン爆撃照準器は4,000フィート (1,200 m)以上では精度が悪くなり、実際は高射砲の攻撃を避けるため30,000フィート (9,100 m)上空から爆撃が行っていたが、海上に浮かぶ目標と違って地上の軍事目標を見つけられることは、ほぼ不可能だったと語っている。

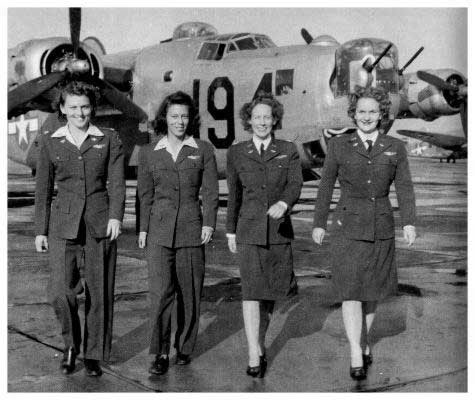
リベレーターをイギリスへ運ぶアメリカ女性パイロット部隊

「空の要塞」の火器はブローニング12.7mm機関銃13門、リベレーターは同14門をもち、全方向に対して有効な射撃を各編隊ごとに集団防御コンバット・ボックスで構成し、後方攻撃に対する有効射程距離に至っては800メートルもあった。こうした「空の要塞」はドイツ空軍の戦闘機に脅威を感じさせることができたが、ドイツ空軍はその射撃密度から逃れる術を発見した。先頭の爆撃機が正面からのアプローチで攻撃されることにひどく弱かった。先頭機の動きが乱れるとドイツの戦闘飛行隊は散開し、爆撃機の編隊内部へと切り込んでいった。機動力があって大胆な動きがとれる戦闘機は鈍重な爆撃機に致命傷を与えることができた。爆撃機はやはり攻撃されやすかった。爆撃機が役目を果たすには従来の決闘、再び戦闘機同士で力比べをしなければならなかった。
一方、「空の要塞」から約2年後に完成したB-24 リベレーターの性能は全ての数値において上回っていたが、「空飛ぶ貨車」（フライング・ボックスカー）と呼ばれるような不評さだった。必要とする搭乗員の数が「空の要塞」と同じでありながら、爆弾の搭載量が多く、爆弾庫の扉は巻き上げ式なので、既存の爆撃機と違って爆弾を投下する時に空気抵抗が少ないという強みはあったが、操縦性が劣悪であることは明白で、軍の上層部も把握していた。改良型では搭載量が5,800キロまで増やされたが、それだけ安定感が失われた。戦後に民主党の議員となり、アメリカ大統領候補までなったリベレーター操縦士ジョージ・マクガヴァンは「自分が受けたような訓練がなければ、8時間、10時間など長時間に渡る味方機との編隊飛行をする作戦は無理だろうな」と語った。

### 戦闘機

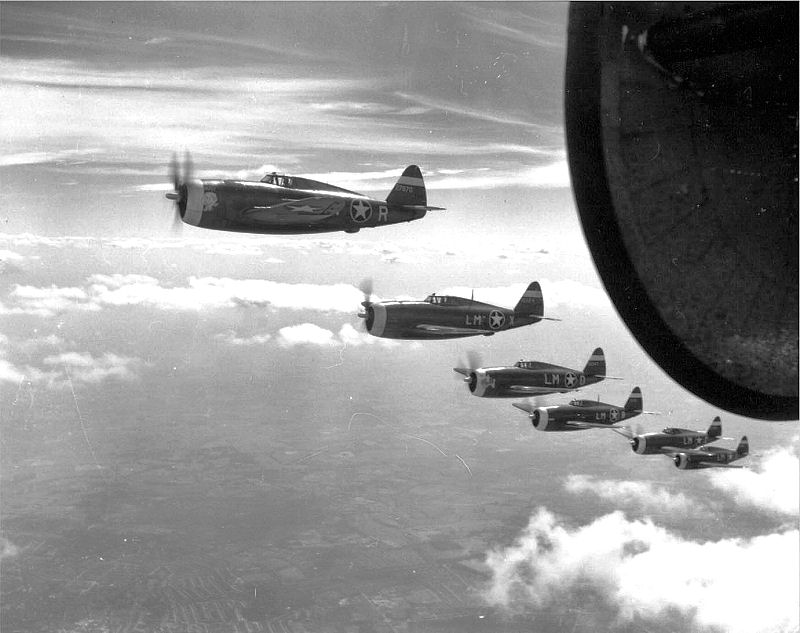
護衛につく第62戦闘機飛行隊のP-47 サンダーボルトC型（1943年）

1941年6月にカーチス P-40 ウォーホーク、ベル P-39 エアラコブラがイギリスに到着して第8戦闘機軍団が編成されたが、第8爆撃機軍団司令官アイラ・エーカーはドイツ空軍の戦闘機との空中戦や航続距離を心配した。イギリス空軍との相談の末、スーパーマリン スピットファイアを供与されたが、「空の要塞」と一緒にイギリスから発進してもフランス北部までしか援護ができなかった。1942年夏までに航続距離の長い大型戦闘機のロッキード P-38 ライトニングが到着したが、数回の護衛の後、北アフリカの第12航空軍へと引き抜かれてしまった。第8航空軍の爆撃任務は大幅に縮小され、攻撃の対象はフランス北部に集中した。その中にはUボート基地が置かれているサン＝ナゼールもあってそこは護衛戦闘機の範囲外だったが、ドイツ空軍の戦闘機は姿を表すだけで積極的に攻撃してこなかった。ドイツ空軍は東部戦線に割かれた戦力を補充しており、フランス北部に重要な施設がなかったため、様子を見るに留めていた。1943年に入ってアメリカ航空軍に期待された新型機リパブリック P-47 サンダーボルトがイギリスへと到着したが、増槽に問題を抱えており、すぐにはドイツ本土爆撃への護衛に就けなかった。
戦闘機は構造上の短所である航続距離を克服しなければならない。ドイツの本土奥深くにたどり着くには十分な燃料を搭載しなければならないが、そんなに重くては戦闘機の強みである機動力が落ち、使い物にならなくなる。サンダーボルトは大排気量のプラット・アンド・ホイットニー製ダブル・ワスプエンジンを搭載した大型の戦闘機であったため胴体内に多くの燃料を搭載できたが、低空での機動力に劣っていて上昇力にも難点を抱えていたためメッサーシュミット Bf109G型やフォッケウルフ Fw190A型と比肩しうる戦闘機ではなかった。他方、サンダーボルトはそれまでの戦闘機より長い航続距離を有し、1943年夏には410リットルのイギリス製圧力式増槽を装備することで爆撃機に護衛を付けることができた。サンダーボルトが増槽をつけて出撃したのは9月27日のエムデン爆撃であった。イギリスから発進して約430キロの間、初めて完全に随行してその援護によって出撃した「空の要塞」244機の損失はたったの7機で済んだが、空戦での戦闘は激化し、第8航空軍司令部はアメリカ航空軍の命令によりドイツ奥地も攻撃対象にしたので戦闘機も爆撃機も損失が増大した。これはロールス・ロイスのマーリンエンジンが道を切り開いた。これ以降、アメリカ航空軍の爆撃機はP-51 マスタングが空中戦をしている間に邪魔されることなく本来の役割を全うでき、それは昼間の空で行われた。しかし、マスタングは1943年末になるまで登場しなかった。
アメリカ航空軍は1939年の時点で将校1,600人、航空機1,700機しか保有していなかったが、先の5月4日に発した命令でルーズベルトは爆撃機を含む航空機全体の年間生産量を5万機と定めたため、航空軍は操縦士に限らず、整備士、事務員、電話交換手といった地上要員の育成を急いだ。操縦士1人当たりにつき7人の地上要員が必要と計算された。戦時中、整備部門だけで70万人が受講し、地上要員の半分が女性、多くはアフリカ系アメリカ人によって構成され、100万人規模へと急拡大した。

## 電波妨害の戦い

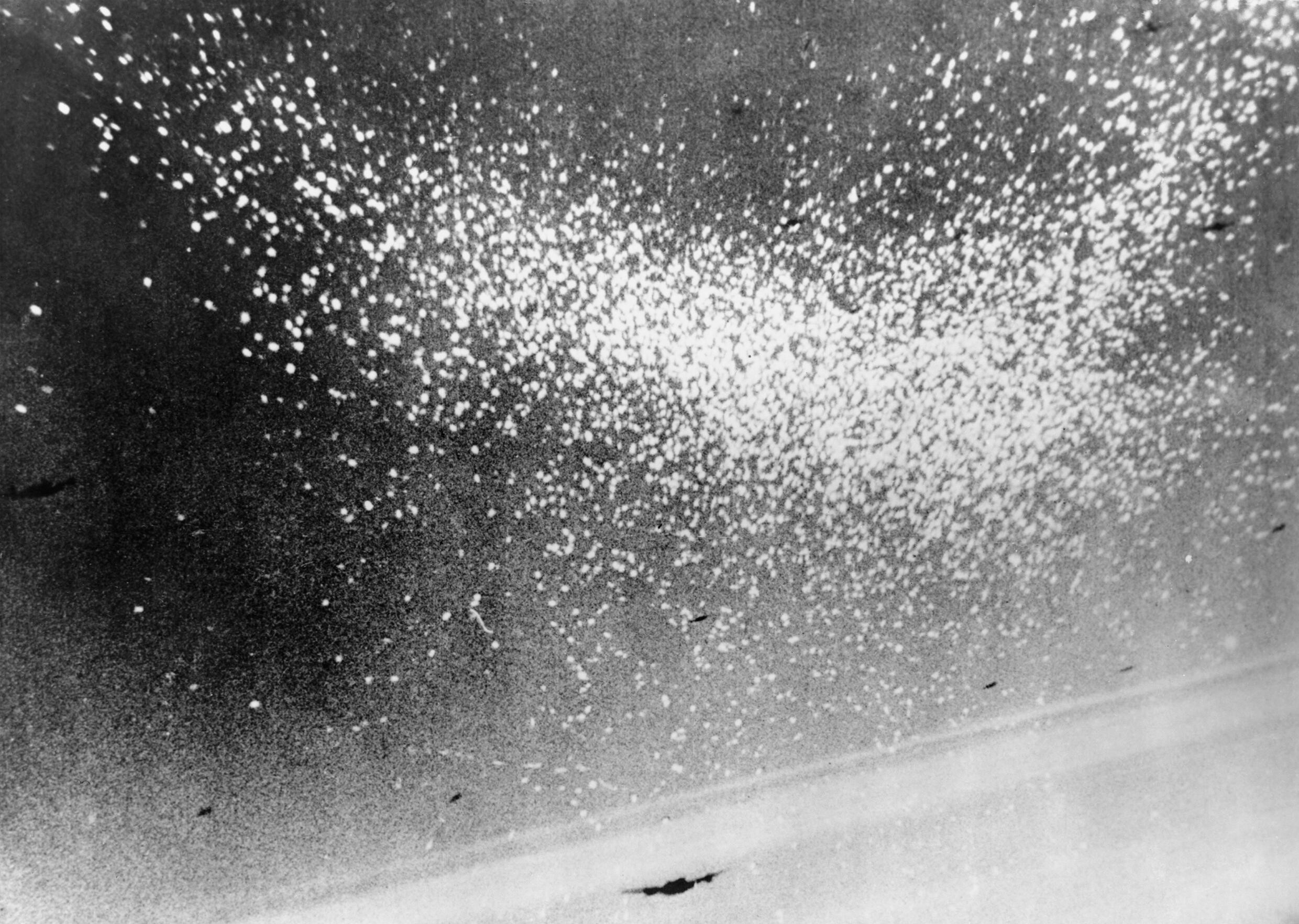
エッセンに向かう爆撃機ランカスターから散布されたアルミ箔ウィンドウ（チャフ）

ドイツとイギリスでは科学者らが、ほぼ同時期に驚くべき発見をした。針金やアルミ箔といった取るに足らない素材が精巧なレーダーに与える影響に困惑した。ドイツ側では1943年1月にヘルマン・ゲーリングが対抗手段がないことを理由にイギリス側への漏洩を恐れ、その兵器の開発を禁止した。イギリス側ではトーチ作戦で始まった地中海戦線、例えば陸軍の部隊が上陸した直後の脆弱な陣地などがレーダー合戦の被害を受けないように秘匿し、センチュリーピの戦いで勝利してシチリアのカターニアへ道が開かれてから、チャーチルは金属片の使用を許可した。1943年7月25日の夜、ドイツ側レーダーの周波数に合わせたアルミ箔が爆撃機から投下された。実際に存在しない1万1,000機がレーダーの基地に映し出され、レーダー要員も高射砲隊も照空灯隊も司令部も対応がわからず、その機能は15分に渡って完全に麻痺した。
ヴェルツブルクは2,200機の爆撃機が撃墜に貢献してきたが、このウィンドウ（Window）と名付けられたチャフは7月のハンブルク空襲に向かう1,000機の爆撃機を救った。カムフーバー・ラインは一夜にして無力化された。しかし、ドイツの戦闘機パイロットはこういった防空システムを凝りすぎた狂気の沙汰と見ていた。技術的にはケチのつけようのない地上管制であったものの、動員される戦闘機があまりにも少なすぎた。イギリス空軍は1942年初頭、400足らずの爆撃機しか保有していなかったが、1943年夏のベルリン空襲には1,670機の爆撃機で編隊を組んで襲来するようになっていた。カムフーバー・ラインによる損失はやがて大したものではないという認識になっていた。
電波戦は6か月の優位しか持てなくなっていた。空の戦いを地上のくびきから開放するため、1942年末に両軍で機上レーダーの導入が始まった。ドイツ空軍のリヒテンシュタインレーダーはウィンドウに無力化された。イギリス空軍のH2Sレーダーはロッテルダム近郊で墜落した爆撃機から回収され、ドイツ側にその機密が漏洩していた。H2Sレーダーのサンプルは回収後に輸送先の研究所が爆撃で破壊されたため、完全に分析されなかったが、1943年9月にH2Sレーダーの逆探コルフとナクソスが開発された。また、ウィンドウの影響を受けないリヒテンシュタインSN-2が使用されていることはイギリス空軍に察知されていなかった。一方で、ドイツ空軍もオーボエの仕組みを解明できておらず、偽の電波に対する妨害で成功していると勘違いに陥っており、膠着状態になっていた。

## 連合爆撃戦略
| アメリカ第8爆撃機軍団司令官アイラ・エーカー |  | イギリス空軍爆撃機軍団”ボマー”ハリス |
| アメリカ第8爆撃機軍団司令官アイラ・エーカー |  | イギリス空軍爆撃機軍団”ボマー”ハリス |

1943年1月14日に始まったカサブランカ会談の後、ヨーロッパにおける「連合爆撃攻勢」（CBO）の目標がイギリスとアメリカで共有された。CCS（Combined Chiefs of Staff）は「軍事、産業、経済システムを段階的に破壊および撹乱させ、ドイツの武力抵抗が致命的に弱体化するまでドイツ国民の士気を喪失させる」と結論を出し、これがカサブランカ指令と呼称された。イギリス戦時経済省は1942年12月9日に設置した委員会COA（Committee of Operations Analysts）に目標の選定を進めさせており、このレポートは1943年3月9日にイギリス空軍、アメリカ航空軍に提出された。イギリス空軍の爆撃機軍団”ボマー”ハリスはカサブランカ指令の後半に満足し、第8爆撃機軍団司令官アイラ・エーカーは前半部分に納得に満足した。
ワシントンで開かれた会議（トライデント）において双方の計画案の突き合わせの末、アイラ・エーカーの修正案を取り入れて5月14日になって正式に取りまとめられた。大西洋の戦いにおいて脅威となっているUボートの造船所、航空機工場、ボールベアリング工場、石油生産施設、合成ゴム工場、軍用車両工場の6種類だったが、エーカーの強い要請でドイツ空軍への攻撃が追加され、戦闘機工場が最優先目標に変更された。これが作戦「ポイントブランク」として6月に開始された。
”ボマー”ハリスとアイラ・エーカー間で攻撃対象が共有されることはないまま、「連合爆撃攻勢」が開始された。両者はともに空軍による力で戦争を勝利に導けるという思想においては共通していたが、ハリスは地域爆撃によるドイツ国民の士気破壊を特段に強調した。最新鋭のアブロ ランカスターの作戦稼働数は1943年1月の515機から1944年3月に947機まで強化されつつある中、爆撃機ランカスターの防御力は決して高いとはいえず照準器も高性能ではなかったが、アメリカの保有する爆撃機より爆弾の搭載量は圧倒的に多かったことから、夜間の都市に対する無差別爆撃には有用であると考えていた。エーカーの方はアメリカの爆撃機が防御砲火が強力で照準器も優れていて、特に「空の要塞」は防御力が高いことから、昼間、高々度、精密爆撃が可能だと考えた。

### ダム攻撃
ハリスは無差別爆撃以外の方法で大きな被害を出せる作戦を承認した。ルール地方の工業地帯に電力を供給しているメーネとエダという2つの大型ダムを爆撃してその発電機能を奪うだけでなく、洪水を引き起こして下流に存在する工業地帯とその周辺の家屋を含む全てを水で押し流すという作戦だった。1943年5月16日に19機のランカスターが出撃し、うち16機が爆撃任務を実行した。エダ・ダムの破壊によって1億5,400万立方メートルの水が流出した。洪水が分散したため、死者は46人に留まったが、50ヘクタールの農地が流され打撃を与えた。メーネ・ダムの方は悲惨だった。1億1,600万立方メートルという貯水量のほとんどが吹き出し、下流65キロにわたって洪水を引き起こした。橋は押し流され、道路、ガス管とその貯蔵タンク、変電所が破壊され、125の工場が浸水した。夜間だったこともあり、警報が鳴ってからの避難が遅れたことに加え、強制労働に従事し夜は防空壕に閉じ込められていた外国人も洪水に巻き込まれ、1,294人の死者行方不明者を出した。

### ハンブルク空襲

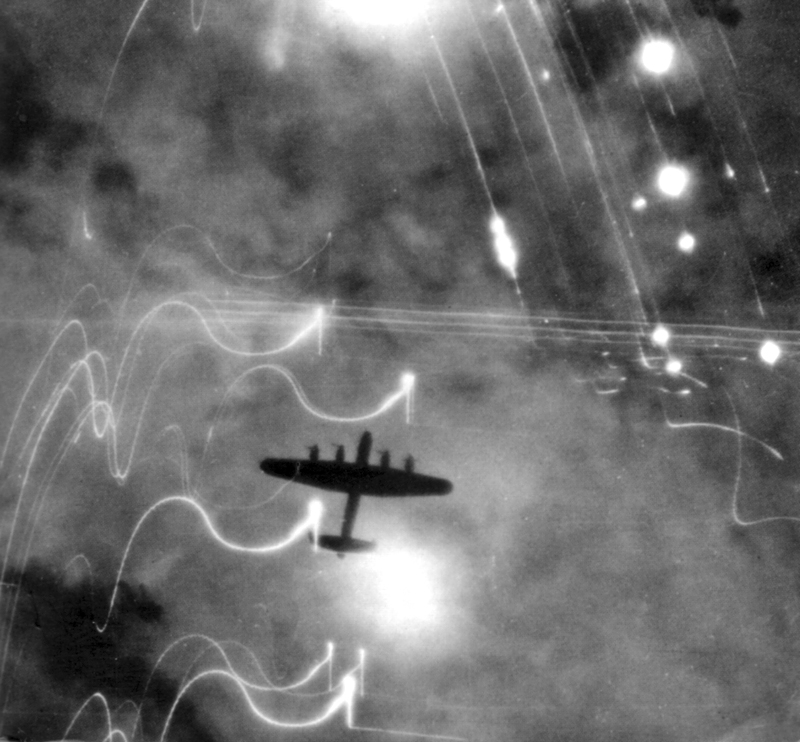
照明弾、煙、爆発を背景にシルエットが映るハンブルク上空のアブロ ランカスター

連合爆撃攻勢の最初の一手はゴモラ作戦、ハンブルクにおいて実施された。1943年7月24日の夜間に開始されたイギリス空軍791機の爆撃機はブロックバスター、ミディアム・キャパシティなど高性能爆弾1,346トン、焼夷弾938トンをハンブルク市内に投下した。翌25日と26日の昼間にアメリカ航空軍の爆撃機252機が造船所など海軍施設、航空機工場を狙った精密爆撃を行おうとしたが、前日のイギリス空軍による爆撃の煙が市内を覆っていたため、目標に正確な命中は出来なかった。27日夜間には再びイギリス空軍の787機による爆撃が再開され、高性能爆弾1,127トン、焼夷弾1,199トンがハンブルク東部を目標に投下され、29日夜間には火災で燃え盛る所にまたイギリス空軍の777機から高性能爆弾1,094トン、焼夷弾1,224トンが降り注いだ。非常に乾燥していた時期であったこともあり、この地域は猛烈な高温の炎に包まれて巨大な火炎が火災嵐となって荒れ狂った。
この空襲でイギリス空軍が失った爆撃機は100機、その搭乗員552人、アメリカ航空軍は17機を失った。ハンブルクの犠牲者は民間人4万4,600人の死者、3,700人の負傷者、軍人は800人の死者を出し、民間人死者の半分は女性、約4割が男性、残りは子どもと推定されている。犠牲者が多いのは家屋が密集したハンブルク東部であり、ナチス党員や実業家などの高所得者が住む西部はほとんど被害を出していない。イギリス空軍が狙った家屋密集地帯は労働者階級の住宅地であり、若い男性は兵役や徴兵のため不在だったことから女性、子どもの比率が高く、次いで兵役の対象にならない工場務めの中高年男性と高齢者が犠牲となった。ハンブルクの市街地は56パーセントが焼き出され、7月28日の空襲は死傷率5.9パーセントだった。最も被害が大きかったのは住宅区であるハマーブロークで、100人に36人が死亡、1万人が孤児となった。その後の空襲や日本の空襲でもそうであったように、多くの場合、弱者が犠牲になる差別爆撃という性格を帯びていた。
火災の煙が収まるまで爆撃の効果を判明する航空写真が撮影されるのに時間がかかったものの、”ボマー”ハリスは密集した地区の6,200エーカー (25 km2)を破壊したことに満足した。しかし、上述したように労働者が不在だったため、すぐに軍需工場へと人々が送り出され、仮設の宿泊施設が用意された。8月10日に道路の一部、路面電車の一部区間が開通した。11月末までには電話やガスといったインフラが回復し、数ヶ月でハンブルクの産業能力は80パーセントまで戻っていた。1943年末までに航空機の生産能力91パーセント、科学および造船能力の70パーセントで稼働していた。この空襲が軍事的な転換点になったという事実もなく、戦争の行く末に関わることはなかったが、ドイツの指導部に衝撃を与えた。ドイツ空軍の立ち直りは早く、連合国の昼間、夜間ともに損害は増大した。

### シュヴァインフルト・レーゲンスブルク攻撃

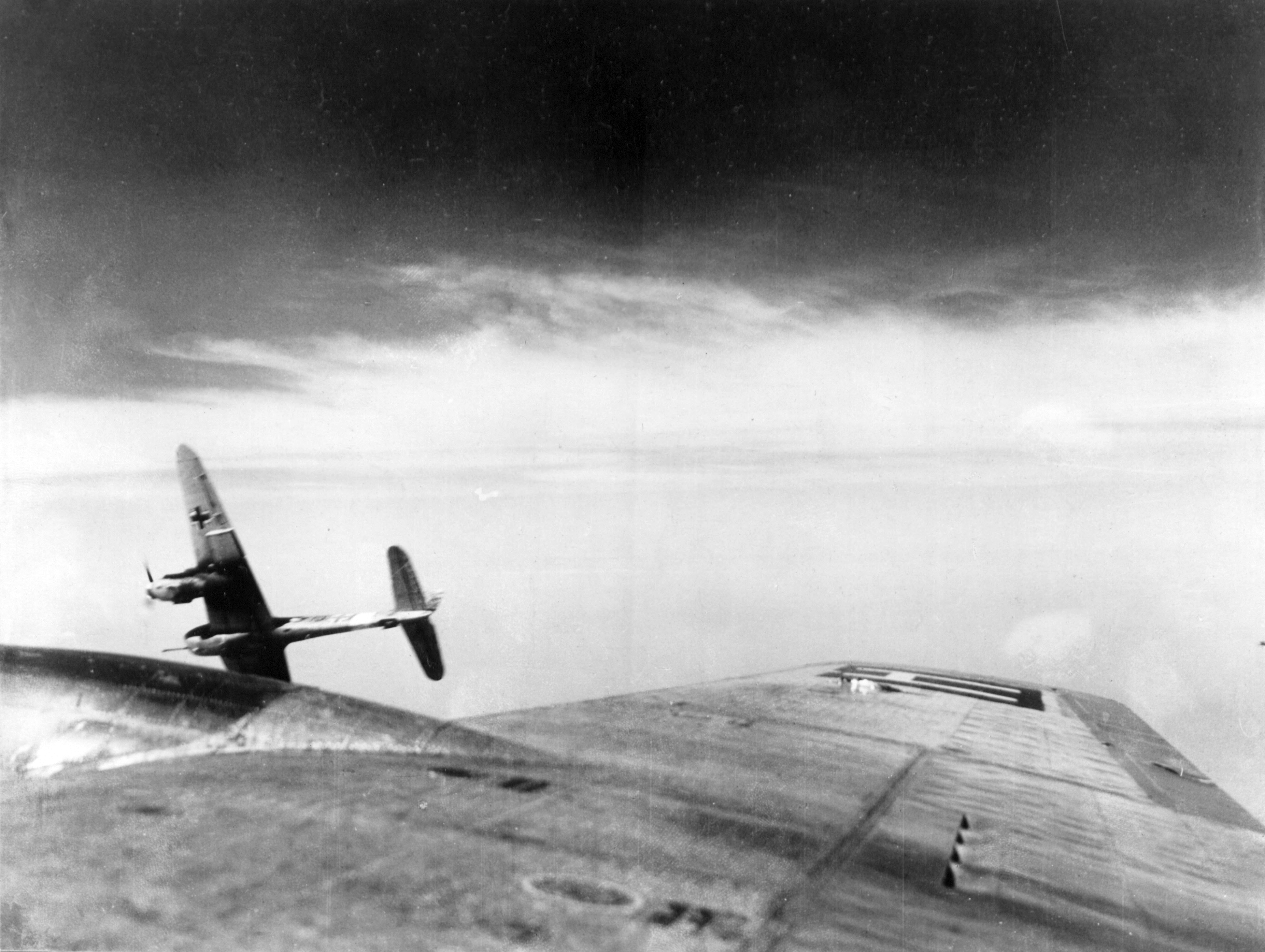
「空の要塞」B-17を攻撃するドイツ空軍のメッサーシュミット Me 410（1943年）

1943年7月末、ポイントブランクに従って戦闘機の工場を攻撃することになったアメリカ航空軍はベルリン南方に位置するオシャースレーベンのフォッケウルフ社工場を爆撃したが、出撃した39機のうち15機が撃墜された。続いて1943年8月17日、ドイツの軍需産業の基幹を支えるボールベアリング工場を狙ったシュヴァインフルト、メッサーシュミット工場が所在するレーゲンスブルクへ昼間爆撃を行った。これは事前に戦闘機による露払いでドイツの空軍基地を攻撃し、厳重な護衛戦闘機をつけて同時攻撃を図ったものだったが、天候に阻まれて時間差が発生してしまったので計画通りにならなかった。合計で376機の「空の要塞」が出撃し、このうち30機を失う損害を被った。
アイラ・エーカーはボールベアリング工場への攻撃を継続することにしたものの、2回目の10月14日に行われた攻撃では、「空の要塞」291機が出撃し、爆弾計500トン以上を投下することに成功し、約60発が住宅へと落ちてしまったが、工場へ約1,500発の直撃弾を浴びせる成果を上げた。しかし、アメリカ航空軍は再び攻撃で60機を失い、138機が損傷した。このほとんどが護衛戦闘機が帰投した後に、ドイツ空軍の戦闘機による包囲、反復攻撃で失われたものだった。オペレーションズ・リサーチの検証によると最終的に8月31日までで487機の「空の要塞」が撃墜され、823機がドイツ戦闘機の攻撃で損傷、580機が高射砲で被弾したと報告された。

## ドイツの防衛方針

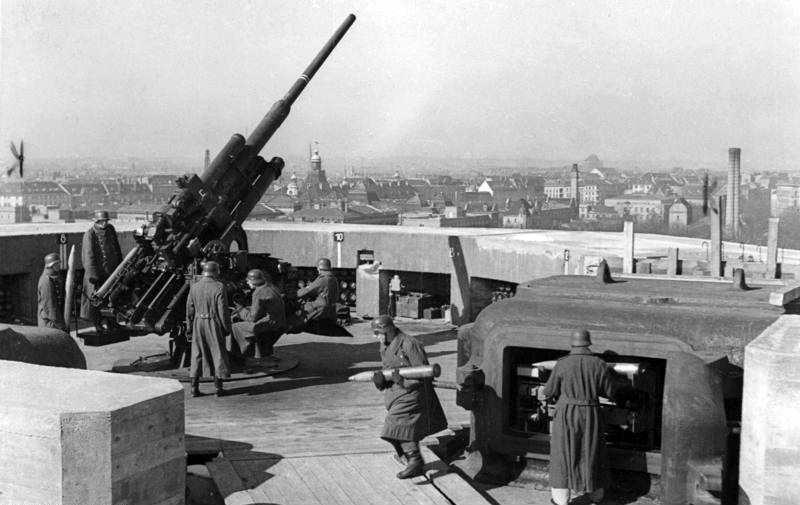
10.5センチ高射砲が設置された高射砲塔（ベルリン動物園塔）

1943年8月1日、ヴォルフスシャンツェの会議でドイツ空軍の幹部らはハンブルク空襲を受け、独ソ戦での攻勢作戦よりも西側での防衛を重視することで見解が一致し、ヘルマン・ゲーリング国家元帥が直接アドルフ・ヒトラー総統へ方針の承認と全権を求めた。しかし、ヒトラーはこれを拒否した。都市が大きな被害を受けたことでドイツ空軍に失望し、テロにはテロで応じなければならないと報復のみを命令した。アドルフ・ガーランド（2013年）によれば、この命令によるイギリス本土への報復攻撃は損害の割に合わない攻撃だった。また、ハンブルク空襲の後、ウィンドウ（チャフ）を始めとする電波妨害を導入し、天候の都合で接敵しにくいイギリス空軍の夜間爆撃よりも、明らかにドイツ産業の弱体化を狙ったアメリカ航空軍の昼間爆撃への対策に注力するようになった。アメリカ戦闘機サンダーボルトが護衛に付いても、爆撃機に接近してくるドイツ戦闘機の排除という制約のため、当初は効果的ではなかったが、双発戦闘機（駆逐機）や夜間戦闘用に転用された爆撃機などの価値を低下させた。
アメリカの護衛戦闘機の登場が特に顕著だったのは、1944年3月16日だった。第76駆逐航空団の出撃した43機のうち、アウクスブルク上空で26機が撃墜され、10機が胴体着陸をし、無事に帰還したのは7機のみだった。サンダーボルトの性能が向上し、その数を増やしても、ゲーリングは爆撃機攻撃を優先させた他、戦闘機を後方の基地へ後退させることを決断できず、戦闘機を集結させて大部隊で迎え撃つことができなかった。そうしたドイツ空軍の方針は飛行隊ごとに別々の場所で空中戦をやることになり、組織的な戦闘を挑む機会を逃したばかりか、ドイツの戦闘機パイロットに長時間飛行を強いることになった。

### 対空砲の効果

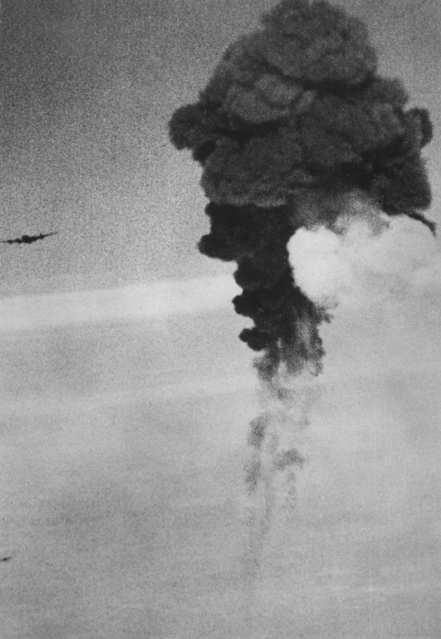
ドイツの高射砲が直撃して墜落する爆撃機ランカスター

イギリス側の高射砲は戦前の整備においてドイツのそれとひどく劣っていて、ドイツの高射砲を回避するため高度10,000フィート (3,000 m)で攻撃するよう指示していた。これがアメリカ航空軍にも共有され、実戦での猛烈な高射砲の攻撃に晒される結果となった。ヴァイマル共和国陸軍の高射砲教官だったギュンター・ルーデルは1930年に防空計画を立案し、高射砲整備を推進した。旧型の口径がバラバラの高射砲と廃し、8.8センチを標準砲に最低とした重高射砲の整備を訴えた。 1935年にヒトラーが政権を握ると高射砲隊はゲーリングのドイツ空軍指揮下に入り、ギュンター・ルーデルは高射砲兵総監へと昇進した。1937年から新たな防空計画が立案され、10.5センチ高射砲や150センチ照空灯など、将来、早く高く飛べるように発展した爆撃機の登場に備えた。特に1937年10月からルール地方の高射砲防空地帯はヒトラーによって1939年10月までに完成させるよう命令されていた。10.5センチ高射砲は有効射程高度31,000フィート (9,400 m)、8.8センチ高射砲は有効射程高度26,000フィート (7,900 m)あった。ドイツ空軍の地上配備レーダーの数が不足していたことから、1940年に夜間での防空が脆弱であることがイギリス空軍側に伝わってしまったが、これは通信網を整備し、探知情報を連携することで対処した。
防衛側のドイツ空軍は事前に察知した情報に基づいて、爆撃機の経路を割り出し、高射砲隊が連続した弾幕射撃を展開した。ドイツの88ミリ高射砲は8キロの榴散弾を6,500メートル上空に発射した。炸裂点に到達すると1,500個の尖った破片を高速で飛散させ、10メートル以内なら爆撃機は撃墜され、180メートル以内でも大破させた。爆撃機が4,000メートル上空で飛行する場合、炸裂点に到達するまで6秒を要した。爆弾の重量や航続距離の都合で爆撃機が290キロで飛行していた場合、榴散弾が到達するまで約500メートル進んだ。高射砲についた装備（射撃盤など）がこうした係数を割り出すが、狙撃するのは非常に困難だったため戦闘機ほどの成果を上げることはなかった。しかし、それらが弾幕射撃となって打ち上げられると破片の嵐の中を進むパイロットの神経はズタズタに引き裂かれた。アメリカ航空軍の搭乗員は、「あの弾幕に身を晒すのは、巨人が履いた七里靴に蹴り飛ばされるようなものだった。」と震えていた。

### 航空戦の模様

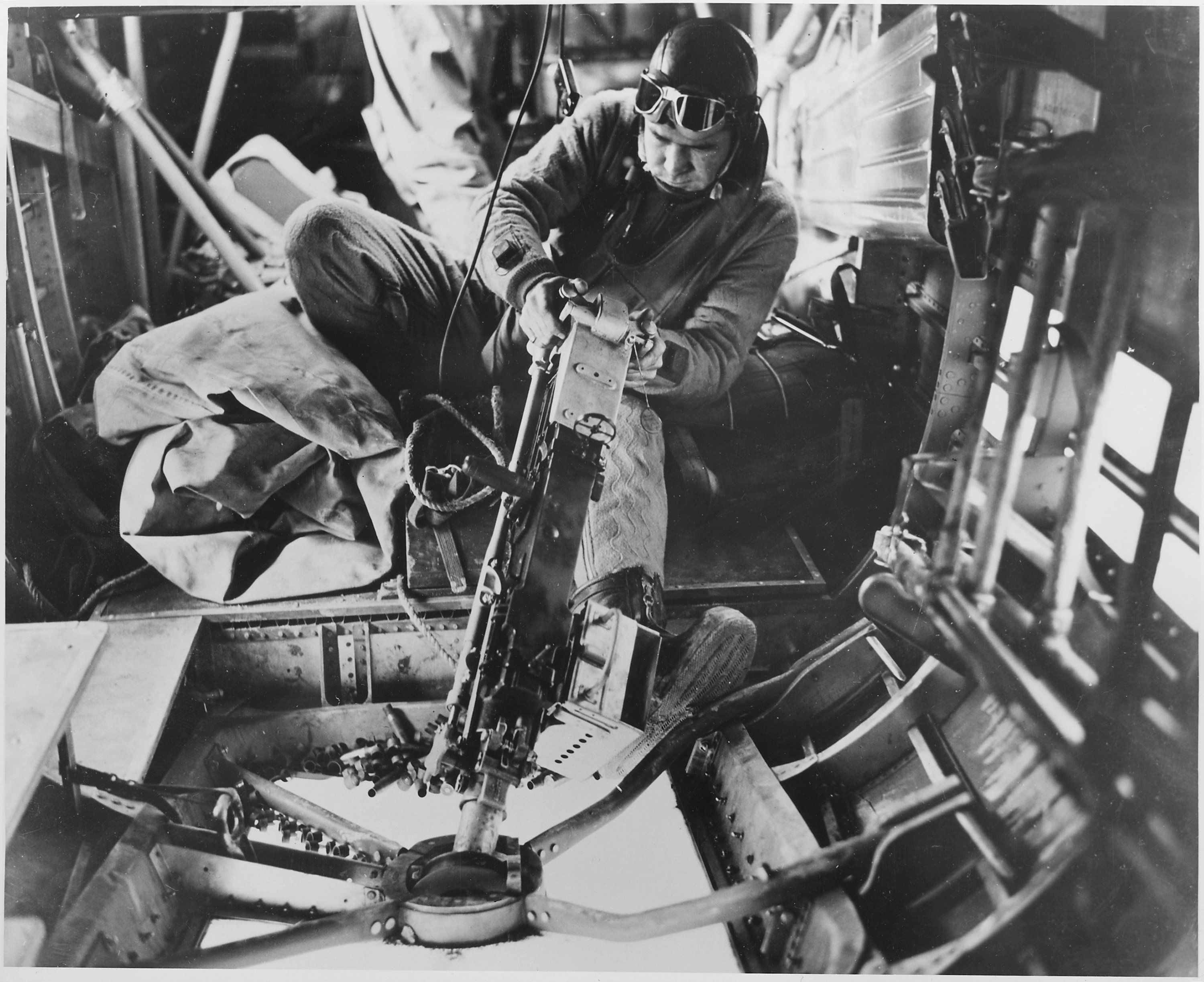
アメリカ機銃手ウィリアム・ワッツ軍曹のドイツ機を射撃する様子（1942年頃）

1943年の初頭、西部戦線におけるドイツ空軍の戦闘機は670機まで増強されたが、11月頃にはさらに1,660機へと増強された。2月に本土防衛の専門部隊本国航空艦隊を設立した。こうした増強の過程で、斜めの音楽（ジャズ）を意味するシュレーゲムジークが採用された。およそ70度の角度をつけた20ミリ機関砲2つが戦闘機の上方に取り付けられ、パイロットは光学式照準器で上に向かって狙いをつけて撃つことができた。その角度の射撃位置に付かれたら、爆撃機からは見えなかった。戦闘機の射撃を受けてから爆撃機の搭乗員は気がついた。戦闘機のパイロットは燃料タンクがある翼のエンジン間を狙い、それは数秒で火が付いた。
アメリカ航空軍の昼間爆撃に対するドイツ空軍の攻撃は回数を重ねるごとに規模を拡大して巧妙な戦術へと発展した。単発戦闘機の第一陣が機関砲と機銃で撃ちながら正面から急接近した。第二陣は双発戦闘機によるもので、主翼下に吊るしたロケット弾を発射した。命中率は悪かったが、これが命中すると「空の要塞」といえど無事では済まなかった。その間に着陸した単発戦闘機が給油、給弾して、あらゆる方角から攻撃を仕掛けた。再び、隊列を揃えた双発戦闘機が攻撃を始め、ロケット弾が尽きると機関砲で攻撃した。ドイツ空軍は一編隊ごとに爆撃機の部隊を崩し、損傷した爆撃機にとどめを刺し、ウィング（航空団）を殲滅していった。
爆撃機それ自体が弾薬庫のようなものなので、爆撃機のパイロットは火を消す唯一の方法である急降下を試みる。ドイツへの攻撃者はベルリンやルール地方のような防備が厳重な場所であれば見渡す限り破滅の場面だった。地上には高射砲が展開し、上空か後方には戦闘機が待ち構えている。前に進めば急降下する味方機との衝突の危険、耳を聾する轟音、周囲には爆撃機から吹き出す炎、その炎は飛び出したパラシュートに火を付けて爆撃機の搭乗員は恐怖した。イギリス空軍も1943年8月23日から24日のかけてベルリン空襲で7.9パーセントという今までにない最大の損失を出し、ドイツ空軍が戦闘機を増強していることを確認することになった。9月以降、アメリカ航空戦略軍もベルリンへと爆撃の矛先を変えたが、これも芳しくない結果だった。第1波で出撃した爆撃機1,719機のうち、ベルリンの中央部から3マイル（4.7キロ）以内に投下できたのは32機のみだった。

### 方針変更と配置転換

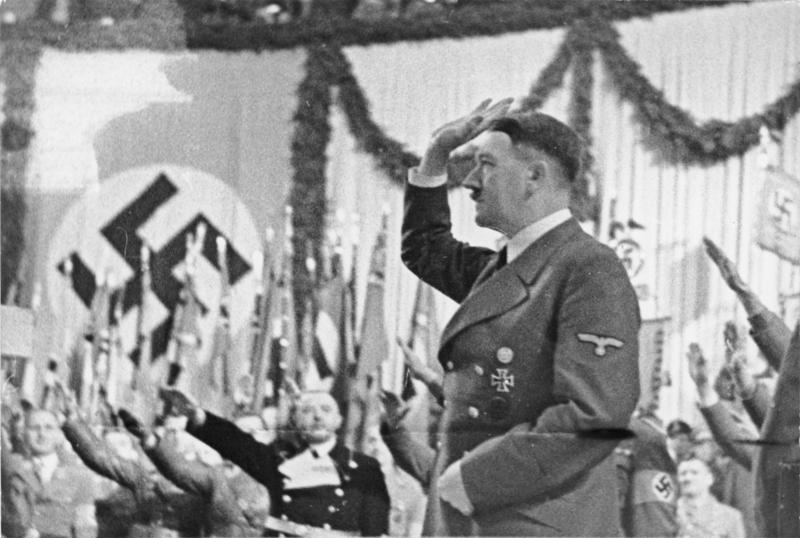
1943年1月30日に政権誕生10周年でベルリンの宮殿へ入場したアドルフ・ヒトラー。同じ場所で、2月18日にゲッベルスによる総力戦演説が行われた。

1943年夏以降、ライトニングやサンダーボルトといったドイツ中部まで護衛できる戦闘機が付いていったため、激しい空中戦になった。しかし、未だドイツ奥地は爆撃機だけで行かなければならず、連合爆撃攻勢における爆撃機の損害は大きかった。1943年9月にアーヘン上空で初めてサンダーボルトが撃墜された時、ゲーリングは強風で流されただけだと取り合わなかったが、この9月からドイツ空軍は戦闘機部隊が消耗を強いられ、11月には戦闘機の損失率が21パーセントに達した。
収穫祭作戦と同日の1943年11月3日、アドルフ・ヒトラーは「総統指令第51号」という独ソ戦の占領地を維持することより、翌年春に想定されるアメリカ大統領フランクリン・ルーズベルトの主導によって始まる、西部への上陸作戦に対する備えを優先させることを決定した。この時点でヒトラーは、それがノルウェーなど北欧に対して実施されると予想していたが、ハンブルク空襲の衝撃やその後に始まるベルリン爆撃などアメリカ・イギリス連合軍の攻勢が強まっており、上陸作戦による戦いの火蓋が切られたならば、戦争の行方を握る決定的なものになると考えた。この指令を受けてドイツ軍全体の配置転換が始まった。
こうした連合爆撃攻勢に対抗するためにドイツ空軍の本国防衛は強化の一途を図ったが、間接的に他戦線への資源供給が滞ったという側面もある。石津（2020年）によれば、爆撃から避難するため工場そのものを山岳地、森林、あるいは地下へ移転により多大な労力と資材を要したという点である。高射砲隊の充実は高射砲の生産強化によって、対戦車砲などその他の生産に大きな影響を及ぼした面もあり、各地で必要とされたレーダーも本土防衛に割かれて不足した。1944年までに火砲生産30パーセント、重弾薬20パーセント、光学機器30パーセント、電子工学50パーセント、そして軍人とそれを支える民間人約200万人が防空システムに関連する任務、被災地の復興作業に従事していた。

## 疎開計画

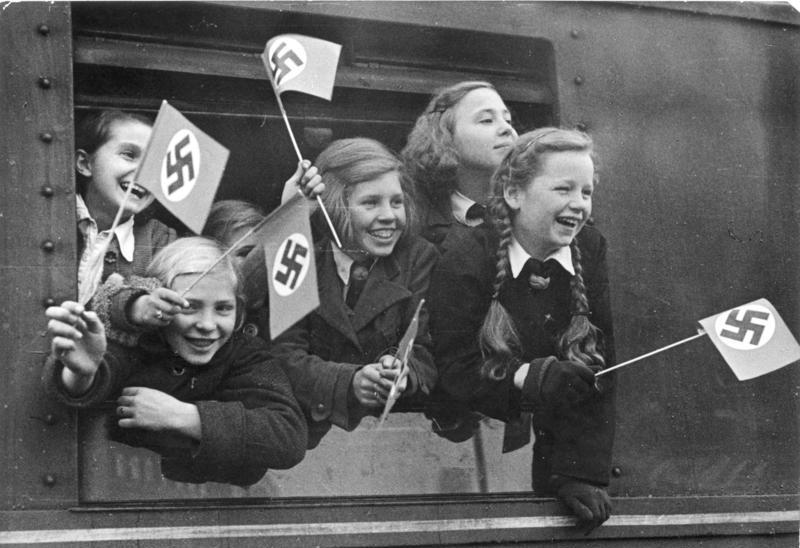
ベルリンの駅から出発する学童疎開列車

1940年9月27日、ベルリン空襲を受けてヒトラーからナチ党秘書官マルティン・ボルマンに頻繁に空襲を受ける都市の子ども達を避難させる極秘の指令を出すよう指示が出されたが、数ヶ月以後には修正された。公にされはしなかったが、イギリス空軍の夜間爆撃によって戦争は新しい局面を迎えた。ドイツの指導部も認めざる負えず、首都ベルリンに限らず、主要な都市の防空体制が不十分であり、戦争の長期化が避けれない事態となっていた。これらが後に学童疎開計画「キンダーラントフェアシッング」、略称KLVとして発展していった。
1943年3月1日にベルリンへの爆撃が再開されたが、その年の大規模なものは春と夏の2回だけだった。1940年から爆撃を受けていたベルリン市民は準備、訓練され、対応は慣れていたが、急遽、疎開計画が発表された。以前からドイツの指導部は大量の民間人を都市から移送する計画を立てていた。被災者のために用意された仮設住宅が許容値を超えるのは時間の問題だった。郊外に建てるにも、さらなる場所が必要だったので、そこに住む人びとを動かさなければならなかった。1943年6月の概算で人口10万人以上の都市において65歳以上、15歳以下は軍事関連の仕事をしていないことがわかった。人口の4分の1、650万人の人びとの移送するには輸送手段、福利厚生上の問題があったが、不可能ではなかった。少なくともチューリンゲン、アルゴイといった地方に移転してもらえるなら、防空体制の負担がずっと楽になると目された。

### 疎開先での問題

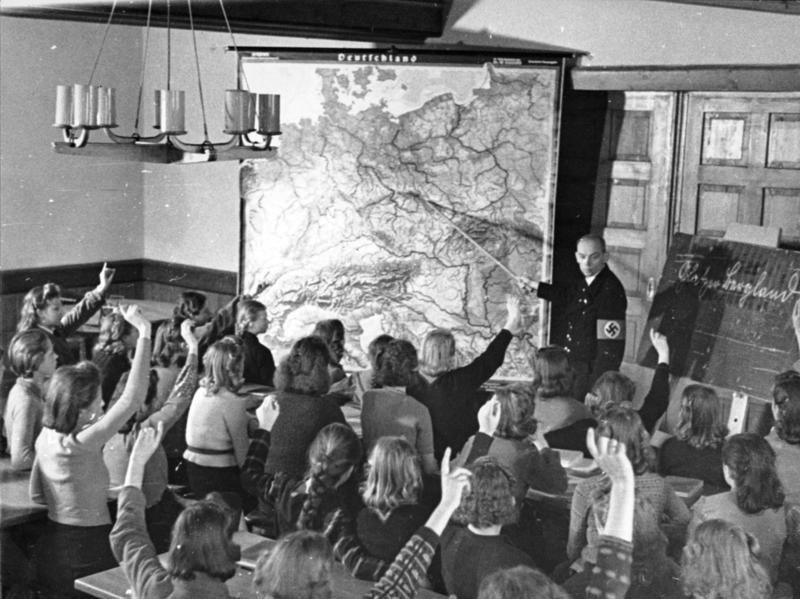
グラーツ近郊のハシャツで行われている授業風景。教師も派遣されたが、ヒトラーユーゲントが主導した。また、学童は国家労働奉仕団にも参加し、都市を離れる時期は長かった。

1943年7月3日、疎開地域と疎開者受け入れ地域が発表された。10月3日に計画は実行に移された。計画はボルマンによって立案されたが、責任者はバルドゥール・フォン・シーラッハだったので、ヒトラーユーゲントによって取り仕切られた。14歳以上の子供はドイツの田園地帯に半年の滞在、10歳以下の子供は母親の同伴が許された。徴発したホテル、ユースホステル、旅館から僧院に至るまで様々な宿舎をキャンプとして入ることになった。10月末までに1万5,000人以上が田舎に向けて発った。学級閉鎖が始まり、1943年8月までに30万人の子供たちが大都市を出た。この「キンダーラントフェアシッング」は戦争が終わるまで評判が悪かった。児童は祈りの言葉ではなく、スローガンを教えられ、一般的な倫理基準が欠如していた。アルプス渓谷、シュレージエン、バーデンなど授業は通常通り行われていた他、地方に移ったことにより宣伝通りに栄養のある食料が実際に提供された。また、夜に爆撃機に怯える必要もなく、連合国の偵察機も農村の避難所を発見できなかった。
高学年の生活環境に限って言えば良好だったが、ヒトラーユーゲントによる体罰を含んだ軍隊風の厳しい指導を受けた。戦後、ゲルハルト・A・リッターが「キンダーラントフェアシッング」に参加したことを肯定的に捉えた感想を述べたように多くの場合、両親と離れて、それまで経験しなかったスキーなどのスポーツ、ハイキングといた野外活動を通じ、連帯感、冒険心、自立心を育むものだったとしている。しかし、幼い子供とそれに同伴する母親は田舎での生活でうまく行かない事の方が多かった。大都市から来た母子というだけで田舎に住む人々から好奇の目を向けられ、生活する場がホコリをかぶった廃屋同然の部屋、倉庫を宛てがわれたこともあった。また、幼い子供を労働力として使うために手をあげた田舎の農家もあり、朝から晩まで重労働を強要された。
親たちは子供の元に訪れることが許されなかったことが、厳密に禁止されていたわけではなかった。最初のうちは手紙でのやり取りに限られ、様々な臆測を呼んだ。親たちは実行機関であるヒトラーユーゲントに親権が奪われるのではないかと心配し、子供の両親は親戚を頼って、農村の従兄弟や祖母に子供を置いてもらうように頼った。親だけでなく子供も別離に耐えられなかった例もある。ミュンヘンから疎開してきた4万450人の一割は1943年10月までに帰郷してしまった。しかし、ちょうどその頃にミュンヘンの空襲が始まり、435人の子供が犠牲となった。空襲の恐れがある学校は閉鎖され、それ以外の学校は病院や被災者の避難所に転用されたが、空襲が重なるとそれらも防空上必要とされたために他に移転することになった。戦争の全期間を通じて500万人の学童が疎開した。

### 疎開計画の失敗
1943年7月のハンブルク空襲後、ハンブルク市民は交通網の打撃にも関わらず約100万人が徒歩で脱出を図った。交通の回復するのを待つ間、着の身着のまま森などを彷徨い、野宿した。現地の警察は被災者たちをハンブルクの周辺の無事な駅まで誘導し、そこに臨時列車を用意された。5万人はエルベ川の船に乗った。警察と国防軍の車両、馬車、バスと利用できるもの全てを動員して駅と船着き場を往復し、625本の列車が約78万600人をピストン輸送した。ハンブルクの多くの被災者は保養所として整備されていたバイロイトに送られたが、男は仕事に戻るために家族を残してハンブルクに戻った。
同じことはベルリンでも起こった。9月25日までに72万人がベルリンの都市部から離れた。疎開計画以上の数であったため、場所の確保が問題となった。先に移転していた者を含めて、25パーセント相当、ベルリンの人口は110万人減少した。ルール地方でも同じようにマイン・フランケン、バイエルン、バーデン、ザクセン、スデーテン行きの列車に殺到した。一度疎開した者でも別離に耐えられず戻った者、家族の疎開先まで定期的に通う者までいた。しかし、ドイツの指導部にとって事態は悪い方向へと向かっていった。アメリカとイギリスによる連合爆撃攻勢が始まったことである。昼はアメリカ機、夜はイギリス機と24時間体制で爆撃が始まると工業地帯そのものを疎開させる必要があるという結論に達した。都市から人びとが疎開させて工場に場所を譲るより、工場を移転させて、その周辺の危険が少ない地域に労働者を住まわせるほうが賢明だと考えられたが、移転先にはすでに疎開した人びとがいた。ドイツが総動員体制になった以上、戦争のために場所を作らなければならなかった。ドイツ内務省は疎開の中止を決定し、都市を危険度別、住人を仕事別に区分けして郊外の地域に分散させるモデルへと変更を余儀なくされた。

## 制空権を巡る戦い

### 戦略爆撃の敗北

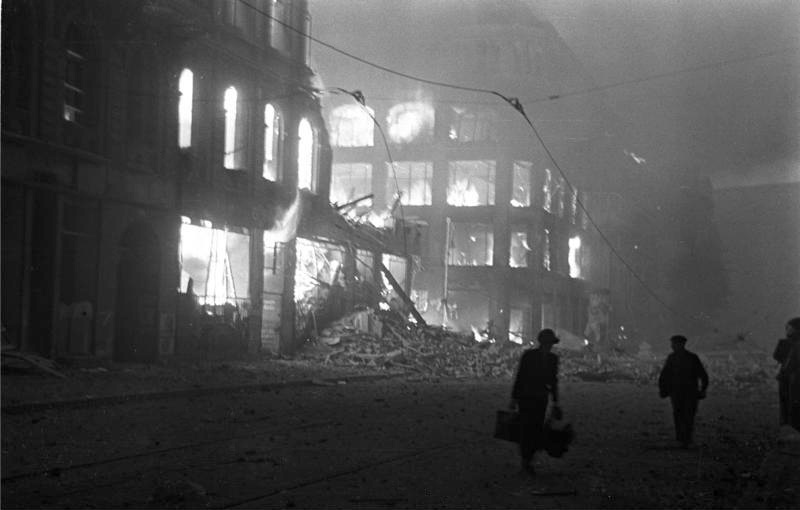
ベルリンのツィマー通り角にある出版社が燃える様子（1944年7月）

ドイツ空軍が各戦線から戦闘機を集めて高射砲の生産を強化したため、1944年3月のベルリンとニュルンベルクにおけるイギリス空軍の爆撃は多大な損失を出して失敗に終わった。イギリス空軍”ボマー”ハリスはハンブルク空襲の成功に自信を深め、ハンブルクの再現をベルリンで成功させればドイツの降伏は早まると確信していた。ベルリンへの爆撃再開は1943年8月で爆撃機モスキートのパスファインダーも投入して開始されたが、ベルリンまでの長い飛行距離、冬の悪天候によって爆撃機はベルリンに到達できず、組織だった爆撃の実施は出来なかった。
天候の回復を待って大規模な攻撃を開始した11月19日から1944年3月まで、延べ16回、9,000機の爆撃機が動員され、ベルリンに相当な被害を与えたことは事実ではあるもののベルリンはハンブルクよりも大きな近代的な都市で防災に対する備えがあり、ドイツ空軍の防空体制も厳重であった。3月30日のニュルンベルク爆撃ではもっと手痛い損失を被り、ベルリンとニュルンベルクでイギリス空軍は1,047機の爆撃機を失い、1,682機が損傷した。アメリカ航空軍の統計専門家ロバート・マクナマラ（後の国防長官）の分析によれば、1943年後半から1944年春まで戦闘機による爆撃機の損失が相次いだため、出撃した爆撃機のうち20パーセントがエンジン不調などを口実に基地に戻ってしまったとしている。1943年から1944年にかけて1回の爆撃における平均損耗率は5.2パーセントだったが、11パーセントに達する損耗率を出し続けることが困難であると”ボマー”ハリスも認めざるをえなかった。これらの損失の大きさは後年に失敗では済まされない、完全な敗北であったと語られた。
1944年1月、第8爆撃機軍団の維持に関わる損失だと痛感した司令官エーカーは、このドイツ空軍の戦闘機を地上、空中、基地、工場、問わず見かけ次第攻撃するよう第8戦闘機軍団に要請し、戦力回復に努めた。また、”ボマー”ハリスが長距離夜間戦闘機を求め、エーカーが長距離昼間戦闘機を求めたように両司令官は爆撃機に護衛の戦闘機が必要であることを痛感した。増槽を付けて航続距離が増したサンダーボルトとライトニングではアーヘン地方で引き返せねばならず十分ではなかった。1943年末にはセレイト ・レーダー探知機を搭載した夜間戦闘機型モスキートがベルリン上空に現れたことで、ドイツ空軍の戦闘機を撃墜できるようになったが数が少なかった。

### マスタングの登場

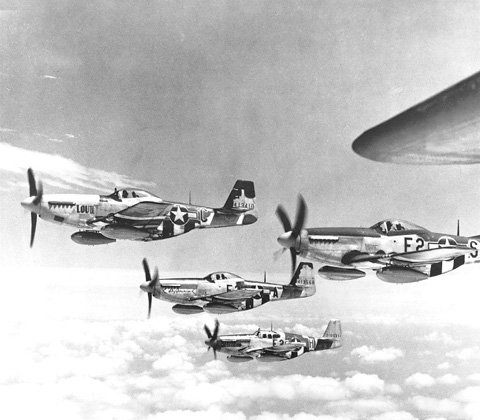
第375戦闘機飛行隊（現ミシガン州兵第172攻撃中隊）のマスタングP-51B型とP-51D型（1944年7月26日）

マスタングの大量生産に至る道は簡単ではなかった。「アメリカ陸軍航空軍にとって第二次世界大戦の最大の過ちになりかねなかった。」と言わしめるほど難航した。テストパイロットのロニー・ハーカーの提案を元にロース・ロイス社の試験結果が出ると、空軍省ウィルフリッド・フリーマンはすぐ動き出したが、いくつもの障害があった。大量に発注がかかっていたウォーホーク、エアラコブラのメーカー、その後援者らがいたのに対してマスタングにはなかった。マスタングの試験を担当したアメリカ将校ら、オリバー・エコルズを始めとするアメリカの航空産業を代表する航空委員会など反英派は頑なに拒んだ。アメリカ政府や陸軍に影響力を持ち、航空委員会など歯牙にもかけないトミー・ヒッチコックやロバート・A・ラヴェットらの働きかけがあって、1943年の8月と10月のボールベアリング工場爆撃時の大損害を聞いたアーノルドを動かすに至った。
ハンブルク空襲の後、東部戦線のスターリングラード、クルスク、北アフリカのエル・アラメイン、シチリアという3方面を抱え、苦戦を悟っていたシュペーアとドイツ空軍は対抗策を模索した。ゲーリングにそれがあったが疑わしいけれど、やる気と才能が失われたわけではなかった。一方で、アメリカ航空軍でもニューファンドランドの対潜水艦作戦、北アフリカと太平洋戦線のニューギニアで地上支援へと新型爆撃機が求められる場所はいくつもあった。アメリカ航空軍司令官アーノルドは成果をあげなければ要求や計画が通らなくなることを危惧した。ソ連のスターリンは兵力の投入をときに怒りをこめて激しく求め、アメリカ軍内で太平洋戦線の優先を唱えるキングやマッカーサーらは発言力もあった。そういった政治的な背景にも関わらずヨーロッパへ増援を送り続け、ボールベアリング工場への攻撃以来、第8航空軍が低活発になったことに不満を覚えたアーノルドは1943年12月にヨーロッパ派遣航空軍の再編を決定した。イギリスの戦略空軍である第8航空軍と戦術空軍である第9航空軍はイタリアの第15航空軍と合流し、戦略航空軍と改められた。司令官はカール・スパーツが就任し、第8航空軍はジェイムズ・ドーリットルが任命され、エーカーには第8爆撃機軍団から地中海戦線への転属命令が出た。
1944年の1月にエーカーが出した戦闘機殲滅の方針に代わって、ジェイムズ・ドーリットルは戦闘機は爆撃機の側にいること、つまり、爆撃機編隊の前方に展開して迎撃ラインを作ることを命じ、自由戦闘を許可した。ドーリットルの方針は時期という意味で成功だった。サンダーボルトだけでなく、新型戦闘機マスタングがイギリスに到着し始めた。エンジンが2基あるライトニングの燃費は悪く、1時間あたりの平均燃料消費量は144米ガロン (550 L)だったが、エンジン1基のサンダーボルトでも排気量が大きいため140米ガロン (530 L)であった。これらに対して優れた空力特性をもつマスタングは64米ガロン (240 L)だった。増槽がなくても機体内に多くの燃料を持つマスタングは燃費を加えて、長く、遠くに飛ぶことができた。追加燃料タンク、増槽を使用すればサンダーボルトは600キロ先まで護衛についていけた。ライトニングが840キロ、マスタングは965キロだった。最初にパイオニア・マスタング（P-51B型）として装備した第9航空軍のドン・ブレイクスリー指揮下で第336戦闘機飛行隊は前年の12月11日にエムデン爆撃の護衛に始まった。フライング・タイガース帰りのジェームズ・H・ハワードを始めとするベテランが合流し、地中海に派遣されていたマスタングの飛行隊も第8航空軍に合流して急速に数を増やした。

### ビッグ・ウィーク

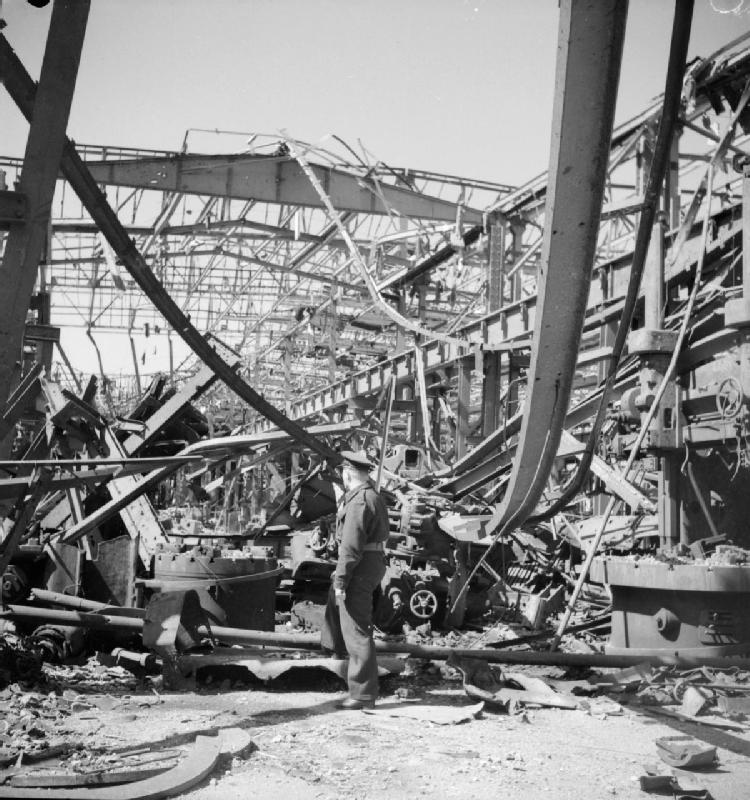
被災したデュッセルドルフのラインメタル社の工場（1944年11月）

1944年2月20日に始まったアーギュメント作戦、「ビッグ・ウィーク」の異名で知られる作戦はそうした状況から開始された。アメリカ戦略航空軍の800機の戦闘機、3,800機の爆撃機はイギリスの爆撃機軍団2,350機と共にドイツ本土の航空機工場を目標に1週間足らずの間に2万トンの爆弾で攻撃した。この大規模な攻撃を受けて工場が完全に操業を停止することなく、数カ月後にはより生産量が増加したことから爆撃自体は成功とは言い難く、アメリカは28機の戦闘機、90機の爆撃機、イギリスは131機の爆撃機を失った。
連合爆撃攻勢は引き続き大きな損失を出したが、ボールベアリング工場攻撃時の30パーセントの喪失率に比べて、アメリカは14パーセント、イギリスは5.7パーセントと喪失率は遥かに低かった。この5日に渡るビッグ・ウィークは戦闘機同士の激しい航空戦となり、ドイツ空軍は262機の戦闘機が失われた。航空機工場のみならず、ネイメーヘン爆撃など空軍基地も攻撃の対象となり、最終日となった25日にはボールベアリング工場が集中するレーゲンスブルク、シュヴァインフルトが再び爆撃された。ドイツ空軍にとって戦闘機の生産を維持するという重大さから己の損失を顧みずに迎撃せざるをえなかった。戦後に調査したアメリカ戦略爆撃調査団（USSBS）によって2月の6日間でドイツ空軍は600機以上を失い、このうち3分の1がアメリカ戦略航空軍の戦闘機によるもので、ドイツ空軍の記録が消失したことから現代でも正確な数字は判明していないとしているが、これらはスピットファイア、サンダーボルト、ライトニング、そしてマスタングの戦果だった。新米のパイロットを含むマスタングの戦果はこの時点でさほど目立った数ではないが、ドイツ空軍と違ってアメリカ戦略航空軍は損耗に対する補充が続いた。
別の統計によると、1944年1月から5月までに2,605機の爆撃機と1,045機の戦闘機が失われたが、このうち戦闘機による被弾、故障は2.2パーセントであり、高射砲による被弾、故障は21.4パーセントだった。これも1943年6月から12月の戦闘機による被害7.4パーセント、高射砲による被害21.4パーセントであったことから、高射砲に対応策として高々度からの爆撃が必要不可欠だったが、それが可能な新型爆撃機B-29はアジア・太平洋戦線へ投入されることになっていた。この解決策にアメリカのオペレーションズ・リサーチは、「無視界・計器爆撃」を提言した。昼間戦闘機部隊の総監アドルフ・ガーランドは1944年4月の報告で、「現在、約1対7の戦力差での戦いになっています。アメリカ軍の水準は高く、1,000機の戦闘機と優秀な将校を失いました。その補充は不可能です。事ここに至っては、空軍が崩壊する恐れもあります。」と強く訴えた。

## ノルマンディー上陸作戦の準備

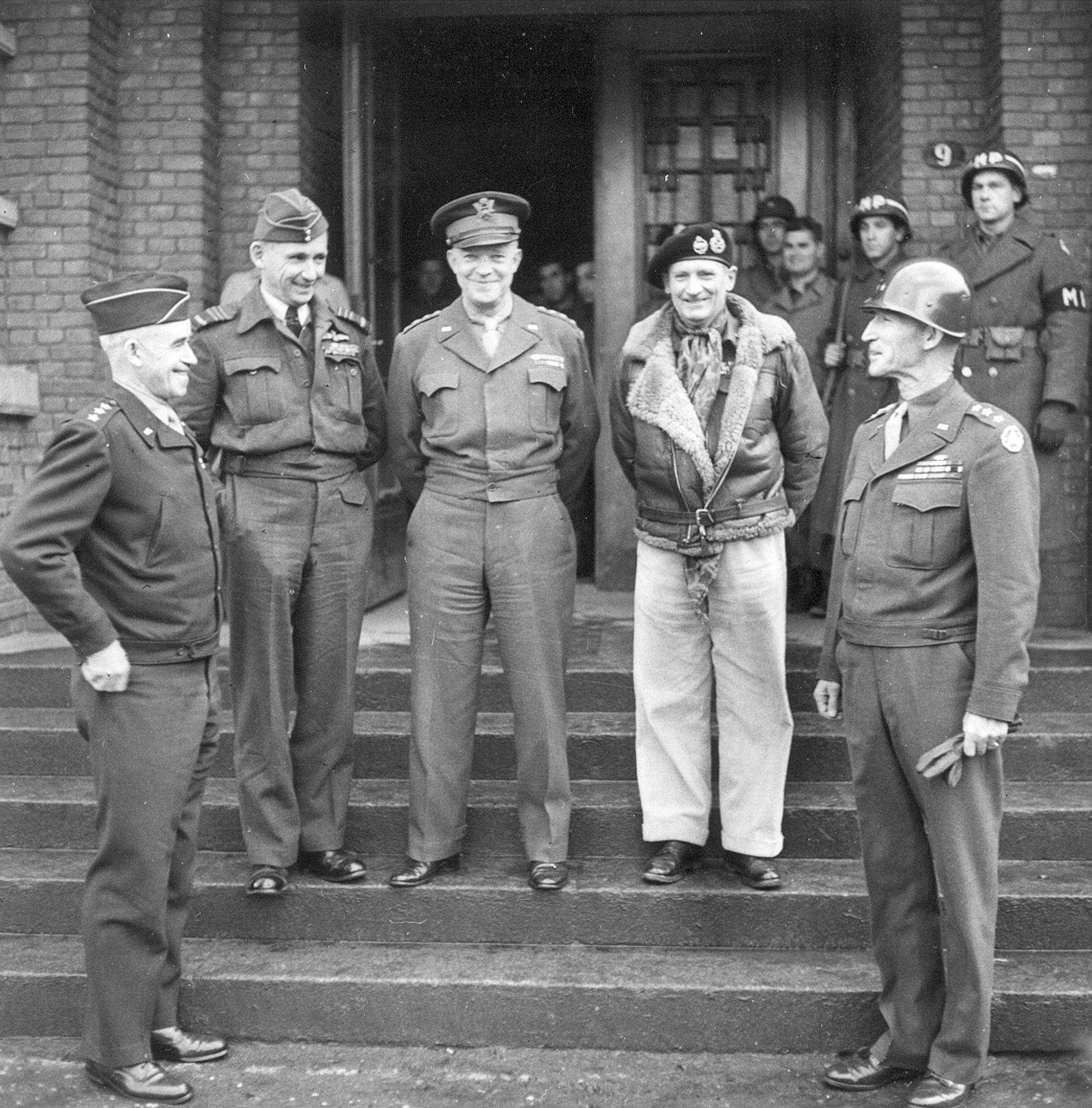
左からアメリカ陸軍ブラッドレー、イギリス空軍テッダー、最高司令官アイゼンハワー、イギリス陸軍モントゴメリー、アメリカ陸軍シンプソン

アメリカで戦略航空軍への組織改編が行われた1943年12月、地中海作戦戦域からドワイト・D・アイゼンハワーとその参謀が丸ごと連合国遠征軍最高司令部としてイギリスへと移り、ノルマンディー上陸作戦の準備が始まった。アイゼンハワー連合軍最高司令官、アーサー・テッダー副司令官、イギリス空軍チャールズ・ポータル参謀総長、イギリス爆撃機軍団アーサー・ハリス、そしてアメリカ戦略航空軍カール・スパーツの5者を中心とした協議が開始された。アイゼンハワーは上陸作戦を絶対に成功させるためには、海上哨戒機を除く米英空軍すべてを指揮下に置くことと考えていたが、イギリス政府も空軍指揮官らも反対した。
イギリス空軍のアーサー・テッダーは、ノルマンディー周辺とドイツ本国間の兵員と物資移動を阻害するため鉄道網の徹底的な破壊を提唱したが、ウィンストン・チャーチル首相はこの作戦に反対し、ノルマンディー周辺だけでなく鉄道の駅や路線付近のフランス国民に犠牲が出ることを憂慮して、「名誉を汚す」とルーズベルト大統領に親書を送っている。しかし、参戦前まで無差別爆撃を自重するよう主張していたルーズベルトは、「上陸部隊の生命損失をこれ以上ださせないための作戦を規制することはできない」と政治的な回答をした。5月にも、「戦後に尾を引く問題になりかねず、2万人の死者を含む8万の死傷者が出る恐れがある」とルーズベルトに訴えたが、「総力戦における必要性の論理には答えがない」と決行を支持した。
空軍内部でも”ボマー”ハリスは無差別爆撃こそが終戦への近道だという意見を変えることはなく非協力的な姿勢を取り続けたが、1945年1月までチャールズ・ポータル参謀総長は複数回に渡っての説得により態度を改めた。また、カール・スパーツも重爆撃機を上陸支援に使用することに反対し、連合爆撃攻勢の計画に沿ったドイツ空軍に航空燃料を供給する石油精製施設への攻撃を主張したが、アイゼンハワー最高司令官は各々の激しい主張に対し、自身の決定を支持しないなら、連合軍司令官の座を降りると脅しに近い発言をして反対派を黙らせた。しかし、スパーツの石油精製施設への攻撃する計画自体はアイゼンハワーから上陸作戦に支障のない範囲で支持された。

### 第15航空軍の爆撃

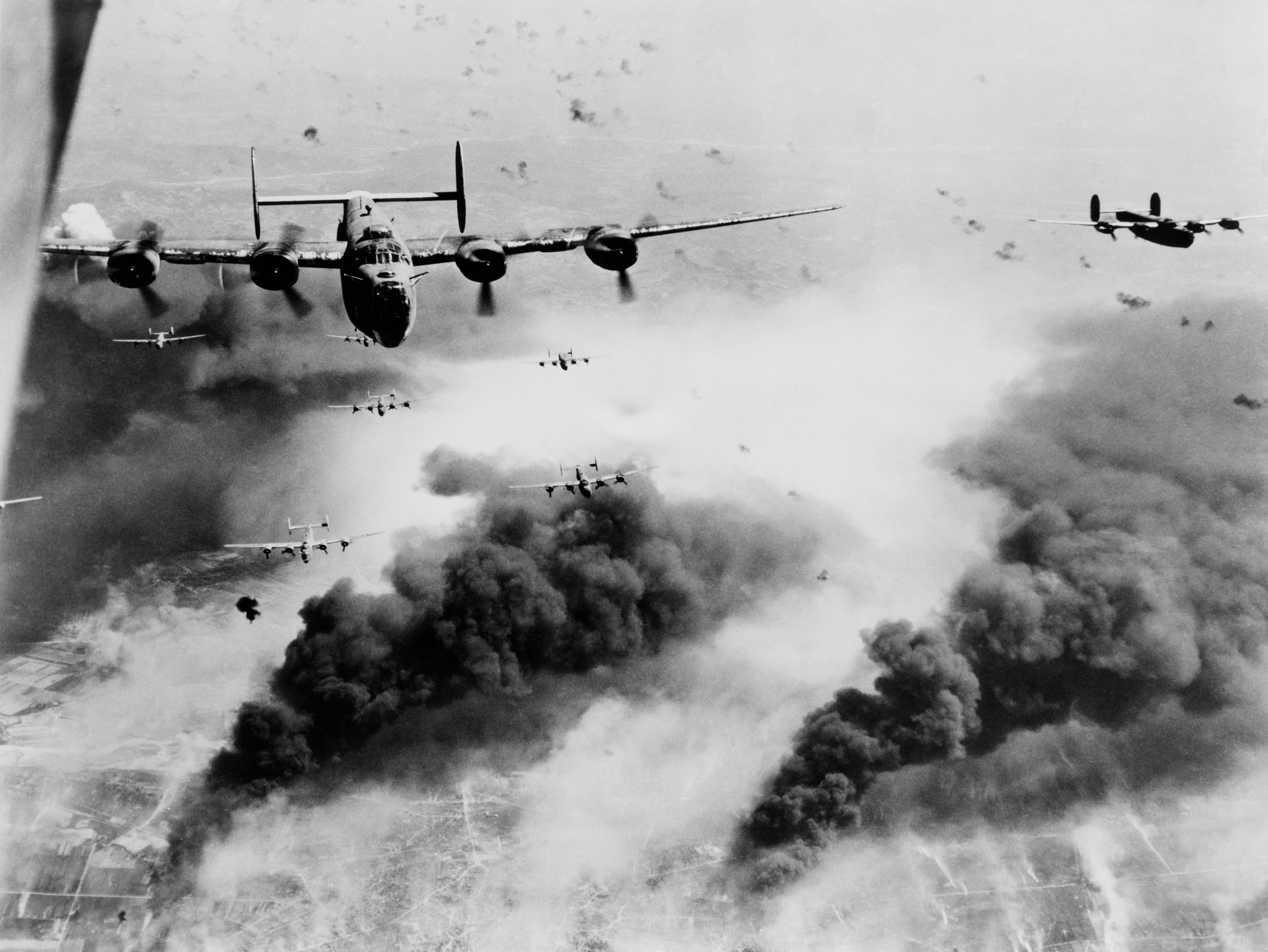
プロイエシュティ油田を爆撃するリベレーターB-24爆撃機（1944年5月）

スパーツによる「オイル計画」によってルール地方の燃料精製所、燃料備蓄施設、ブラバクといった石炭液化（合成燃料）燃料精製所も攻撃の対象として選ばれ、それはロイナ工場、ブリュックス（モスト）、ボーレン、ツァイツ、リューツェンドルフ、マクデブルクに所在した。
イタリアの第15航空軍でも占領下のイタリアからなら、ルーマニアやオーストリアの石油精製施設に限らず、ドイツ南部の航空機工場も攻撃できると考えられた。アドリア海に面するフォッジャの空軍基地が修復と新設工事が行われ、新たな司令官ネーサン・トワイニングが現地入りした1943年12月までに45個の重爆撃機向け空軍基地が完成し、イギリスの空軍基地を圧迫しているアメリカの重爆撃機が続々とイタリアへと送り込まれた。
余力のあったイタリア戦線の第15航空軍に対してルーマニアのプロイエシュティ油田と精製所の攻撃を命令が出た。ドイツ軍はプロイエシュティ油田への爆撃に対し、新たな戦闘機部隊の配置、煙幕、対空砲によって堅牢な防御を築き、ベルリン、ウィーンに次ぐ3番目の防御態勢を形成した。イタリアから出発してプロイエシュティ油田へ向かう爆撃部隊を察知するためにユーゴスラビアへとレーダーも設置された。煙幕への対策に爆撃部隊の先頭機がレーダーを使って爆撃の効果が見込めると考えられたが、実際の効果がわかったのは戦後のことだった。1944年7月までに第15航空軍は318機の重爆撃機を失った。
1944年4月に始まった一連の攻撃は合計で57回の爆撃は建物、設備に対して2.2パーセントしか命中せず、効果は薄かった。1945年1月から4月かけて、ハリスの方針変更によりイギリス空軍の爆撃機も加わって74回、49箇所の燃料関連施設を爆撃した。

### 輸送計画

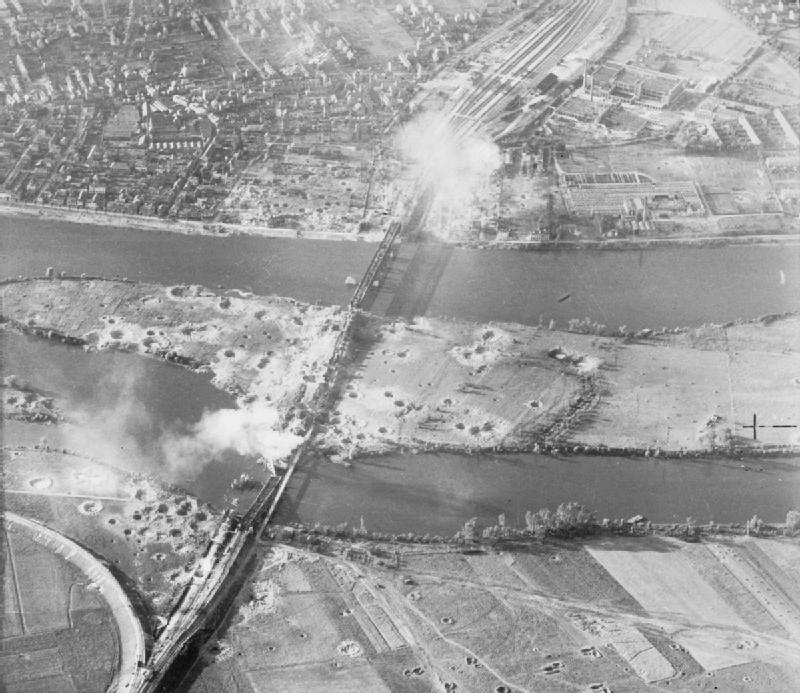
爆撃で寸断されたルーアン南のトゥルヴィル・ラ・リヴィエールに架かる鉄道橋（1944年8月）

ルール地方、プロイエシュティ油田、ベルリンなど一連の攻勢は、1944年4月に航空作戦の指揮権がアイゼンハワーに移管することで終了した。アイゼンハワーはフランス、ドイツの鉄道網に対する攻撃を命じたが、ドイツ空軍の反応は薄かった。アメリカ戦略航空軍の戦闘機との空戦で、ドイツ空軍は2,262人の戦闘機パイロットを失っていた。1944年1月から5月までの間に失われた戦闘機パイロットは爆撃機など全搭乗員の20パーセントにあたる約450人を1月ごとに失っていた計算になる。5月にアイゼンハワーはドイツ空軍の戦力確認のためスパーツに対して再びプロイエシュティ油田への攻撃を命じたが、防御が脆弱化していることが確認され、ドイツ空軍の残存戦闘機による抵抗が減り、爆撃機の損失は減少するようになった。
「輸送計画」の成功によってフランス上空における制空権を確保し、ノルマンディー上陸だけでなくファレーズ・ポケットにおいても橋梁やトンネルへの爆撃によってドイツ陸軍の交通網を完全に麻痺させることに成功した。1944年6月上旬までに上陸地域の東を結ぶフランス北西部全域が隔離された状態に陥り、ドイツ陸軍が身動きがとれない状況を作り出した。また、アメリカ戦略航空軍ではイギリス、イタリア、ソ連の空軍基地を利用する計画「狂気作戦」が立案された。イギリスからルーマニアなど遠方の目標を攻撃した場合、往復が難しいためソ連領の空軍基地に着陸してそこで燃料と爆弾を補給して復路で再び攻撃してから戻って来るという作戦だった。ソ連は物資の援助を見返りに基地の利用を承認した。この作戦は1944年6月22日から開始され、それまで攻撃の受けることがなかったポーランドの燃料精製所を攻撃するなど大きな成果を出したが、ウクライナのポルタバで駐機中のB-17「空の要塞」43機がドイツ空軍の戦闘爆撃機に奇襲攻撃で破壊された他、燃料や爆弾をアメリカから運ばなくてはならないという難題があったため、1944年9月には中止された。

### ドイツ空軍の抵抗

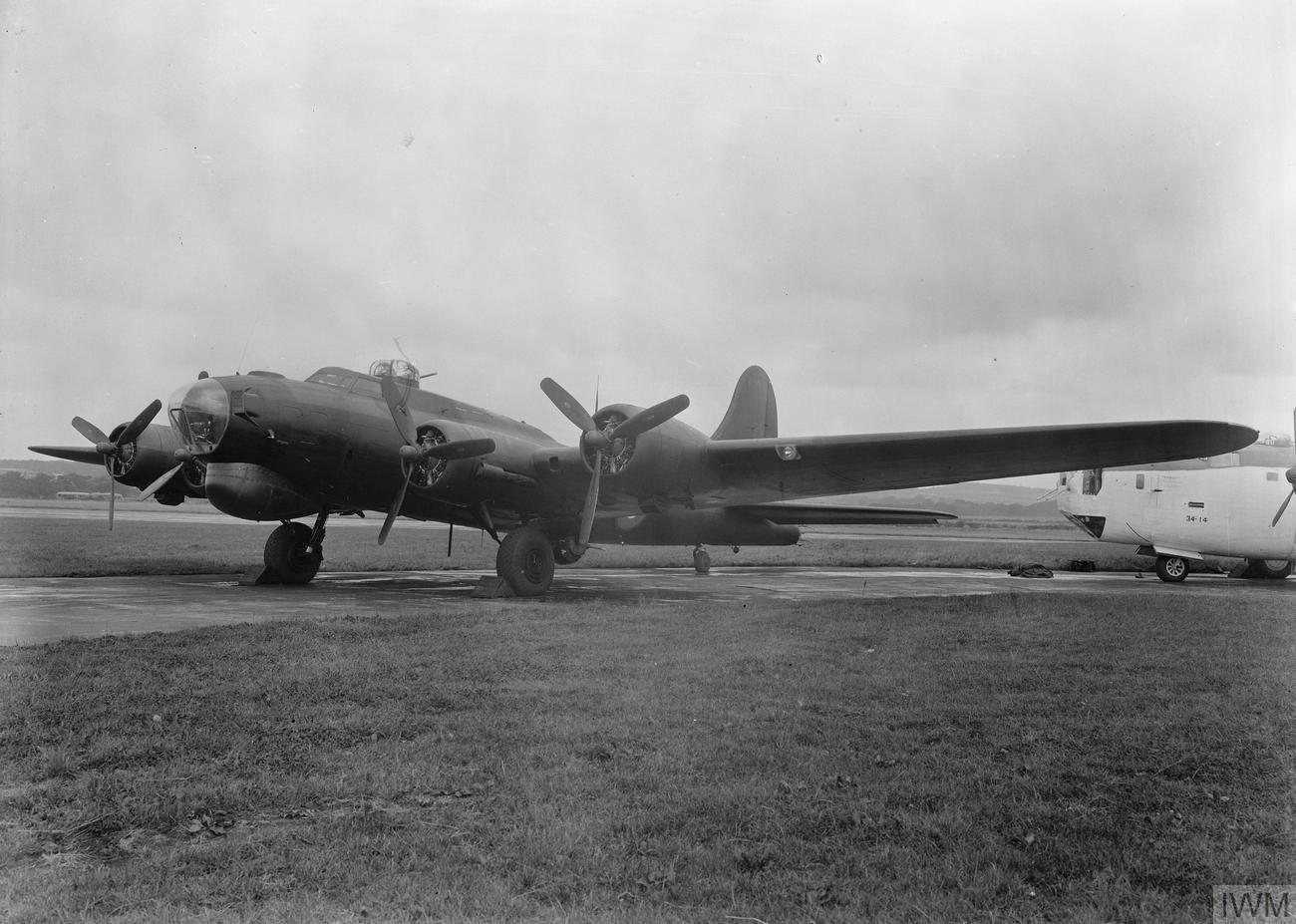
ECM戦のイギリス空軍フォートレス Mk.III型（1944年）

ジェリー・スカッツ（2001年）はドイツ空軍の夜間戦闘機部隊は1944年6月の時点で約800機に達していたと記している。1940年6月から比べれば8.35倍の拡充であり、昼間戦闘機部隊の実質2倍に相当した。1944年7月3日、アメリカ第9航空軍に夜間戦闘機P-61 ブラックウィドウが夜間作戦を開始したが、戦局に変化を与える数、時期ではなかった。エーテルの戦いに最も有用と評価が確立したのは、実際にドイツの工業力に打撃を与える部隊ではなく、特別任務を与えられた第100特別任務集団（No. 100 (SD) Group）だった。B-24 リベレーターやB-17 フライングフォートレス、イギリスの旧式機を機材として用いた同部隊はドイツの夜間戦闘機を撃墜するか、妨害装置でまごつかせて、爆撃機部隊の脅威を制圧し、たいていの場合大きな成功を収めた。
上陸作戦後に再開された連合爆撃攻勢によって、鉄道、道路、水路に対する攻撃は戦闘機の燃料供給に限らず、石炭などの供給が絶たれ、遠からずドイツの産業全体が麻痺することを意味した。シュペーアは弾薬工場もまた危機的な状態であることにも言及した。ノルマンディーの戦いでドイツ軍が後方へと撤退する混乱の中で、約800機の戦闘機を爆破処分など機材の放棄、地上要員の撤退失敗といった損失を出しながらも、ドイツ空軍の昼間戦闘機部隊も数の上では補充が続いた。
アドルフ・ガーランドはフランス国境沿いやドイツ中部での戦力温存によって、アメリカ航空軍に対する航空決戦を挑む構想を練った。「大打撃」（独: der Große schlag）と呼ばれるガーランドの計画では、第1戦闘軍団、11個飛行隊による2,000機の迎撃で、400機のアメリカ重爆撃機を撃墜し、ドイツ空軍も同数400機の損耗と100から150人のパイロット損耗を覚悟した戦いによって、航空戦の転換点を作ることを画策した。1944年9月に上陸した連合軍が一時的な攻勢停止の隙をついて、迎撃のために出撃することを二の次にした戦力温存策をゲーリングから反対されず、ガーランドは一時的なフリーハンドを得て、本土防衛の部隊編成に注力できた。これらは11月12日の時点で編成完了し、18個戦闘航空団、3,700機の戦闘機が計画に備えられた。しかし、11月半ばにはヒトラーによる命令で、戦力のほとんどが反攻作戦アルデンヌ攻勢（バルジの戦い）へと転用され、防空戦ではない戦闘に投入された結果、想定外の前線配備により戦闘機部隊は損耗に対して戦果を出せなかった。
アメリカ人から根強い人気を持つサンダーボルトに対する非難と擁護の論争でイギリス専門家ポール・ケネディ（2013年）もサンダーボルトを擁護し、サンダーボルトもマスタングも必要な機種だと評している。ヨッヘン・プリーン（2010年）はフォッケウルフと相対しても、サンダーボルトは速度を失わない限り横転率（ロールレート）は良かったとしており、アドルフ・ガーランドも見た目に反して俊敏だったと記している。第二次世界大戦を通じて空戦戦果はライトニング：撃墜・被撃墜率1.4（被撃墜1,758機、撃墜1,771機）、サンダーボルト：2.0（被撃墜3,077機、撃墜3,082機、地上撃破3,202機）、マスタング：3.6（被撃墜2,520機、撃墜4,950機、地上撃破4,131機）、欧州・太平洋双方で活動した海軍機ヘルキャットは撃墜・被撃墜率：4.4という統計を出している。これらの成績について、ステファン・バンゲイ（2001年）など評論家はどれかが優れているというより、それぞれが担った役割が違うとした。ジェット戦闘機Me 262は搭乗員の少なさから決定打にならず、連合空軍もマスタングの数だけでは制空権を勝ち取れなかったと結んだ。

### ジェット戦闘機

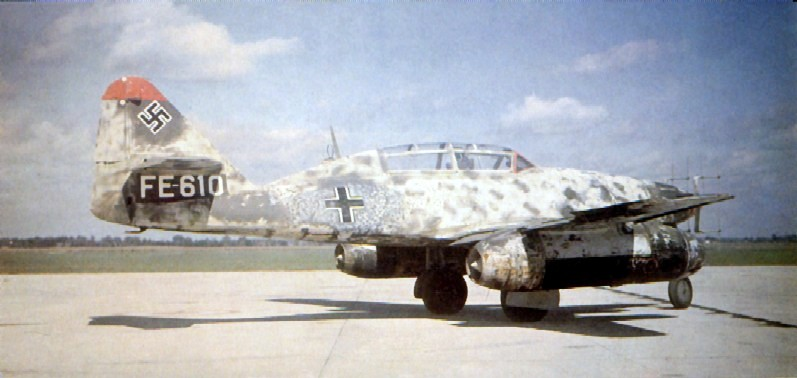
B-1a/U1夜間型ジェット戦闘機メッサーシュミット Me 262

夜間の戦いでは、モスキートやブラックウィドウといった高速夜間戦闘機の存在がドイツ空軍の戦闘機が駐屯する基地への急襲で成果を出していた。こういった高速機に対抗するため、専用装備のBf 109G型では役に立たず、Ta 154は製造不良で失敗し、He 219だけが有用だったが、信頼性に対する不信感が実力を発揮しきれない問題として尾を引いた。圧倒的な性能で戦い得た戦闘機が唯一メッサーシュミット Me 262だった。
1944年12月に実働可能状態になったジェット戦闘機Me 262は対高速機に対して速度を落とす必要がないというそれまでのモスキートの優越していた因子が逆転することで大きな成功を収めた。しかし、対爆撃機に対しては目標に対して射撃する時間が足りないオーバーシュート（射越し射撃）になってしまう問題を孕んでいた。また、ジェット戦闘機Me 262の開発も順調ではなかった。ガーランドは1943年5月に試験飛行を終えていたMe 262が量産体制に入っていれば、防空戦を根本から変化させることは楽観的な観測とは言い難いと語るほどだった。重爆撃機の開発が進まず、ジェット戦闘機の提案してきた空軍をヒトラーは拒絶し、上陸侵攻してくるであろう連合軍に対する攻撃手段の1つに転用する決定が下された1943年12月まで、試作機以外の生産を許可しなかった。
1944年9月1日、ドイツ空軍のジェット戦闘機出現の報告を受けたスパーツはワシントンへ第一報を送った。1944末までにMe 262に限っていえば564機しか製造されていなかったが、1945年1月11日にヴェルサイユで開かれた連合軍の空軍会議では、長期化する戦争において700機近く生産されたと試算したジェット戦闘機の危険性について協議された。ドイツ上空において5対1の戦力比があるにも関わらず、空襲だけでドイツを降伏に追い込むことが困難であり、ワシントンの航空軍司令官アーノルドも方策を欠いていた。後に戦略爆撃調査団にも参加したアメリカ政府の経済学者ガルブレイス（1983年）は戦略爆撃によってドイツの生産力が抑制されることはなく、むしろ、増大したため、当時のアメリカ航空軍は想定外の事態になっていることに気づきつつあり、その後の展開は地上侵攻が主体であったという見解もある。
連合国の地上部隊がドイツに迫るとドイツ空軍は部隊のあいつぐ移動を迫られ、多くの空軍基地が爆撃に晒されるとアウトバーンを滑走路の代用にした。戦後、最後の基地で自爆を逃れたMe 262B-1a/U1を鹵獲した。ジェット戦闘機は連合国でも開発されていたが、夜間戦闘機の技術だけは例外だった。カムフーバーは連合国の調査団に対して、「基幹となる6個夜間戦闘航空団が18個だったならば、はるかに多くの成果を得られ、イギリスの爆撃方針を断念あるいは変更させることさえ出来ただろう。」と証言し、イギリスとアメリカは様々な要因、特に限りある工業資源を多数の計画に使って希薄化してなければ、ドイツ空軍はより大きな脅威となっていたと調査結果を出した。

### 燃料の欠乏

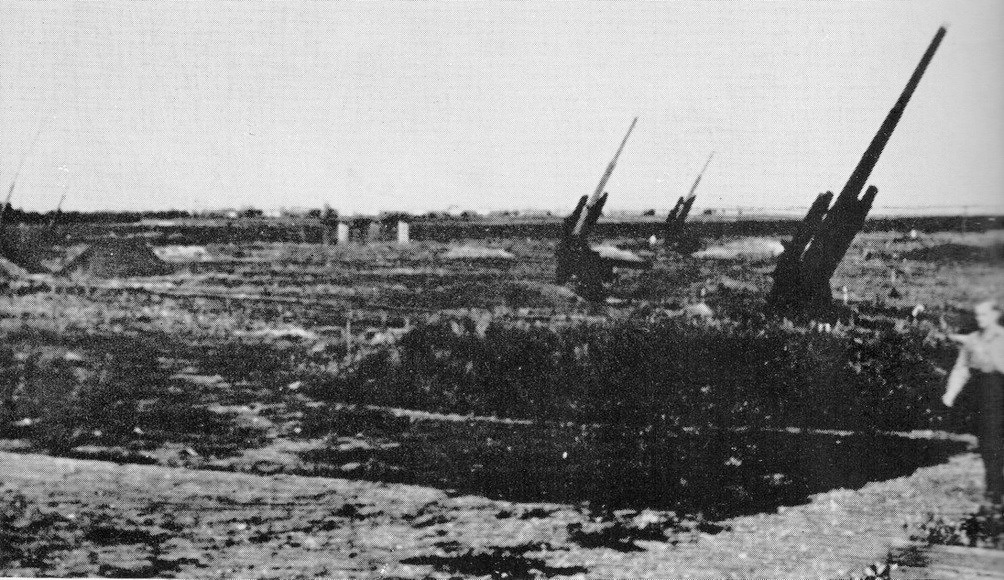
プロイエシュティに配備されているドイツの8.8センチ高射砲（1943年）

オウヴァリー（2021年）によれば、プロイエシュティ油田はドイツ空軍によって厳重に防御されていた。1944年8月のソ連のルーマニア侵攻（ヤッシー＝キシニョフ攻勢）とイギリス空軍によるドナウ川への機雷敷設によってドイツへの供給量は3分の2が減少した。1944年9月までにドイツ空軍は80パーセントの戦闘機を本土防衛に回し、ソ連の東部戦線にも影響を与えた。イギリス、アメリカの爆撃機に対抗するため早急に戦闘機を増産する必要性にかられ、戦闘機の生産と整備を優先するあまり、中型爆撃機や急降下爆撃機は戦闘機に対して半分以上あったのが4分の1にまで低下した。バランスを欠いた部隊編成でありながら、マスタングやサンダーボルトといった長距離戦闘機の出現がドイツ空軍にとって致命的になった。
1944年7月までの3か月間で燃料98パーセントの供給量減少があった。1944年5月から9月までの期間にアメリカ戦略航空軍は127回、イギリス爆撃機軍団はおよそ53回の燃料関連施設に対する攻撃により、ルーマニアの油田と合成燃料の工場から供給を絶たれたことで備蓄を使用し始め、9月には全戦域で継戦するには半月分の15万トンまで減少した。それは1944年中のピーク時の燃料供給量に比べて5パーセントだった。ドイツにおける戦闘機の生産量がまさにピークに達したその瞬間に、爆撃機の迎撃に向かう戦闘機の燃料がなくなり、新規に育成するパイロットの訓練に使う燃料も枯渇した。このパイロットの育成は大きな影響を及ぼし、未熟なパイロットが出撃しては撃墜されるという悪循環を作り出し、1944年6月から10月にかけて1万3,000人の戦闘機パイロットが失われた。副次的に燃料の枯渇はドイツ陸軍の戦車など装甲軍に対する影響を及ぼした。東部戦線ではシュレージエンがわずか2週間でソ連軍に奪われ（ヴィスワ＝オーデル攻勢）、西部戦線も12月のアルデンヌ攻勢で備蓄燃料を切り崩すだけでは事足りず、攻勢を成功させる唯一の希望は連合軍から燃料を奪取することだった。

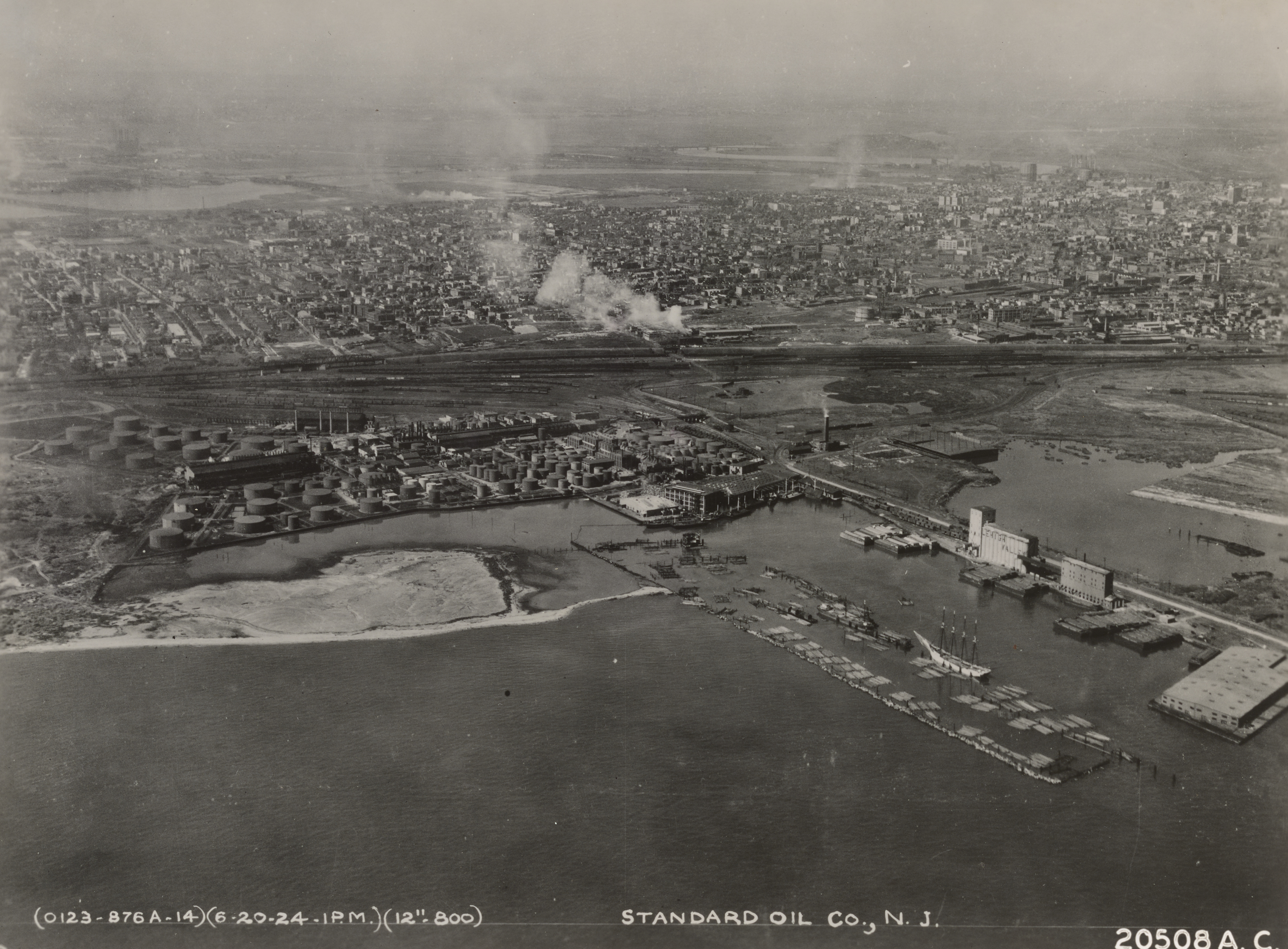
ニュージャージー州のスタンダード・オイル社精製所

搭乗員の損耗、燃料の枯渇によってドイツ空軍の命運は決した。ノルマンディー上空にはイギリスとアメリカの戦闘機3,700機が哨戒にあたった。1944年夏以降、改良型のサンダーボルトとマスタングが登場したことで、それが覆されることはなかった。サンダーボルトは重量に反して低空での戦闘に強く、マスタングに至ってはどの高度でも空中戦に強かった。ドイツの戦闘機が墜落するか、急降下で逃れようとしているのか不明な場合、それを追跡する余裕があったため、低空に追い込んで撃墜した。
アメリカでは1943年にハロルド・L・イケス内務長官の主導でビッグ・インチが完成し、テキサスのロングビューからペンシルベニアのフェニックスヴィルまでパイプラインによる燃料輸送が可能になった。これが連合国の燃料供給を支え、連合国の航空用燃料の90パーセントをアメリカによって生産、供給された。また、ドイツ空軍が87オクタン価の航空用燃料を使用している間、イギリス空軍とアメリカ戦略航空軍は1944年頃から100オクタン価、夏以降は160オクタン価の超ハイオクガソリンを使用した。1943年11月28日、チャーチルがテヘラン会談の乾杯の音頭を取る際に、「エンジンとオクタンの戦争だ。アメリカの自動車産業と石油産業に、乾杯」と述べたように、連合国は近代化した兵器を最大限活用する手段を手に入れた。

## 飽和攻撃

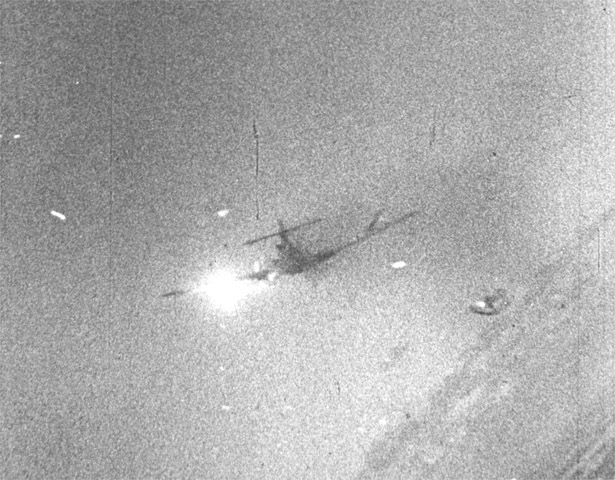
アメリカの戦闘機に銃撃されるドイツJG27所属のBf 109G型（1944年10月）

ノルマンディー作戦後の秋、イギリス爆撃機軍団とアメリカ戦略航空軍はアイゼンハワーの指揮下から解放された。”ボマー”ハリスは圧倒的な爆撃機数の物量をもって、ドイツの戦争遂行能力を完全に破壊することを目論んだ。いわゆる「飽和攻撃」だった。その最も好例なルール地方の爆撃の再開、そして、3,000機以上の爆撃機による最大規模の爆撃を実施した。1944年10月6日のドルトムント、14日と15日のデュイスブルク、ブラウンシュワイク、そして、28日にケルンを焼き払った。ルール地方以外では、9月11日のダルムシュタット爆撃も猛火に包まれた。ダルムシュタットでは、ドレスデンの予行演習として「菱形編隊」と呼ばれるイギリスの爆撃手法がアメリカ戦略航空軍によって試された。照明弾による囲いではなく、一点を中心にして扇状に破滅の絨毯を形成した。高射砲が配置されておらず、同時期のシュツットガルトが坑道に住民が逃れたのに対して地下室しか逃れる先はなく、住民の10.7パーセントにあたる1万2300人の死者を出した。
ドイツの軍事力が急速に弱まってきた1944年後半から連合爆撃による無差別爆撃は激しくなる一方だった。ドイツ空軍が強力で未だに力を持っていた時には、その報復措置を恐れて自己抑制機能がある程度働いていたが、それが弱体化したためにその抑制が効かなくなっていた。こうした変化はアメリカ戦略航空軍の爆弾比率に顕著に現れている。1944年9月1日から12月31日までの4か月間に攻撃目標に対して14万807トンの爆弾を投下したが、そのうちの6割にあたる8万1,654トンが盲目爆撃（目標を確認しない）で投下された。従来の精密爆撃で使用された爆弾はわずか674トンだった。

### ドレスデン爆撃

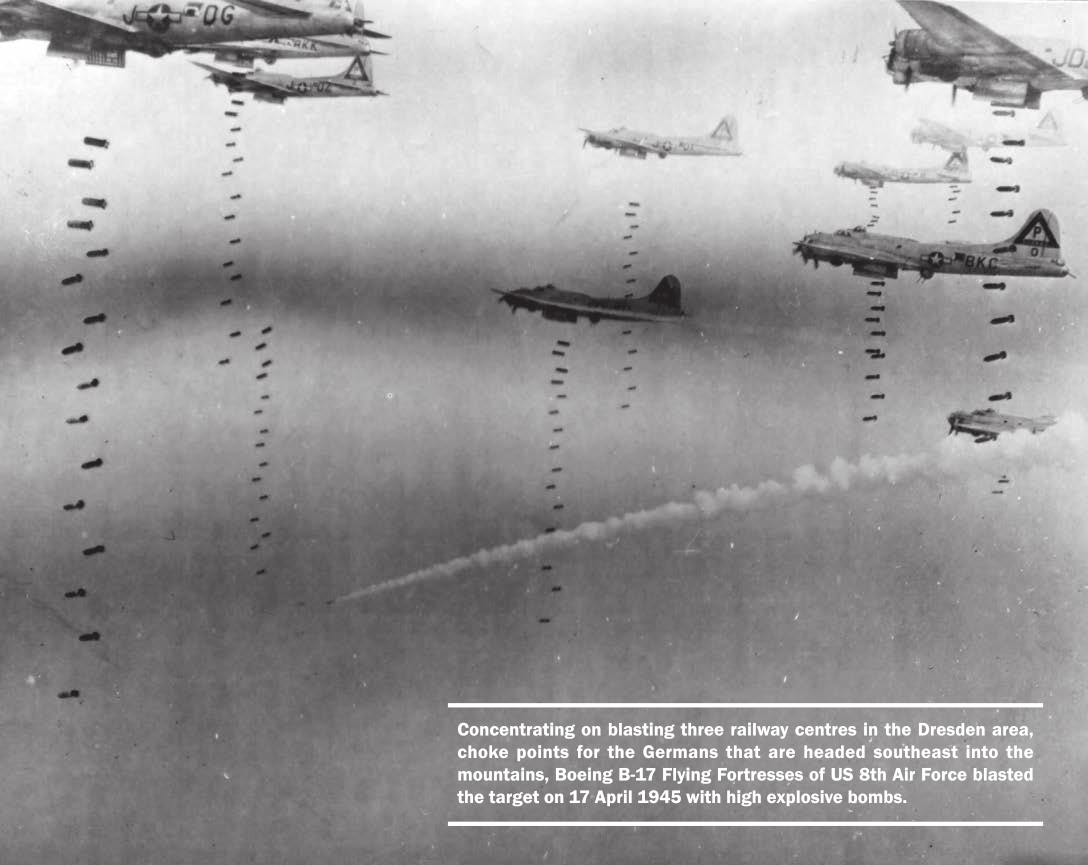
「空の要塞」によるドレスデン爆撃

ヨーロッパ戦線はドイツ陸軍のアルデンヌ攻勢の失敗によりライン川を遮る防衛部隊が崩壊し、東部でもハンガリーが占領されてルーマニアからの燃料供給が完全に遮断され、ソ連は1944年1月から東プロイセンへの侵攻を開始していた。そうした全戦線においてドイツが崩壊しつつある状況下、まったく必要のない無差別爆撃としてあげられるのがドレスデン爆撃である。本来、「サンダークラップ計画」と呼ばれるベルリンの完全破壊に準備された爆弾の半分が実際に11月25日から5日間でベルリンへ投下されたが、残りは修正案としてドレスデンなど東部の町へと降り注いだ。1945年2月13日から15日に渡るドレスデン爆撃はハンブルクの時をさらに酷くしたような火災、そこから火災旋風を起こし、火災嵐となった。当時のドレスデンには避難民と住民合わせて80万から100万人がいたと見られ、死者約4万人を出した。
フランスからベルギー、オランダへの進軍によって、その地に配備されていたドイツのレーダーや通信施設は破壊、寸断された。また、カーペット・ジャマーとウィンドウを組み合わせた各種妨害装置により、ドイツ空軍のレーダー無効化、通信網が破壊されることで爆撃機編隊の襲来に対する早期警戒能力が失われつつあった。ドレスデンに襲来した爆撃機に対してドイツ空軍が発進できた戦闘機は27機で、残りは地上に待機したままだった。ドレスデンの他にソビエト連邦の侵攻を助けるために東部の都市が主要目標に選ばれた。ケムニッツ、ライプツィヒ、ハレ、デッサウ、マグデブルク、そして、ベルリンも継続目標だった。空襲を受けていない、または、その被害が少ない市街地として目標選定委員会に選ばれたのはヒルデスハイム、ヴェルツブルク、プフォルツハイム、ヴォルムス、ニュルンベルクだった。これらは予備目標とされた。

### プフォルツハイム空襲
プフォルツハイムは小さい都市で装飾品と時計生産で知られ、軍事的に重要でもないので爆撃機軍団も戦略航空軍にもほとんど攻撃されなかった。投下爆弾量1,551トン、死者2万277人を出す爆撃が行われたのは1945年2月23日のことである。プフォルツハイムがその候補にあげられたのは軍事的要因よりも、できるだけ狭い範囲で燃えやすい素材があるという点だった。街区を囲む建物、砂岩の建材、狭く枝分かれした中央の小道、まともな防火区画のない密集する建物、それらは無防備で空襲対策がなかった。19時50分に始まった爆撃は、最初は強風をともない、あとになって氷のように冷たい風を吸い寄せた。23時30分にはプフォルツハイム全体を炎が包み、融点1,700度の金属が溶けて流れ出した。

### スヴィーネミュンデ空襲

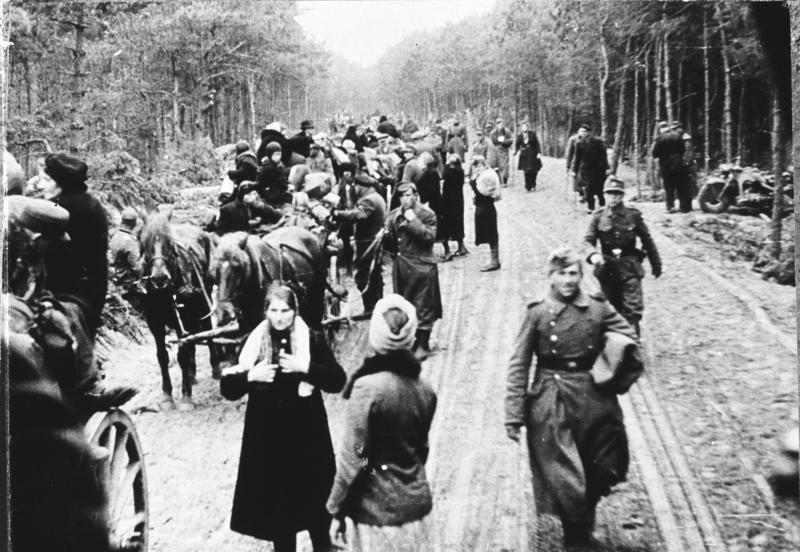
東プロイセンから徒歩で脱出する難民

ソビエト連邦は東プロイセンの多くを占領下に置き、1945年の初めの頃、ヴァイクセル川（ヴィスワ川）とオーダー川（オーデル川）間、シュテティン・ ダンツィヒまで侵攻してきた。海岸沿いに避難民は西へと目指し、ウーゼドム島のスヴィーネミュンデ（シフィノウイシチェ）へと進んだ。3月12日、ケーニヒスベルクなどの避難民を乗せたポンメルン湾に大小様々な船がひしめき合う中でスヴィーネミュンデが爆撃を受けた。沿岸砲兵隊がバルト海に多数の爆撃機が迫っていると警報を出した時、ヴィルヘルム・グストロフの生存者約900人、海岸を徒歩で避難してきた女性たち、橋がソビエトの爆撃で破壊されてフェリーを待つ人々、橋の修理を待つ人々は保養公園に身を寄せていた。アメリカ戦略航空軍はそれを知っていたので、爆弾が地上にぶつかる前に樹木の上で炸裂する近接信管を用意していた。港ではヤスムント、ヒルデ、ラーヴェンスブルク、ハイリンゲンハーフェン、トリーナ、コルディレラが撃沈され、アンドロスも被弾した。石炭が切れて港外で立ち往生していたヴィンリヒ・フォン・クニプローデ（SS Meduana）は被害が少ない方だった。爆撃機671機、戦闘機412機による虐殺の犠牲者は死者2万3,000人となっているが、正確な数は判明していない。氏名がわかっているのは1,667人だけだった。アメリカ戦略航空軍には避難民への攻撃の記録は存在せず、「操車場」への攻撃である。
1945年2月22日から始まったクラリオン作戦では、戦争終結段階の必要のない爆撃のもう1つの典型例である。名目上は鉄道とその施設の破壊だったが、それまで空襲の被害が少なかった町や村が2日間に渡って、低空から爆撃や機銃掃射を受けた。かくして1945年の春までに60個の都市が完全に破壊され、空襲を受けた町や村は131に上る。1945年4月5日に”ボマー”ハリスは、「適切な目標を探すのがもはや非常に困難になった」と嘆いた。東部の都市ドレスデンから西に70キロの場所にあるケムニッツは3月5日にイギリス爆撃機軍団720機から1,100トンの爆弾を投下され、街の3分の1が焼失した。2日後にはアンハルトの王宮所在地デッサウが攻撃され、84パーセントが崩壊した。3月12日がスヴィーネミュンデの虐殺であり、3月31日には1,100トンの爆弾がハレの5分の1の住宅を粉砕した。
4月に入るとツェルプスト、フランクフルト（アン・デア・オーダー）、ノルトハウゼン、ポツダム、ハルバーシュタットが短期間で爆撃を受けた。

## 連合爆撃攻勢の終了
スパッツ、ハリス、テッダーの3者による協議の末、1945年4月12日をもって欧州戦線における連合爆撃作戦は終了とし、連合参謀本部は近接航空支援へ従事するよう命令を出した。イギリス空軍の重爆撃機は4月25日から26日に都市への無差別爆撃を終了して、物資輸送や帰還兵の輸送に従事した。アメリカ陸軍航空軍は1945年5月1日に27機の爆撃機B-17「空の要塞」によるザルツブルク爆撃が最後の重爆撃機による任務となった。そして、翌5月2日のイギリス空軍の爆撃機モスキート126機がソビエト連邦を支援するためにベルリンを爆撃し、これがドイツ本土空襲の最後となった。イギリス陸軍の前線司令部が置かれたハンブルクにおいて降伏交渉が始まると、連合国最高司令部の一員でありイギリス第21軍集団司令官バーナード・モントゴメリーは1945年5月3日に準備中の爆撃機に作戦中止の連絡を行った。

### 指導者の心境変化
1945年3月6日のイギリス下院において、労働党のリチャード・ストークスは早期終結に向けたテロ爆撃の政策に繰り返し反対を表明し、国民の懸念を訴えた。チャーチルはドイツの敗北が近づいてくるにつれ、無差別爆撃の必要性に対して疑問を抱くようになった。ドレスデン爆撃から1か月後、空軍に方針の転換を求める書簡を送った。ロンドン空襲以後、強行に無差別爆撃の実施を主張していたが、終戦間際になって本当に必要だったかと態度を改めた。ポータル空軍参謀総長は今になって重大な問題があったと非難することは受け入れられず、空軍参謀部が容認できるような内容に表現を変えるべきだと反発した。
これを受けて4月1日、チャーチルは「長期的に見て我々の攻撃が、敵の目下の戦争努力を損なうよりも、我々自身がさらなる害をもたらさぬよう留意すべきである」と修正文書を出した。連合爆撃作戦が終わった後の14日にはハリー・S・トルーマン大統領宛の親書で、「戦争状況は今や我々に有利な状態になってきたので、ドイツ諸都市を大爆破するようなことは、もはや、以前のように重要ではなくなりました」とこれ以上の無差別爆撃は必要ないことを伝えた。また、チャーチルは終戦後に勲章の授与式に駆けつけ、陸海軍の指揮官を功労を讃えたにも関わらず、ハリスへの授与は避けた他、勝利宣言の演説でも、自著の回顧録でも、爆撃機軍団についてほとんど触れなかった。
”ボマー”ハリスは政府によって認可された爆撃であり、イギリス空軍の爆撃機軍団がこれまで行ってきた戦略的に正当な行為であり、陸軍はこれに大いに助けられ戦略的効果があったとし、ノーマン・ボトムリー副参謀長に終戦まで爆撃の続行を強く主張し、アイゼンハワーにも爆撃の正当性を書簡で送っていた。しかし、戦後にオマール・ブラッドレーは、1945年2月に実施した無差別爆撃「クラリオン作戦」は戦略的な意味はなく、陸上部隊の役にも立たなかったと激しく批判した。ほか、アメリカ国務長官ヘンリー・スティムソン、陸軍参謀総長ジョージ・マーシャルらは、ドレスデン空襲はソ連の要請に基づくと責任逃れを図った。
国務長官ヘンリー・スティムソンの主張はフレデリック・テイラー（2004年）が引用している。「アメリカが原爆を投下した主な目的の1つは軍備開発で勝っていることを誇示することだったと言われている。ドレスデン空襲にも、残念ながら似たような部分がある。…〔中略〕…つまり、伝統的な都市の一般的な市民を叩くという考え方には、道義をまったく顧みていなかったことが明白にあらわれている。また、一般市民の生命および歴史と伝統を外交駆け引きの道具に使う計算高さには、驚きを禁じえない。」と記している。

### イギリスの世論

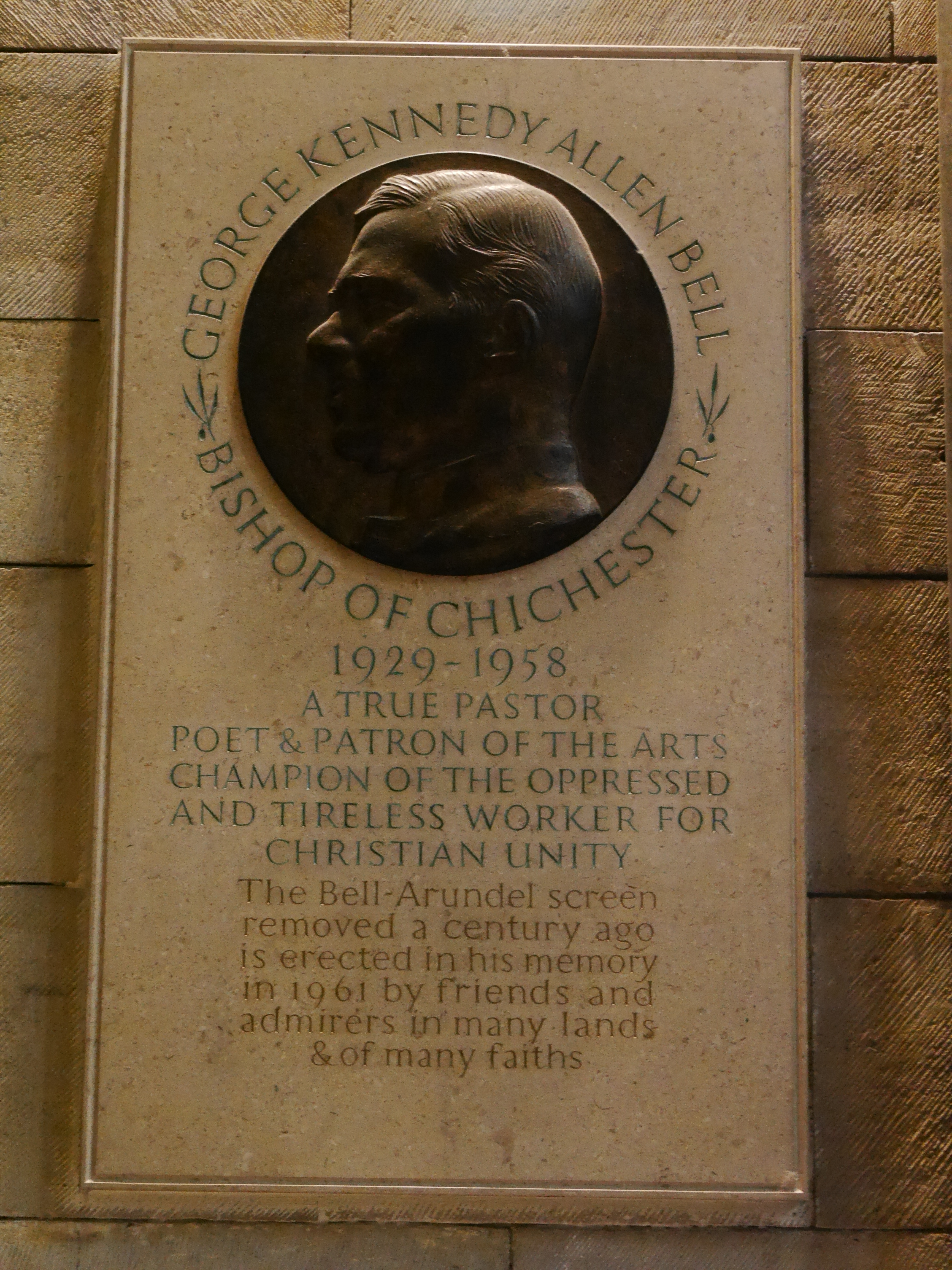
チチェスター大聖堂のジョージ・ベル記念碑

「ヨーロッパが仮りにも文明社会であるならば、爆撃で非戦闘員を恐怖におとしいれるのが許されるのだろうか。」という問いかけは、チチェスター大主教ジョージ・ベルから送られた手紙を「タイムズ」が1941年4月17日付けに掲載し、ジョージ・ベルはイギリスとドイツに夜間の無差別爆撃をやめるよう訴えた。市民の間では、ボランティアに従事するヴィーラ・ブリテンが1944年春に出版した「混沌の種」で、「自分たちが引き起こしたか、緩和できなかった苦しみをの本当の意味に、私たちは気づかなかったからだ」と主張して反爆撃運動を始めた。「混沌の種」は当時のイギリス国民は知りうることを記述された貴重な資料である。
戦時中のイギリス国民が一般的に知っていること、実際に起きていることを深く理解していることの間には大きく剥離があった。1941年4月の世論調査で53パーセントがドイツの国民を目標にした爆撃に賛成していたが、1944年の調査では、ほとんどのイギリス国民がドイツ都市への爆撃がどのようなものか9割が知らないと回答していた。イングランド国教会では、ジョージ・ベルの他に前カンタベリー大主教コズモ・ラングらが、「抹殺爆撃」と1940年から批判的であったの対し、ヨーク大主教シリル・ガーベットは、「絶対に正しいことと絶対に誤っていることを分ける唯一の選択肢などありません。2つの悪のうち、より悪が少ない方を選ばなければならない場合が多いのです。わが国民を犠牲にし、奴隷状態の数百万人々の解放を遅らせるよりは、好戦的なドイツを爆撃する方が悪が少ないのです。」と爆撃を擁護した。

### アメリカの世論
ヴィーラ・ブリテンの初期の原稿が彼女の知らないところで、1943年クリスマス前に支持者によってアメリカへと持ち込まれた。これはアメリカ全土から考えうるありとあらゆる手段をもって、ブリテンへの批判が何百と彼女の元へ送られた。「ニューヨーク・タイムズ」への投書では50対1で圧倒的な非難で占められ、著名人もそこに含まれた。反ナチスのジャーナリストドロシー・トンプソンはロンドンの「サンデー・クロニクル」のコラムで、「イギリスの平和主義者がアメリカの怒りを駆り立てている」と記した。著名なジャーナリストウィリアム・シャイラーに至っては、1944年3月12日の「ヘラルド・トリビューン」に「ナチの手先」とまで書いた。
世論は爆撃支持が多かったが、戦局の変化にともなって世論にも変化があった。アメリカでヴィーラ・ブリテンを擁護する声を最初に上げたのはジョージ・オーウェルが最初である。「ミス・ヴィーラ・ブリテンは無差別または抹殺爆撃を雄弁に攻撃している。しかし、平和主義者ではない。彼女は戦争に勝ちたいと思っている。合法的な手段を貫いて、市民への爆撃をやめることだけであり、そうした爆撃が後世においてわれわれの名を汚すことを恐れているのだ」と1944年5月19日に雑誌のトリビューンに記した。また、それまで爆撃を強硬に擁護していたベイジル・リデル＝ハートにも心境の変化があり、1944年7月に「戦争熱が猛威をふるっている時に人間の良識に訴えたあなたの勇気に深い敬意を」とヴィーラ・ブリテンに手紙を送っている。
1945年2月にAP通信が新聞「イブニング・スター」においてアメリカ戦略航空軍がヨーロッパで恐怖爆撃を行っていると記事を掲載し、この恐怖爆撃に対する疑問が持ち上がった。戦略航空軍は記者会見で、「それらは誤解に基づくものでそのような爆撃方法は連合軍最高司令部の政策とも、戦略航空軍の方針とも一致しない」と記事を全面的に否定した。また、「意図的に恐怖爆撃を行ったことはこれまでまったくないし、今も行ってないし、将来も行うことはない」と断言した。
しかしながら、アメリカ戦略航空軍による爆撃は日本上空（日本本土空襲）で勢いを増して展開されつつあった。

## 戦後
ドイツ歴史家イェルク・フリードリヒ（2011年）は破壊された家屋350万戸、750万人が家屋を失い、負傷者80万人、民間人の死者60万人、うち子供の死者7万5000人としている。イギリス歴史家のイアン・カーショー（2021年）はアメリカ戦略爆撃調査団による30万5000人という死者数は少なすぎるとしている。死者40万人、負傷者80万人、破壊された家屋180万戸、家屋を失ったのは500万人と記した。他にもカーショーはドイツ歴史家リュディガー・オーヴァーマンスの研究を紹介し、最小で死者38万人から最大で63万5000人の推定もある。他に、ドイツの軍事研究室（DRZW）は死者38万人から40万人と記している。
1941年までに東部戦線で戦っていたドイツ軍は全体の75パーセントだったが、ノルマンディーの戦いが敗北に向かいつつあった1944年8月に至っても66パーセントは東部戦線でソビエト連邦と戦っていた。東部戦線でドイツ軍は約58万の死者を出したが、それ以外の大西洋、北アフリカ、地中海、イタリア、ノルマンディーといった他の戦線全てを合計した軍人の死者は15万6726人だった。イギリスとアメリカによる爆撃で35万から40万の死者もこれに加わるが、これらの多くは軍人ではなく民間人だった。イギリスは海軍と空軍をあわせて38万3700人の死者を出しており、バトル・オブ・ブリテンでのドイツによる爆撃を受けた民間人の死者は6万7200人だった。アメリカ軍の死者は40万7300人であり、民間人の死者は1万2100人であった。
1945年6月26日に始まったロンドン会議では、戦勝国のアメリカ、イギリス、ソビエト連邦、フランスの代表者がナチス指導者の訴追について議論された。ここで、「戦争犯罪」という用語が用いられるようになり、それは後の国際軍事法廷で使用された。戦勝国の代表者たちにとって大きな問題はこれらが前例のないことだった。ドイツが世界戦争を引き起こし、ユダヤ人を虐殺したことは疑いようもなかったが、そういった行為をどの法律で告発するかだった。それが当てはまる明確な国際法は存在しなかったため、「事後法」で裁こうとしているのではないかと非難された。
1899年のハーグ陸戦条約、1919年のヴェルサイユ条約、1925年のロカルノ条約、1928年の不戦条約、その全ての条項と精神にドイツが違反していることは明らかだった。憲章の起案者は、ナチス政権が本土および占領地でしていたことに適用しようとした。「事後法」ではなく、既存の法律を眼の前の状況に当てはめようとしているのだと主張した。起案者は他の問題も予見していた。それは、「勝者の正義」として見られることであり、戦闘中は敵も味方も残虐行為を働いていた。西進したソビエト軍の恐ろしい殺人、強盗などの残虐行為、何十万件の強姦、イギリス軍、アメリカ軍による市民を標的にした空襲も同様に語られることはなかった。8月末に起案された国際軍事裁判所憲章はそういった抗弁を禁ずることを明記された。

### 歴史学者の評価

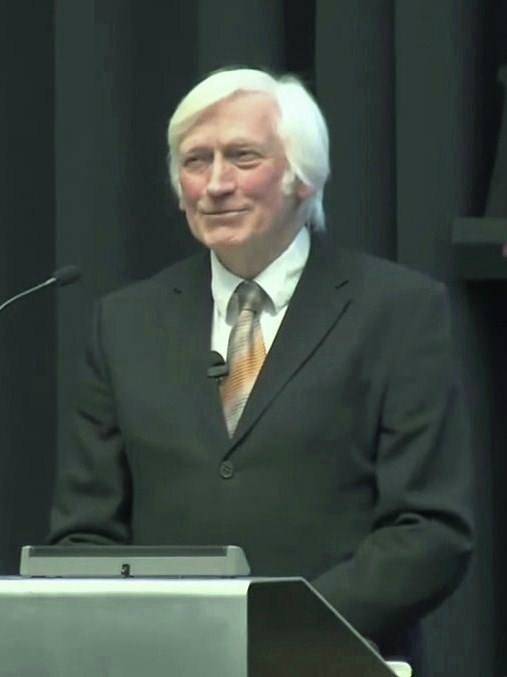
リチャード・オウヴァリー（2015年クリエイティブ・コモンズ下のYouTube公開動画より）

ドイツ本土空襲を含め、第二次世界大戦中に行われた空襲を巡る問題に学者による多くの問いがある。実際に用いられた方針は妥当だったか、精密爆撃の目標は妥当で正当性があったのか、空軍を無差別爆撃以外に用いたほうが有用ではなかったか、無差別爆撃が戦争指導者や国民にどの程度の影響があったのか、最終的に第二次世界大戦の勝利へどの程度貢献したのか、そして、倫理的に正当化され得るのか、といった内容である。
各戦線において戦略爆撃の効果を戦後すぐに調査したアメリカ戦略爆撃調査団（USSBS）によれば、ドイツへの定量計算可能なインプット（投下された爆弾の量）と定量計算可能なアウトプット（ドイツの軍需生産量）との因果関係を分析し、「戦略爆撃は多大な犠牲を伴った戦略的破綻に過ぎない」と厳しい意見を出している。イギリス航空省の調査団はそれより低く見積もっており、1943年下半期の爆撃による破壊は全体で8.2パーセントしか生産高は減少しておらず、1944年下半期に7.2パーセント、1945年に9.7パーセントの低下に留まったと結論を出している。
そうした戦略爆撃を肯定する意見として、第一次大戦の従軍経験があって負傷など理由で陸軍を退役したイギリスのジャーナリスト兼歴史家リデル・ハート（1970年）は自著第二次世界大戦で、ノルマンディー上陸の時点で連合国の空軍はドイツ空軍を30倍を有し、上陸に失敗しても直接ドイツを叩き敗北を必至にしていたと前置きし、「1944年まで地上戦に取って代わることを自負していた空軍の働きは裏切るものであった。都市の無差別爆撃は軍需生産を阻害することはできず、戦意を挫くことも降伏に追い込むこともなかった。独裁的な指導者の強力な支配下のもとで人々が空中の爆撃機に降伏することはできない。1944年以降、空軍力は抵抗の根源をなす産業の中枢を精密に選び分け、壊滅的な打撃を与えた。」としている、同書の解説大木毅（1999年）によればリデル・ハートは犠牲の多いルーデンドルフの「総力戦」のような決戦思想ではなく、機動によって戦線、補給線、本国を脅かす間接アプローチ戦略による分断撃破が近代戦の勝利と定義し、クラウゼヴィッツやルーデンドルフの戦争論に由来する無制限戦争に真っ向から対立していると補足がある。
「地域爆撃」や「無差別爆撃」が軍需産業への影響を取り除いても、イギリス、アメリカを擁護する意見は様々ある。「ナチス・ドイツがヨーロッパ全域において殺傷した民間人と比較すればイギリス、アメリカの連合爆撃機が殺傷した民間人はわずかに下回っている」とイギリスの歴史家アントニー・ビーヴァー（2012年）は自著第二次世界大戦で記している。
イギリス歴史家ロビン・ニーランズや同ジョン・テレインは、「ドイツと日本の敗北が数年前か数か月前にもう避けられないとわかったとして、戦争の成り行きはどうなるかわからない。軍隊や市民や政府の激しい抵抗が続く限り、彼らを敗北させることだと思い知らされた。」と主張し、（ドイツの燃料供給が絶たれた）「1944年9月の時点で明白になった」と主張した。歴史家リチャード・オウヴァリーは論点を2つ絞っていて、「爆撃戦争によって火砲や戦闘機が本国の防衛に回ったことで、前線から遠ざけられた」こと、「1945年1月にシュペーアがそれを認めるほど、爆撃によってドイツの産業能力を枯渇させたこと」と総括している。
日常言語学派として知られるロンドン大学教授の哲学者A・C・グレイリング（2007年）は自著廃墟の町でで、（連合国にとって）「第二次世界大戦はナチス・ドイツや日本に対する正義の戦争であり、戦争の最終段階で明らかになったホロコーストは決して許されない罪だった。…〔中略〕…爆撃任務を遂行した英米の軍人たちの貢献に異議を唱えるものではない。そのうえで、一般市民の意図的に攻撃目標として爆撃するのは道義に反している。」と記している。
また、ポール・ケネディ（2013年）は戦略爆撃の倫理を問うことを目的としていないと前置きし、極めて倫理について否定的な意見をもつ作家にイギリスのノーマン・ロングメート（1983年）をあげている。ポール・ケネディはクラウゼヴィッツの「戦争論」はナポレオン戦争の大会戦を含む数100年分のヨーロッパ地上戦で得た戦訓に基づく総論であり、マハンの「海上権力史論」では1660年から1783年という具体的な年代の戦いを研究を元にした理論を展開したが、第二次大戦前の航空戦に関しては過去に戦争の行方に影響を与えた例はなく、今後の革新になり得る手がかりらしきものを頼りに、臆測が先行した仮説の航空戦理論しかなかった。戦略爆撃が結果として副次的被害を敵国に与えることは「戦争のルール」の範囲内ではあるが、意図的なものは西欧文明の培ってきた鉄則をないがしろにすることである、と記した。そして、「ドイツ上空を含めたヨーロッパ西部の制空権を連合国が握ったのはノルマンディー上陸作戦のわずか2、3か月前だった。1944年初頭にドイツ空軍が打倒されるまでは接戦だったかもしれないが、史上最大の勝敗を決する軍事行動であった。」と結んだ。

### 歴史認識

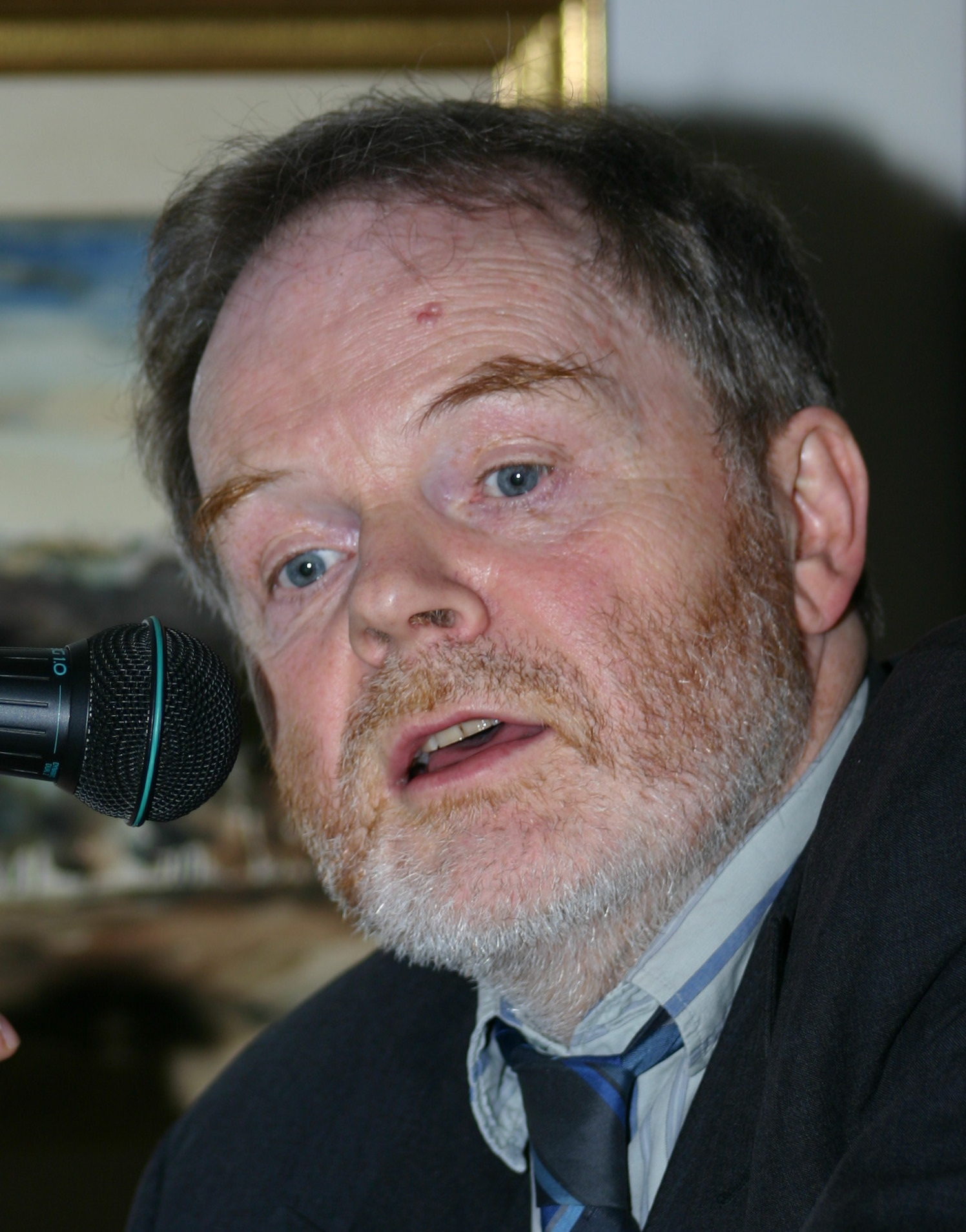
ドイツのジャーナリストおよび歴史家イェルク・フリードリヒ（2005年）

ドイツの小説家トーマス・マンはファウストゥス博士（日本語訳1974年; Doktor Faustus）においてヒトラー政権前とヒトラー時代の作曲家の運命について、「〔前略〕…もしも破壊をこおうむるのがわれわれ罪の負える者でなければ、その非を天に向かって訴えるところであろう。ところがわれわれは罪を負える者であるがゆえに、訴えの叫びは空中に消え、クローディアス王の祈りのように天に達することはできない」と描いた。こうした文学をイギリス歴史家シンクレア・マッケイ（2022年）は少数のドイツ人らはバランス感覚を大事にしていると評した。
ドイツ人による空襲への具体的な言及は、1986年のエルンスト・ノルテによるナチス政権下の陰と陽を比較した論文を発表し、翌年のユルゲン・ハーバーマスがそれに批判的な論文を発表したことから、歴史家論争が始まる。これらの論争は、1990年のドイツ再統一で一度収束した。その後、W・G・ゼーバルトは空襲体験が次世代に文学として継承されていないことを問題視した論文を1997年に発表し、1999年に『空襲と文学』（Luftkrieg und Literatur）を出版した。
イェルク・フリードリヒの著作Brandstaetten (2003年) 、独: Der Brand (2007年) 、フォルカー・ハーヘの著作Hamburg 1943（2003年）、クリストフ・キュークリックの著作Feuersturm（2003年） など、これらは爆撃で多くのドイツ人が被災して約30万人の死者を出したばかりか、歴史のある建造物、文化遺産が甚大な被害を受けたことをドイツ人の読者に再考を促している作品である。ドイツの歴史家ヨルク・エヒターンカンプ（2017年）によれば、2003年のフリードリヒの著作Der Brandの日本語訳は『ドイツを焼いた戦略爆撃』として出版されたが、「火災」と訳される。
イェルク・フリードリヒのドイツ民間人が間違いなく犠牲者だという主張、A・C・グレイリングの悲しみや怒りに触れず、哲学的に論理規範についての研究は近年の論争となった。イェルク・フリードリヒは歴史的事象をドイツ人の視点に限定し、ナチス政権が起こした総力戦、ワルシャワ爆撃、ロッテルダム爆撃を扱わず、空襲の避難先である地下室や防空壕がガス室、炎上を起こす建物と人々を「焼却炉で焼かれたクレマトリム」など連合国の都市爆撃をホロコーストと同列にあるような表現をはっきりと使った。ドイツの歴史家ハンス・ウルリヒ・ヴェーラーを始めとする批評家は修正主義、尊厳を侵す、バランスに欠くと非難したが、フレデリック・テイラー（2005年）やA・C・グレイリング（2007年）のように言及を歓迎する者もいた。これらをエヒターンカンプは「当時の経験を追憶し、フランスの歴史家ピエール・ノラの表現を使えば、第二段階の歴史だ。」と表現した。

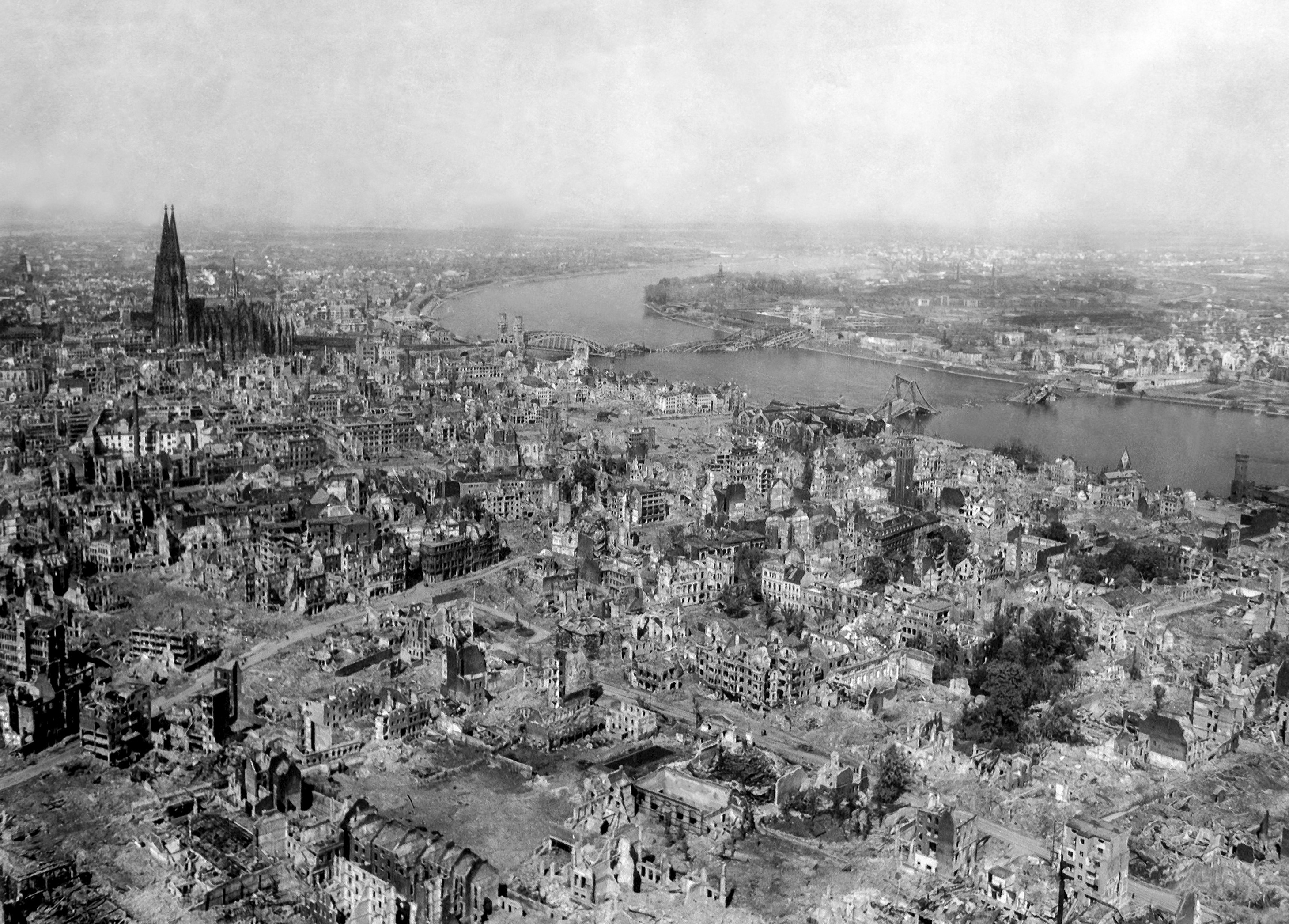
ケルン爆撃で焦土と化したケルン（1945年4月）
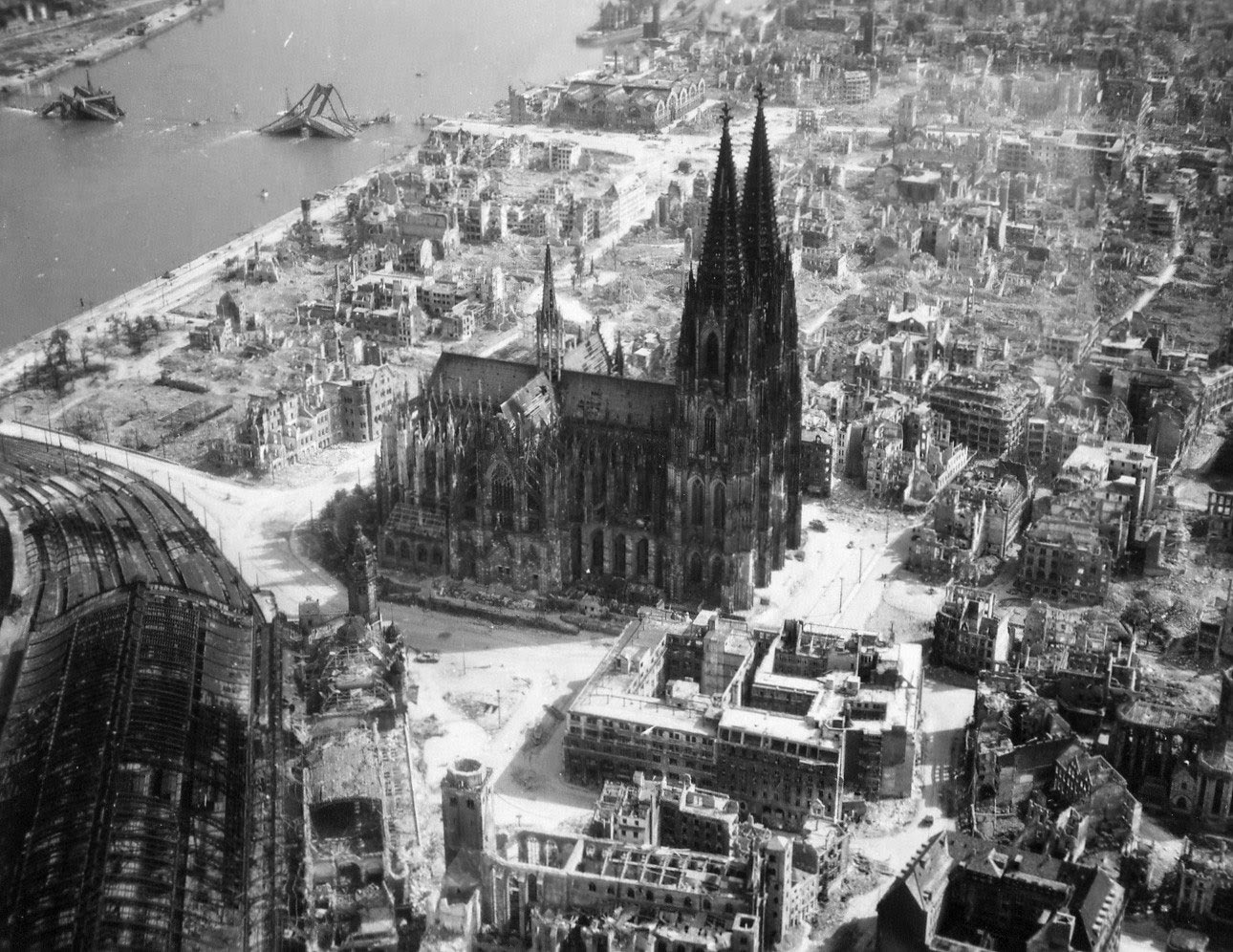
直撃弾16発を受けても外観を保ったケルン大聖堂だが、内部は大きく破壊された（1944年）
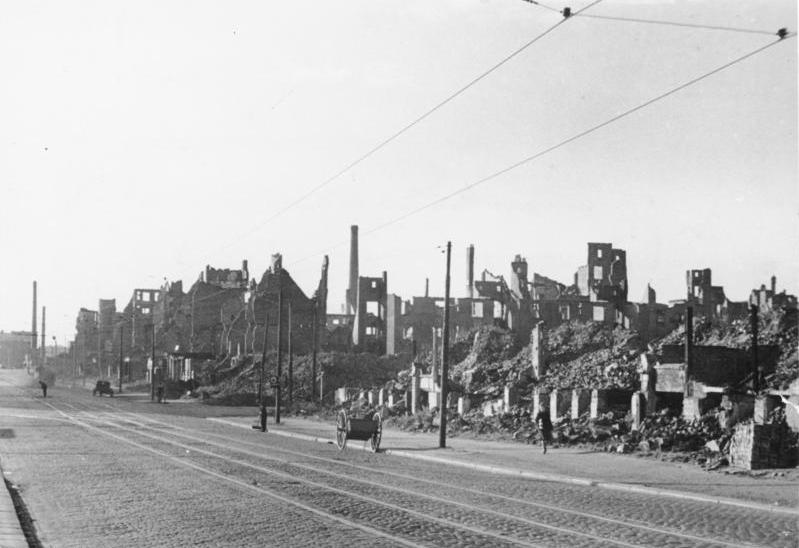
ハンブルク空襲後の街並み（1947年撮影）
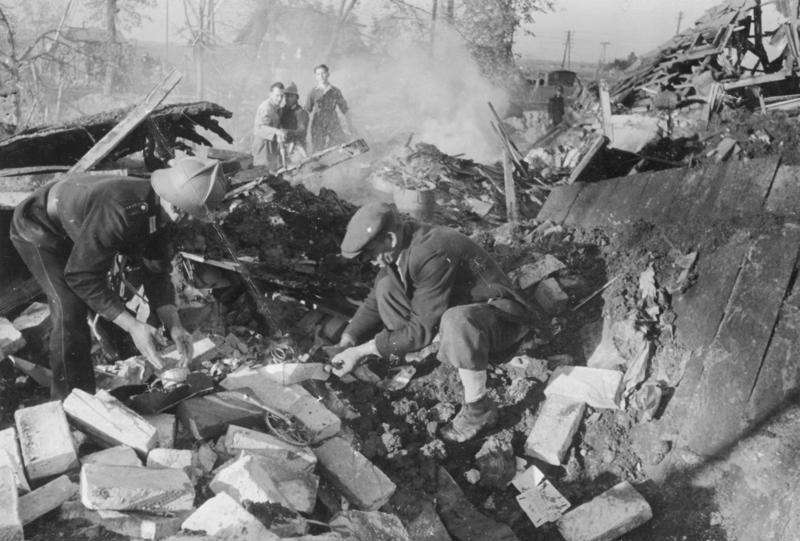
ハンブルク空襲で瓦礫の中から犠牲者を捜索する救助隊
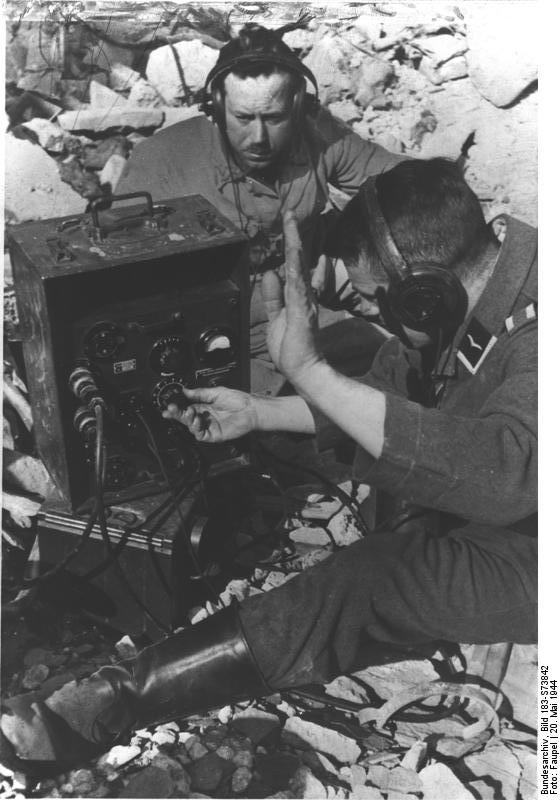
ベルリン空襲で地中聴音機を用いて瓦礫に埋もれた生存者を探す救助隊（1944年5月）
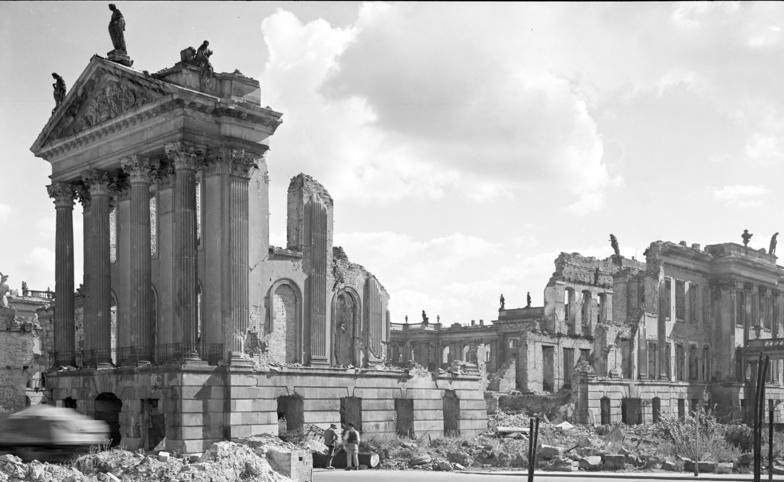
ポツダム空襲で破壊されたフリードリヒ1世のポツダム王宮（英語版）（1945年）
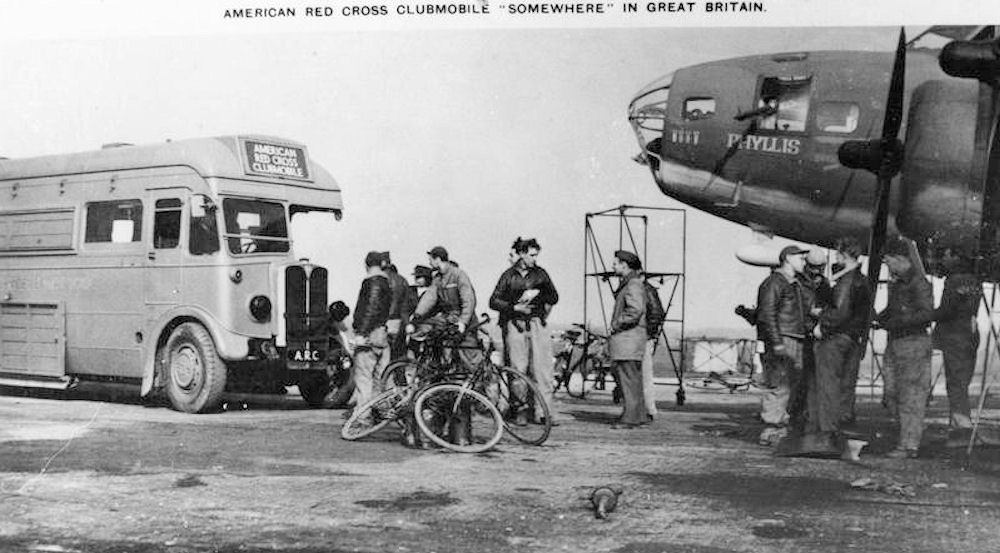
アメリカ赤十字が帰還した爆撃機B-17「空の要塞」を訪問（1943年）
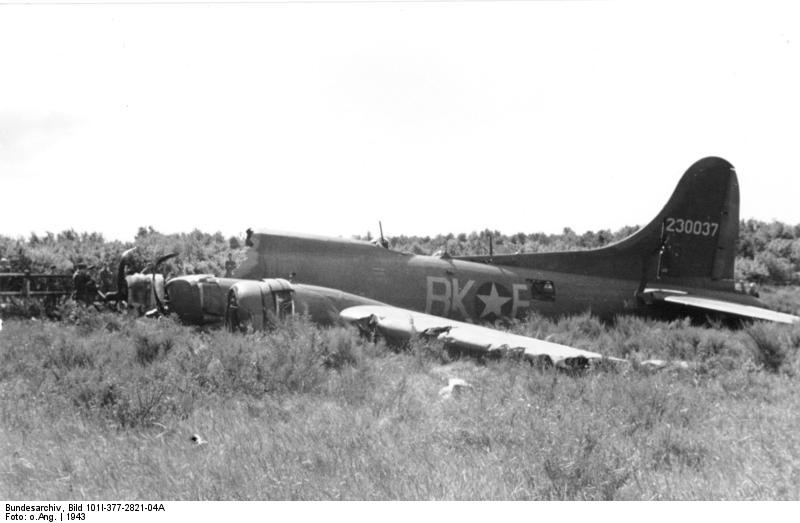
フランスに墜落した「空の要塞」の残骸（1943年）
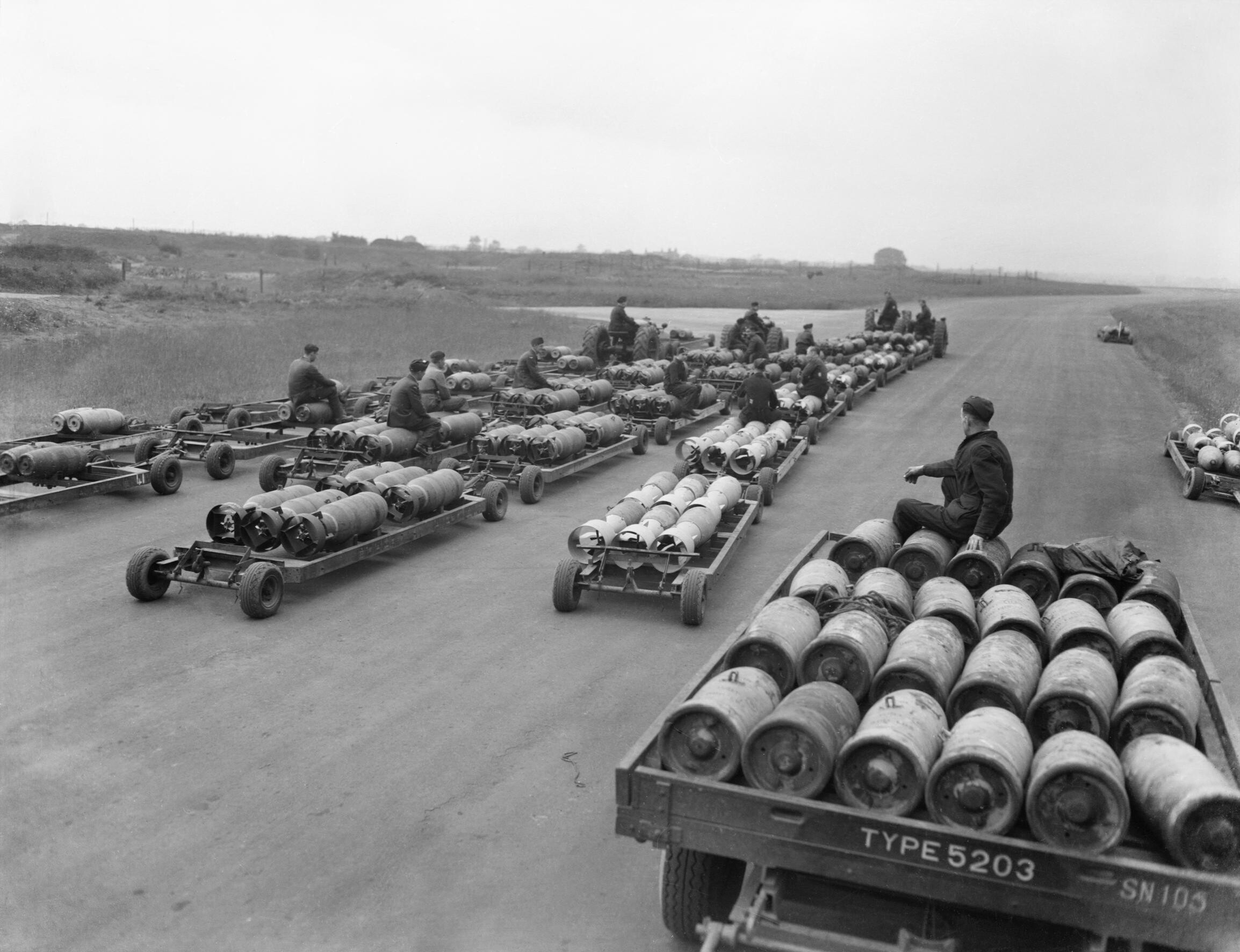
イギリス第51飛行隊（英語版）に向けて500ポンド爆弾を載せた台車を牽引するトラクターとスネイス空軍基地（英語版）の整備兵
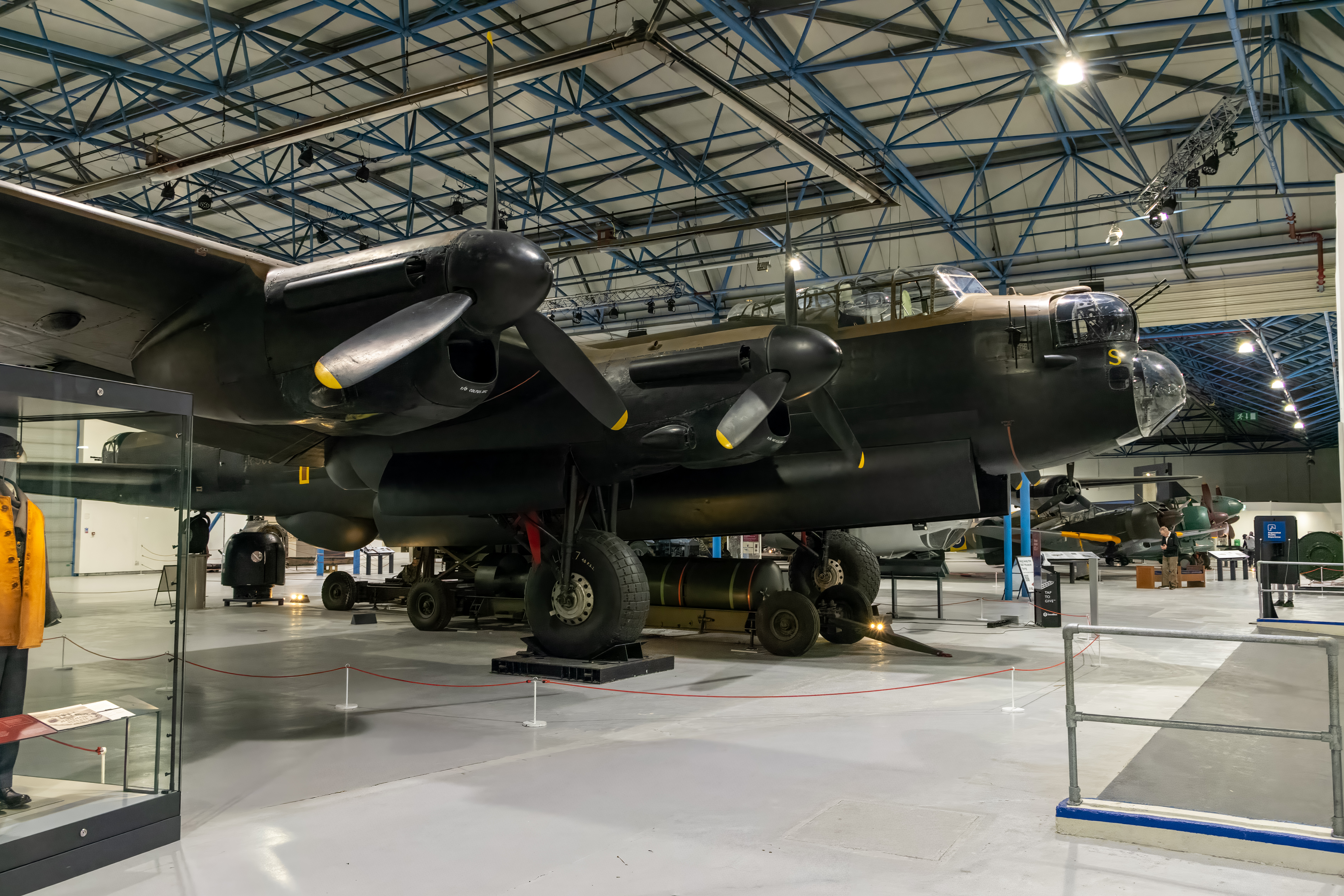
イギリス空軍博物館で展示された100回の出撃に耐えて生き残ったイギリス重爆撃機ランカスター
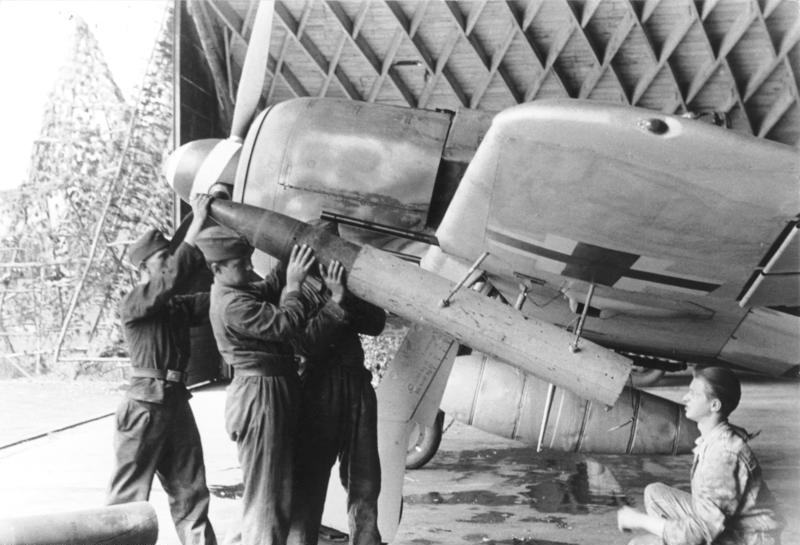
ドイツ戦闘機フォッケウルフ Fw 190に55mmR4Mロケット弾を搭載する整備士
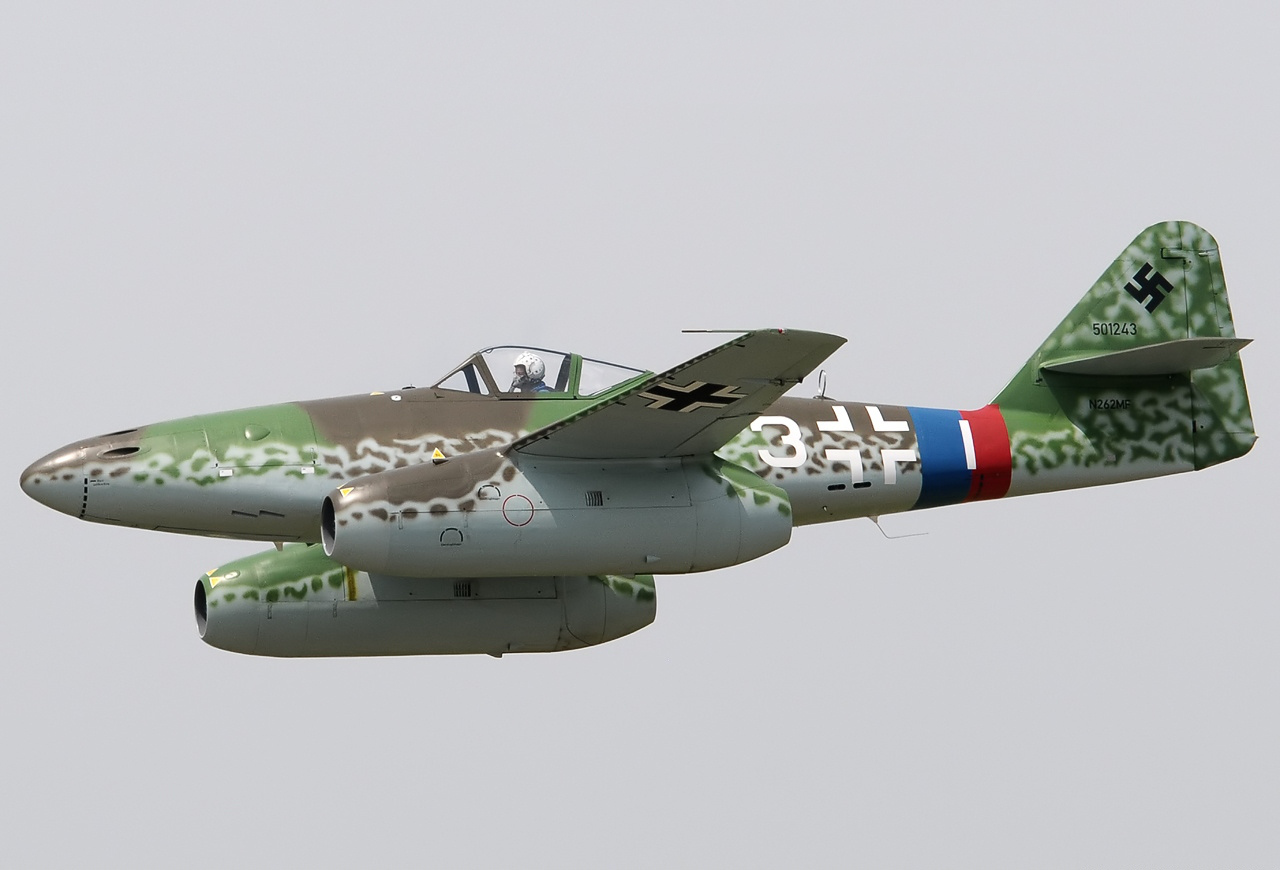
戦後再生産された軍事航空博物館収蔵のドイツのジェット戦闘機Me 262
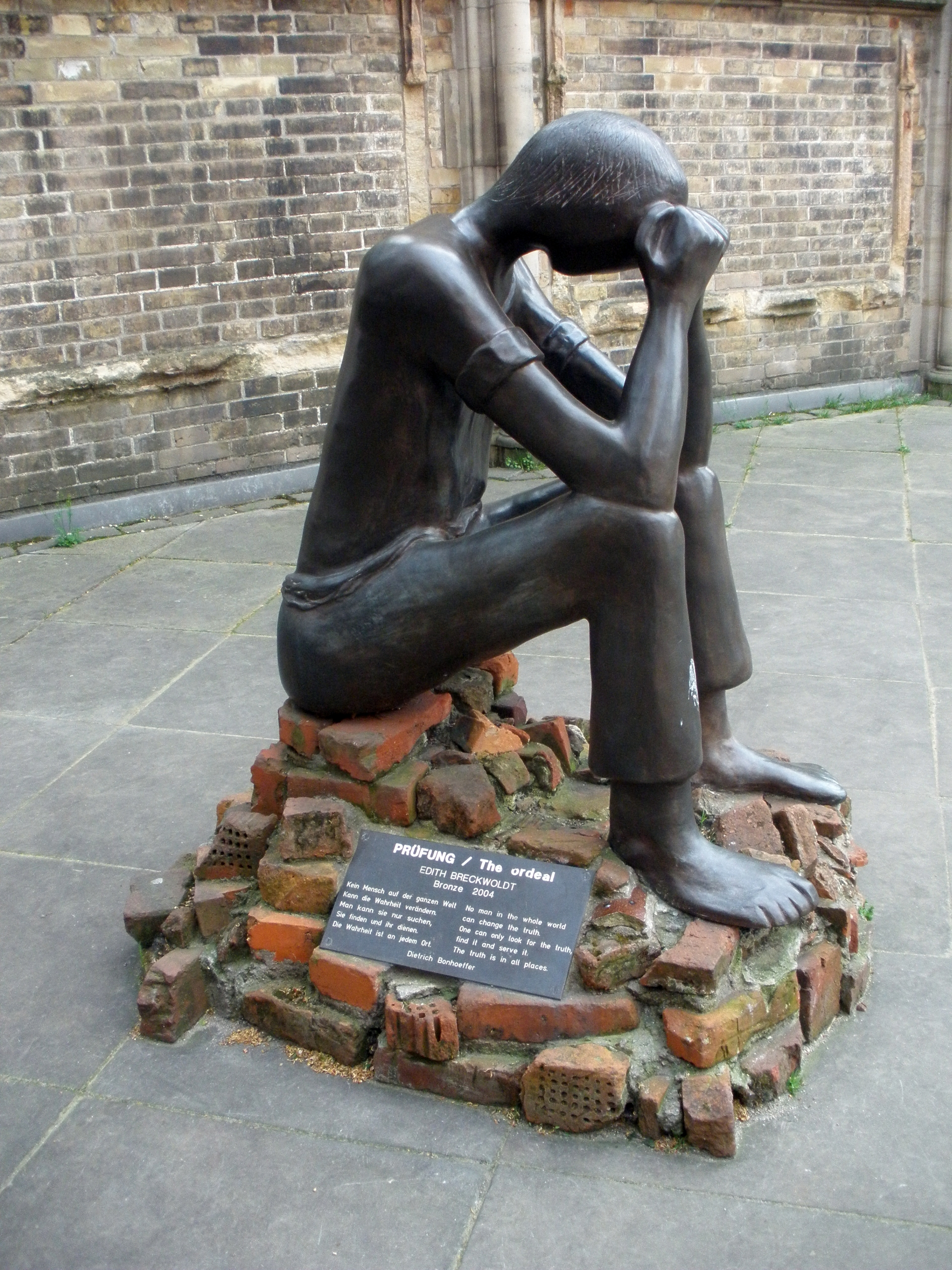
ダムトーアの記念碑へ対抗した聖ニコライ聖堂 (ハンブルク)（英語版）のモニュメントPrüfungで、反ナチ主義ボンヘッファーの言葉とされるものが綴られている
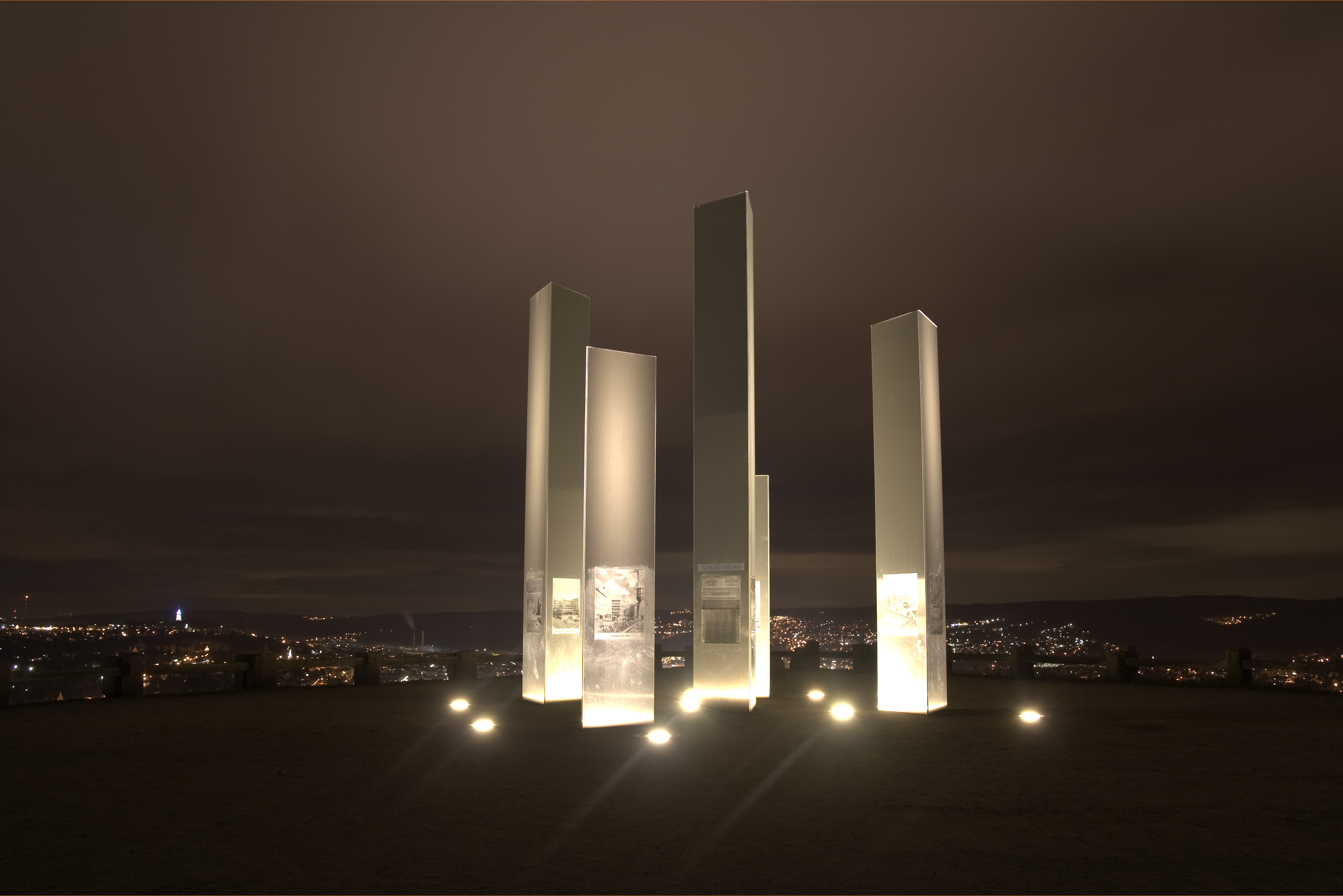
空襲の瓦礫で出来た山の頂上に極右国家民主党寄りの団体に作られたプフォルツハイムのモニュメントWallbergs
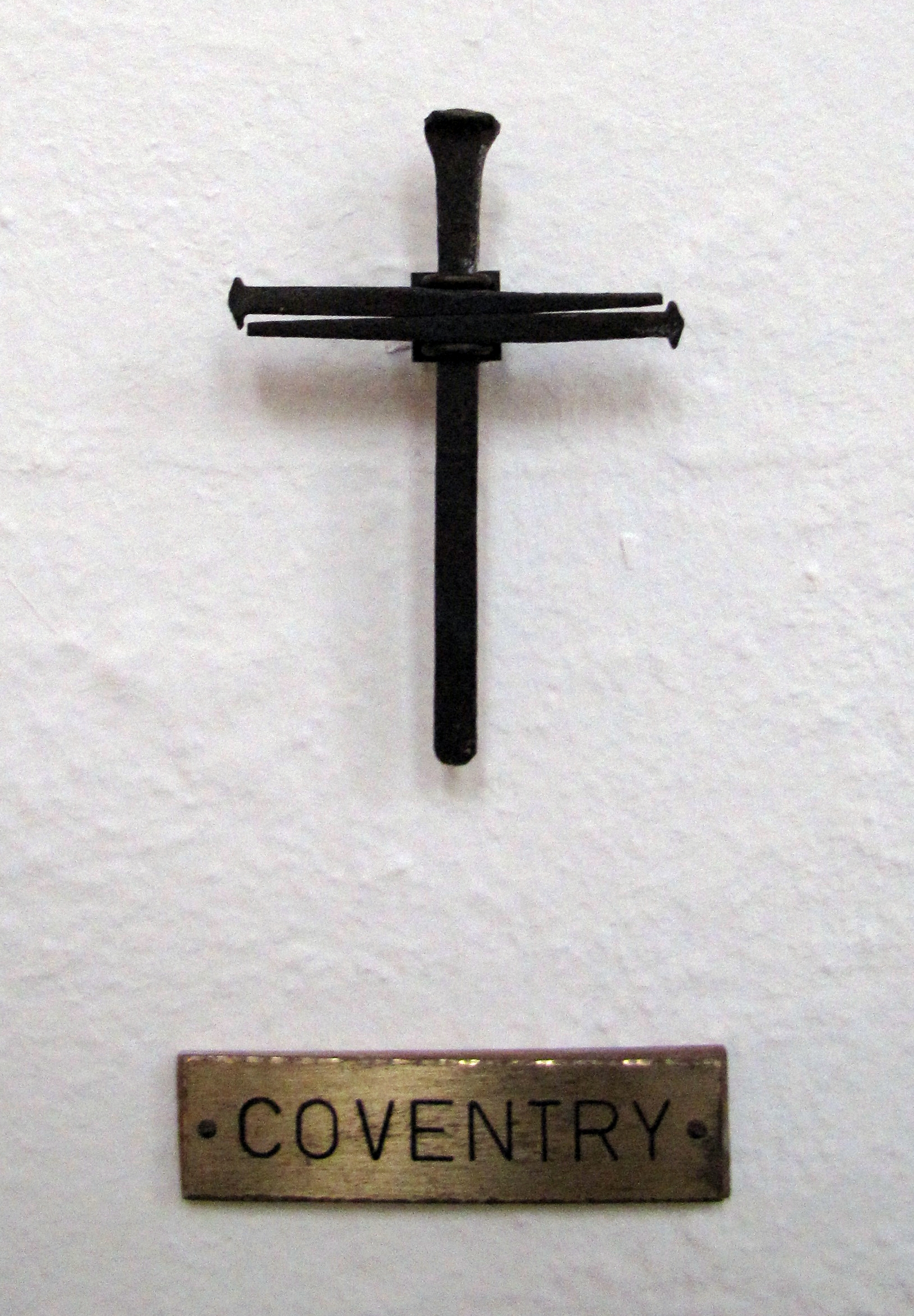
ドイツの聖ニコライ教会 (キール)（英語版）に展示されているイギリスのコヴェントリー大聖堂（英語版）から贈られた釘の十字架（en:Coventry Cross of Nails）

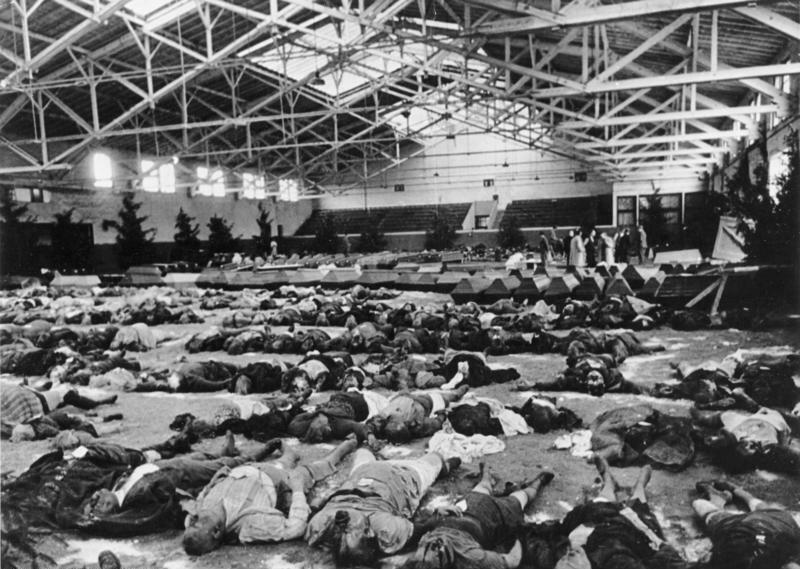
ケルンの死体安置所（1943年7月4日）
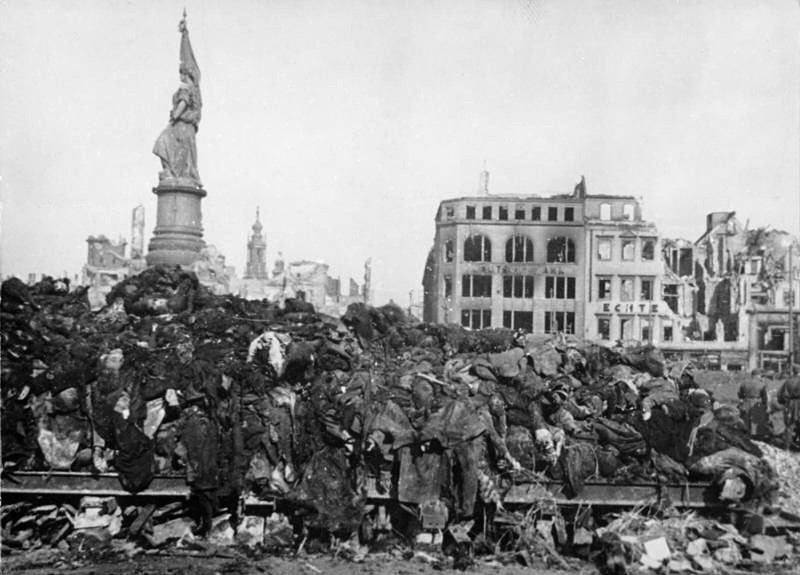
ドレスデン爆撃後の死体の山と背後には建物と残骸（1945年2月）

## ドイツ本土空襲を扱う作品
- ヘンリー・キング監督（日本語字幕）『Twelve O'Clock High（頭上の敵機）』（映画）20th Century-Fox（セントラル映画社）、ロサンゼルス、1949年、該当時間: 132分。ISBN 4774715689。OCLC 154625879。
  - 精密爆撃に対する困難さとアメリカ軍搭乗員の団結を描いている(ケネディ 2013, p. 142)。
- ウォルター・グローマン監督（日本語字幕）『633 Squadron（633爆撃隊）』（パイオニアLDC）（映画）United Artists、カルバーシティ、1964年、該当時間: 101 分。OCLC 431624006。
- マイケル・ケイトン＝ジョーンズ監督（日本語字幕）『Memphis Belle（メンフィス・ベル）』（映画）Lugano（ポニーキャニオン）、バーバンク（東京）、1990年、該当時間: 107分。ISBN 9780790703121。OCLC 23374099。
  - ノルマンディー上陸作戦の直前に公開された。精密爆撃の戦略をアメリカ本土の国民に伝え、爆撃手のイメージを強く印象付けることを意図していた(高田journal 2018, pp. 34–35)。
- ローランド・ズゾ・リヒター監督（日本語字幕）『Dresden（ドレスデン、運命の日）』（映画）EOS Entertainment, TeamWorx（アルバトロス）、München. Potsdam.（東京）、2006年、該当時間: 145分。OCLC 805087842。
- WGBH-TV (12 May 2010). “連合国はいかにしてドイツを爆撃したか”. BS世界のドキュメンタリー ヨーロッパ戦線終結70年. 第1シリーズ. Episode Season 22. Episode 3 : The Bombing of Germany. NHK. NHK BS.